# L'Utopie

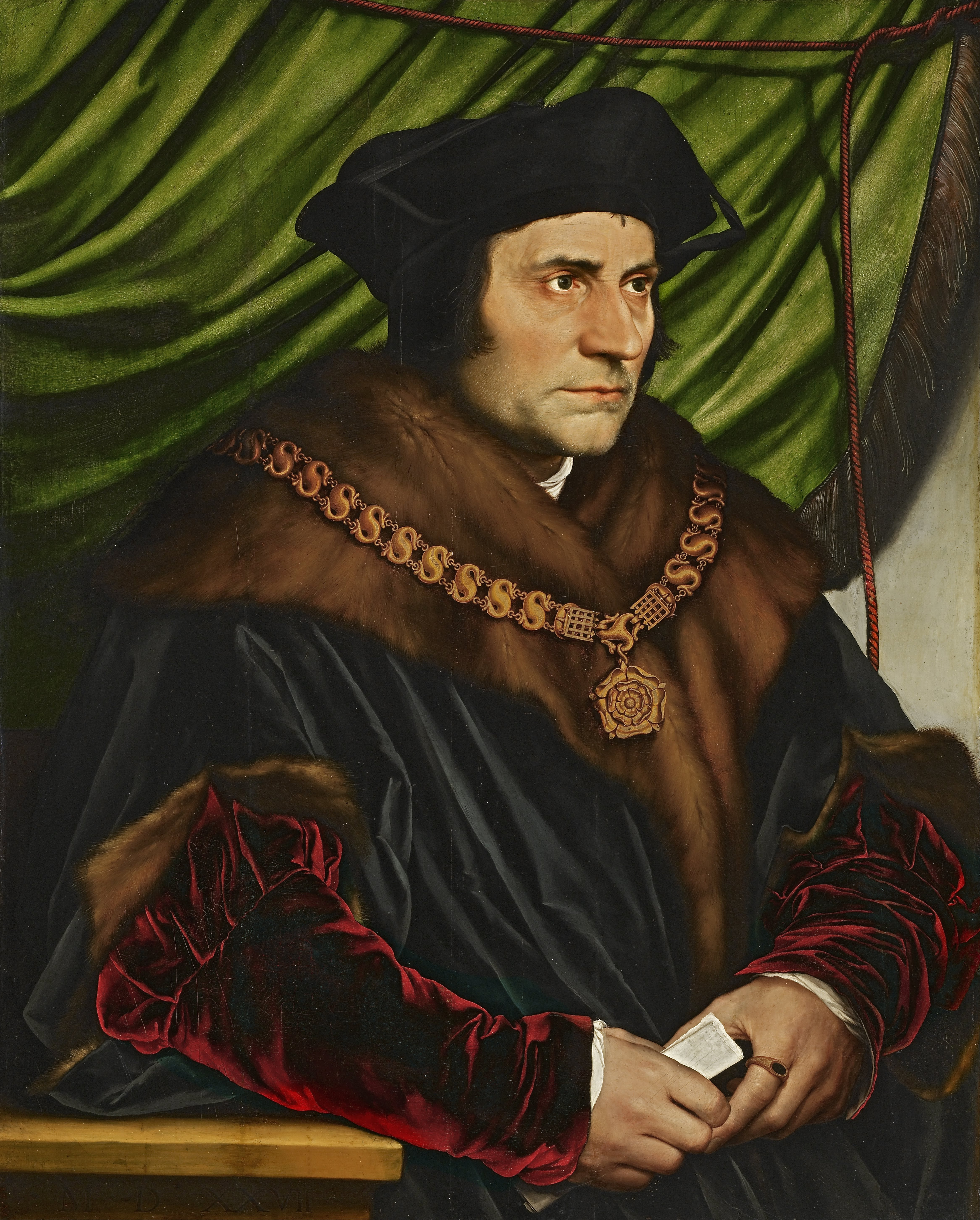
Thomas More par Hans Holbein le Jeune, 1527.

Pour les articles homonymes, voir Utopia (homonymie) et Utopie.
L'Utopie, écrit en latin et publié en 1516, est un ouvrage de l'humaniste anglais Thomas More. Ce livre, séminal pour le genre littéraire utopique et la pensée utopiste, est à l'origine du mot « utopie », désormais entré dans le langage courant en référence à l'île d'Utopie,.
La page de titre de la première édition latine de 1516 annonce un Libellus vere aureus, nec minus salutaris quam festivus, de optimo reipublicae statu, deque nova Insula Utopia. Entre décembre 1516 et novembre 1518, quatre éditions de l'Utopie furent composées par Érasme et Thomas More. Ces quatre éditions sont toutes différentes : le texte de More n'est pas introduit de la même manière, l'île d'Utopie n'est pas abordée ni quittée dans les mêmes conditions. Le titre arrêté pour l'édition définitive de novembre 1518 est De optimo reipublicae statu, deque nova insula Utopia (La meilleure forme de communauté politique et la nouvelle Île d'Utopie).
Adressé aux humanistes puis diffusé dans le cercle élargi des lettrés, à sa parution ce libelle est lu comme un appel à réformer la politique contemporaine et une invitation à observer sincèrement les préceptes chrétiens et aussi, pour les plus érudits d'entre eux, comme un serio ludere.
Au XVIIe siècle et au XVIIIe siècle, le livre est lu la plupart du temps comme un récit utopique, parfois comme un traité politique, rarement comme un essai philosophique.
Aux XIXe siècle, XXe siècle et XXIe siècle, d'aucuns distinguent l'œuvre pour le communisme pratiqué en Utopie et consacrent son auteur comme un digne prédécesseur du communisme socialiste ; pour d'autres cet ouvrage, dont l'auteur fut béatifié en 1886 et canonisé en 1935 puis fait saint patron des responsables de gouvernement et des hommes politiques en 2000, est réputé promouvoir la communauté de biens et renouer avec la parole du Christ.
Depuis le milieu du XXe siècle et au XXIe siècle, ce texte est présumé contenir des passages qui préfigurent les régimes totalitaires du XXe siècle ; aussi, élaborée à un moment charnière des réflexions sur l'esthétique littéraire au XVIe siècle, cette création est vue comme une tentative originale de penser la narration et de concevoir la fiction ; enfin, rédigé en marge d'une mission diplomatique durant une période de loisir, cet écrit est volontiers considéré comme une fantaisie d'humaniste.
Comme l'a noté un traducteur anglais : « Utopia is one of those mercurial, jocoserious writings that turn a new profile to every advancing generation, and respond in a different way to every set of questions addressed to them. »

## Contexte

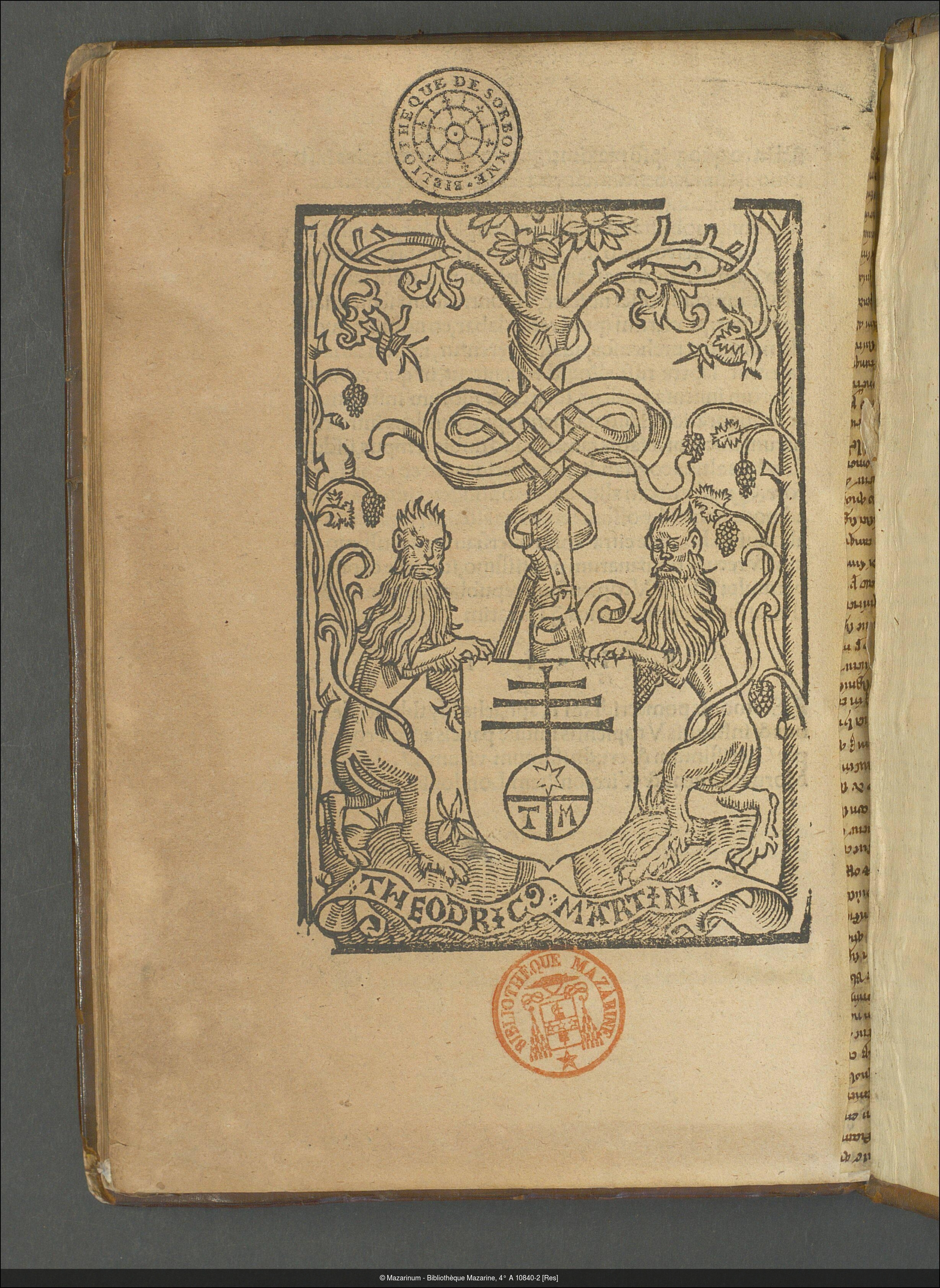
Marque d'imprimeur de Thierry Martens, à la dernière page de la première publié en 1516.

Le contexte de rédaction de l'Utopie est celui des découvertes de contrées inconnues ; celui où, grâce au développement de l'imprimerie, les récits de voyage rencontrent un grand succès ; celui, enfin, de la République des Lettres et des échanges épistolaires soutenus entre humanistes.
L'Utopie, qui fut écrit dans un latin de lettrés et pour des lettrés,, paraît en décembre 1516 chez l’éditeur Thierry Martens de Louvain en Brabant (Pays-Bas des Habsbourg). Thomas More participe alors pleinement au renouveau de la pensée qui caractérise la Renaissance, ainsi qu'à l'humanisme dont il est le plus illustre représentant anglais. Au début de l'année 1516, les accords préparés lors de la mission en Flandre de 1515 furent signés. « À cette époque, More est le premier avocat de Londres, tenu en grande estime par le roi aussi bien que le peuple de la cité. » Dorénavant, il est établi dans la bourgeoisie londonienne,.

### Un succès éditorial
L'ouvrage, auquel contribuèrent quelques humanistes de renom, connut un « succès fulgurant » au sein de la République des lettres. La diffusion de l'Utopie dans les milieux lettrés ou influents de l'époque fut dirigée de main de maître par Thomas More, Érasme et Pierre Gilles : « Thomas Lupset, Cuthbert Tunstall, Lord Mountjoy, William Warham, Richard Pace, en Angleterre ; Jean le Sauvage, Guillaume Budé, Pierre le Barbier, Guy Morillon, Jean Ruelle, Guillaume Cop, en France ; Jean Desmarais, Jérôme de Busleyden, Cornelis de Schrijver, Gerhard Geldenhauer, en Flandres ; Martin Luther, Willibald Pirckheimer, Beatus Rhenanus, en Allemagne ; Antonio Bonvisi, Aloïs Mariano, en Italie, sont quelques-uns des érudits dont les noms paraissent, à propos de l'Utopie, dans les correspondances du temps. » Les humanistes qui se consacraient à la redécouverte de l’Antiquité et de ses savoirs, les clercs qui s’interrogeaient sur le présent et l’avenir de l’Église romaine, les magistrats au service du droit et des États, ainsi que les bourgeois instruits des villes marchandes, assurèrent la réputation de l'Utopie.
Rapidement, de nouvelles éditions furent publiées : en 1517 chez Gilles de Gourmont à Paris et en 1518 chez Johann Froben à Bâle. D'autres éditeurs entreprirent de publier l'Utopie, par exemple : les Giunta à Florence et l'imprimerie des Manuce à Venise en 1519. Thierry Martens, l’éditeur brabançon qui en avait eu la primeur, tira huit rééditions de la première édition entre 1516 et 1520. Quant au célèbre Johann Froben de Bâle, il imprima deux éditions différentes de l'Utopie (mars et novembre), dont la version définitive. Enfin, l'Utopie fut rapidement traduit en langues vernaculaires : l'allemand à Bâle en 1524, l'italien à Venise en 1548, le français à Paris en 1550, l'anglais à Londres en 1551 et le hollandais à Anvers en 1553.

### Quatre éditions
Thomas More, qui fut un lecteur de Lucien de Samosate dont il apprécia les Histoires vraies, conçut le projet d'une édition de l'Utopie qui singerait les publications de récits de voyage. Assisté de Pierre Gilles (qui fut éditeur et correcteur chez Thierry Martens) et d'Érasme (qui édita et publia des livres chez Martens et chez Froben), More composa quatre éditions de l'Utopie chez trois éditeurs différents. Il demanda à ses amis humanistes, Érasme, Pierre Gilles, Jean Desmarais, Guillaume Budé, Jérôme de Busleyden, Gerhard Geldenhauer et Cornelis De Schrijver, de rédiger des lettres, des poèmes et de faire graver des cartes pour authentifier son texte, dont une carte gravée par Ambrosius Holbein ; deux frontispices furent gravés par Hans Holbein le Jeune ; enfin, plus d'une centaine de manchettes attribuées à Pierre Gilles et/ou à Érasme parsèment le texte de la « Lettre-Préface » et les Livres I & II de l'Utopie (ces documents forment un ensemble appelé paratextes et parerga).

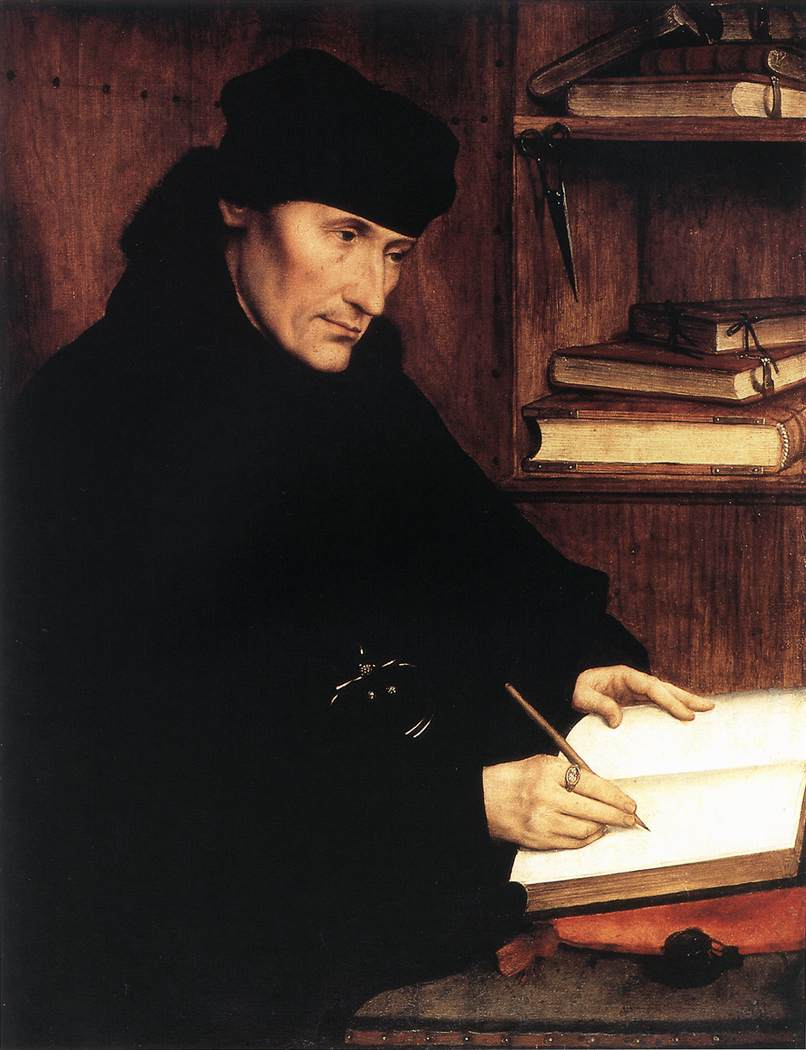
Portrait d'Érasme par Quentin Metsys peint en 1517. Première partie du diptyque commandé à l'artiste par Érasme et Pierre Gilles.

Les quatre éditions, celle chez Thierry Martens, celle chez Gilles de Gourmont et celles chez Johann Froben,, proposent des paratextes et des parerga différents et les ordonnent différemment. Ce n'est qu'à la troisième édition chez Froben que l'ordonnancement et le nombre de ces paratextes et parerga furent arrêtés, et c'est la quatrième édition de l'Utopie, toujours chez Froben, qui scella définitivement la composition de l'œuvre.

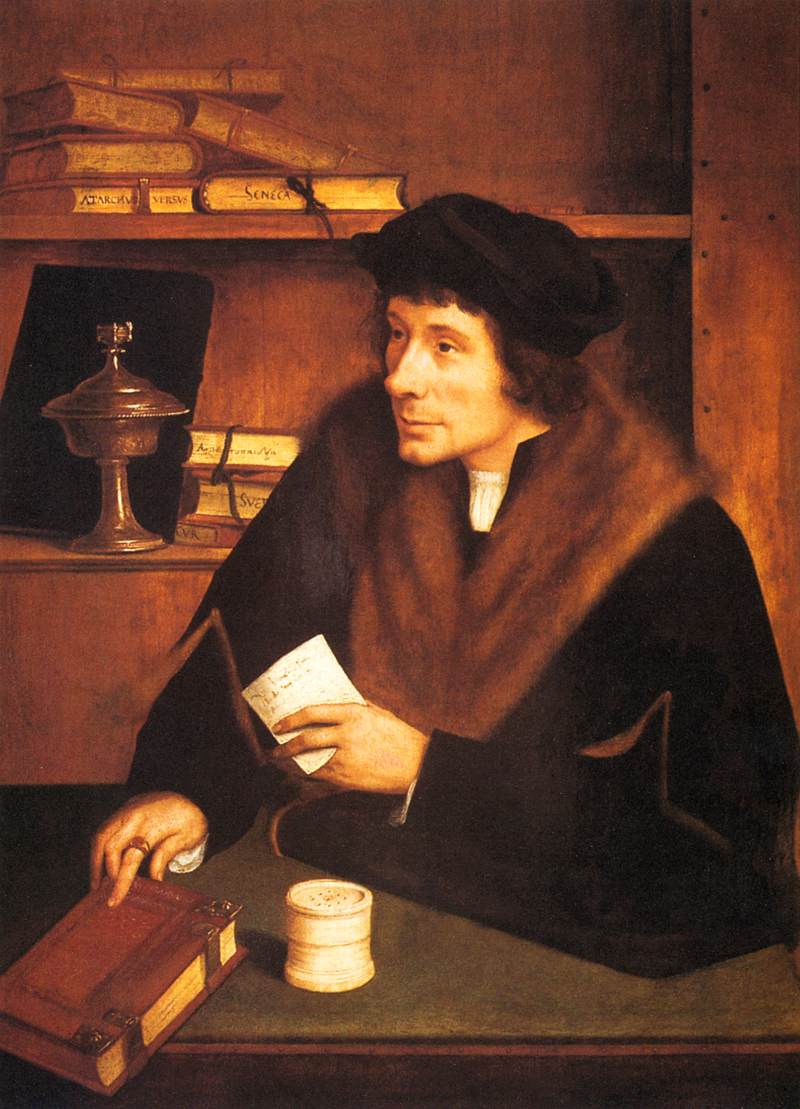
Portrait de Pierre Gilles par Quentin Metsys peint en 1517. Seconde partie du diptyque commandé à l'artiste par Érasme et Pierre Gilles.

Au gré des éditions postérieures et des traductions successives une partie seulement, la plupart du temps aucun, de ces paratextes et parerga furent repris ; parfois pire, par exemple : dans la première traduction de l'Utopie en allemand en 1524, Claudius Cantiuncula ne traduisit que le Livre II afin de proposer l'organisation de l'île d'Utopie « comme solution concrète aux problèmes de la ville de Bâle. » Le livre et le texte présentés ainsi, la lecture et la compréhension de l'Utopie furent complètement modifiées,. Par ailleurs, ces éditions et ces traductions postérieures, ne s'appuyèrent pas toutes sur la même édition de l'Utopie en latin, pas sur la même œuvre ; ceci pourrait, en partie, expliquer les différentes réceptions de cette œuvre et les diverses interprétations qui en furent faites.
Aujourd'hui, excepté les éditions de référence, la plupart des éditions contemporaines de l'Utopie ne reprennent ni ne suivent la quatrième édition définitive de l'Utopie, ou alors elles proposent les paratextes et les parerga séparément.

### Présentation du livre

#### Un titre non moins politique que plaisant
Le livre de More intitulé La meilleure forme de communauté politique et la nouvelle île d'Utopie est généralement connu par son titre abrégé Utopie. À l'origine, ce livre devait porter un titre latin : « Nusquama », dérivé du latin « nusquam » qui signifie « nulle part »,.

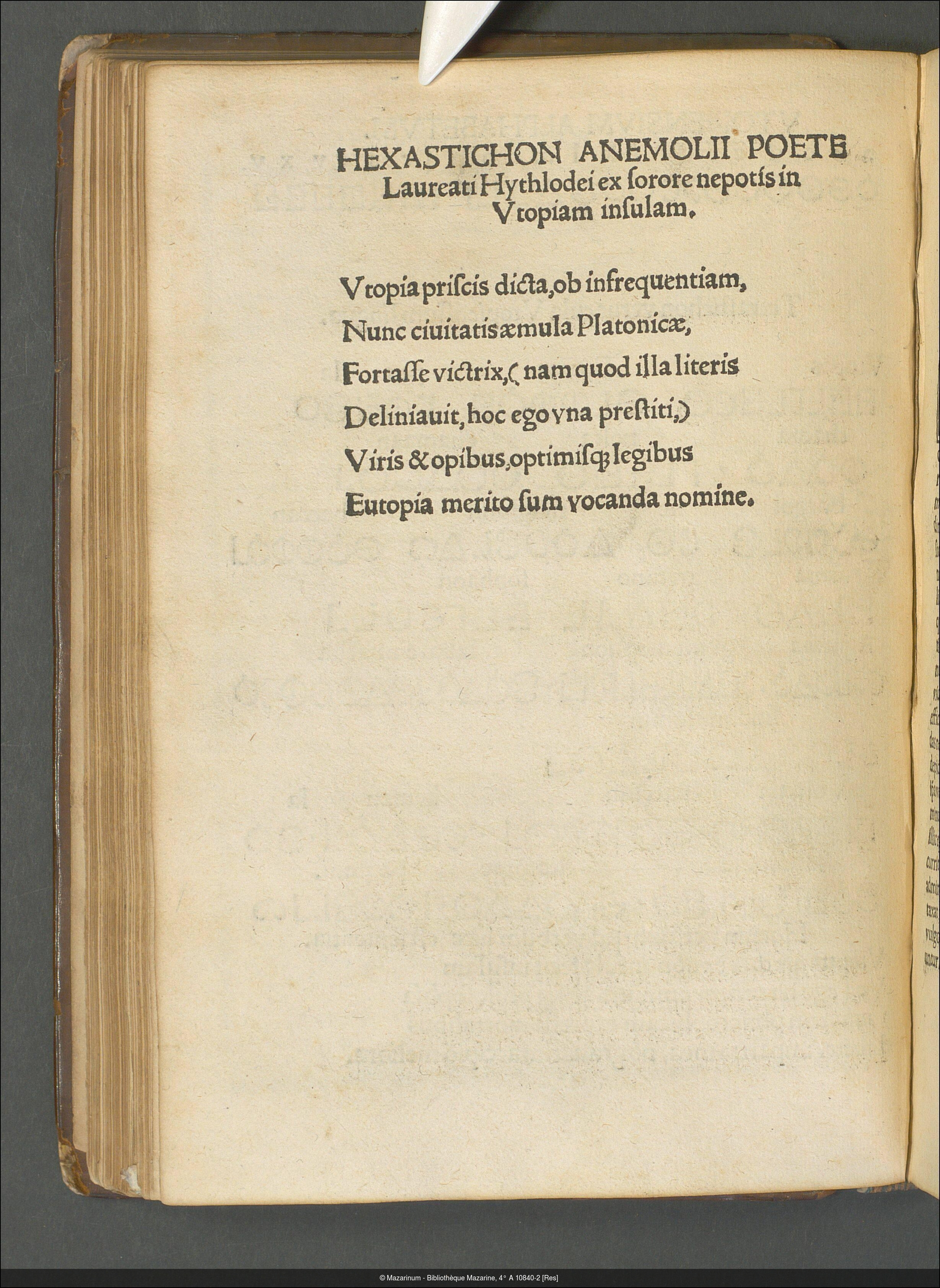
« Sizain d'Anémolius, poète lauréat » (vraisemblablement écrit par Thomas More).

Ce mot « Utopie » est un nom propre : celui de l'île dont le régime politique est décrit par le personnage « Raphaël Hythlodée ». Ce nom propre est construit à partir d'un mot de la langue grecque : « topos » (τοπος), un mot qui signifie « lieu » ou « région ». More, latiniste et helléniste, associa à ce terme « topos » un préfixe négatif : « ou » (οὐ), qui peut se traduire « non » ou « ne… …pas » . Ceci donne le mot « ou-topos » (οὐ-τοπος) qui, « latinisé par le suffixe de nom de lieu ia », devient « Utopia », ; et qui peut se traduire : « en aucun lieu », « lieu qui n'est nulle part » ou, à l'image de deux villes françaises nommées Nonville, « Nonlieu »,.
Mais il y a plus. Dans le « Sizain d'Anémolius, poète lauréat, neveu d'Hythlodée par sa sœur », poème intitulé « L'île d'Utopie », le lecteur apprend que l'île d'Utopie devrait être nommée « Eutopie » (« Eutopia »), de εὐ-τοπος le « bon-lieu » ou « lieu-du-bien » (εὐ signifiant « bon » et/ou « bien » en grec). Ce n'est pas tout. Dans sa lettre adressée à Thomas Lupset, Guillaume Budé introduit une nouvelle variation au titre du livre : « Quant à l'île d'Utopie qui, à ce que j'entends, s'appelle même Udépotie, par une heureuse et singulière fortune, s'il faut en croire ce qu'on nous en rapporte, elle s'est imprégnée des usages chrétiens et de l'authentique et vraie sagesse dans la vie publique et dans la vie privée ». Dans une note complémentaire, André Prévost précise : « "Udépotie", du mot grec, oὐδέποτε, jamais. Joignant le burlesque à la contrepèterie, Budé fait de l'Île-de-nulle-part, Oὐτοπος, l'Île-de-jamais. »
Il faut ajouter que la question de la « meilleure forme de communauté », ou du « meilleur régime », est une question politique fortement présente dans la tradition philosophique convoquée par More : de Platon à Aristote en passant par Cicéron. D'ailleurs, More rend hommage au début de La République de Platon lorsque, au Livre I de l'Utopie, le personnage de Raphaël Hythlodée entre en scène : « Je me trouvais un jour dans l'église Notre-Dame, monument admirable et toujours plein de fidèles ; j'avais assisté à la messe, et, l'office terminé, je m'apprêtais à rentrer à mon logis, quand je vis Pierre Gilles en conversation avec un étranger, […"] ».

#### Composition

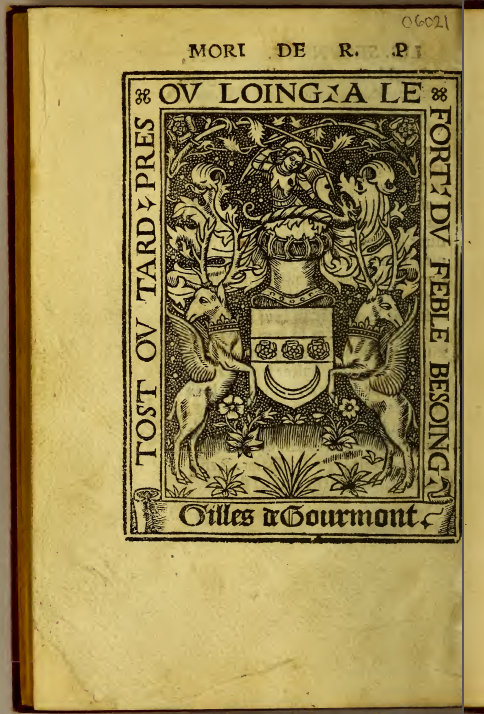
Marque d'imprimeur de Gilles de Gourmont, à la dernière page de la deuxième édition.

Dès l'édition princeps de 1516, le texte de Thomas More est accompagné de paratextes et de parerga (page de titre et marque d'imprimeur, lettres et poèmes, une carte et un alphabet). Tous ces éléments font partie de l'Utopie. Comme l'indique Michèle Madonna-Desbazeille, les lettres sont issues d'« une correspondance entre [des] humanistes de l'époque, pour la plupart amis d'Érasme et de More »,, ces « humanistes prennent l'Utopie au sérieux et la considèrent comme un modèle à suivre pour réformer l'Angleterre de leur époque. »
Concernant le texte de More, le manuscrit de l'Utopie est perdu ou comme le dit André Prévost : « Le manuscrit de l'Utopie de More n'a pas été découvert. » Néanmoins, l'établissement de la correspondance de More et de celle d'Érasme au cours du XXe siècle, ainsi que de nouveaux établissements du texte latin accompagnés de nouvelles traductions, ont permis de découvrir les étapes de la rédaction du texte de l'Utopie. Succinctement : le Livre II de l'Utopie devait être le second volume d'un diptyque formé avec l'Éloge de la folie d'Érasme, il fut rédigé en 1515 lorsque More était en mission diplomatique aux Pays-Bas. Le Livre I fut rédigé par More à son retour en 1516 et la « Lettre » fut écrite en dernier.
La composition du livre est la suivante : au Livre I, après une brève présentation du contexte (la mission diplomatique de More et la rencontre avec Raphaël Hythlodée), un dialogue auquel participent More, Pierre Gilles et Raphaël Hythlodée se tient dans le jardin de la résidence de More à Anvers « assis sur un banc de gazon », un second dialogue à la table du cardinal Morton (rapporté par Raphaël Hythlodée) est enchâssé dans le premier, puis le dialogue dans le jardin reprend jusqu'au déjeuner ; au Livre II, après le repas du midi, Raphaël Hythlodée décrit l'île d'Utopie à More et Pierre Gilles, puis le dialogue dans le jardin reprend très brièvement avant le repas du soir et, pour finir, More conclut sa relation « sur la République d'Utopie ». Selon Michèle Madonna-Desbazeille, More emploie une « technique dramatique » : « Unité de lieu, le jardin ; unité de temps, une journée ; unité d'action, la défense des institutions utopiennes. »

#### Une collection d'illustres personnages
L'Utopie est un texte où il est fait référence à des personnes ayant existé (Platon, Sénèque, Cicéron ou le cardinal John Morton), à des personnages de récits (Palinure, Ulysse, Harpies ou Lestrygons), à des personnes alors en vie (Henri VIII, Georges de Temsecke, Cuthbert Tunstall ou John Clement), à des personnages inventés (le jurisconsulte, le bouffon, les Utopiens et les Utopiennes), enfin, à des entités intrinsèquement autres (Mithra, le Christ ou Dieu).
Parmi tous les personnages présents dans l'Utopie, les principaux sont : Pierre Gilles, Thomas More, Raphaël Hythlodée, Utopus, les Utopiens et les Utopiennes. Néanmoins, trois personnages se distinguent des autres par leur importance : Pierre Gilles, Thomas More et Raphaël Hythlodée. « Tous les trois appartiennent à leur époque et à un milieu bourgeois cossu, cultivé et curieux des choses de l'esprit. » Ils viennent de trois pays différents, le premier des Pays-Bas, le deuxième d'Angleterre, le troisième du Portugal ; aussi, leurs noms et prénoms ne sont pas anodins :

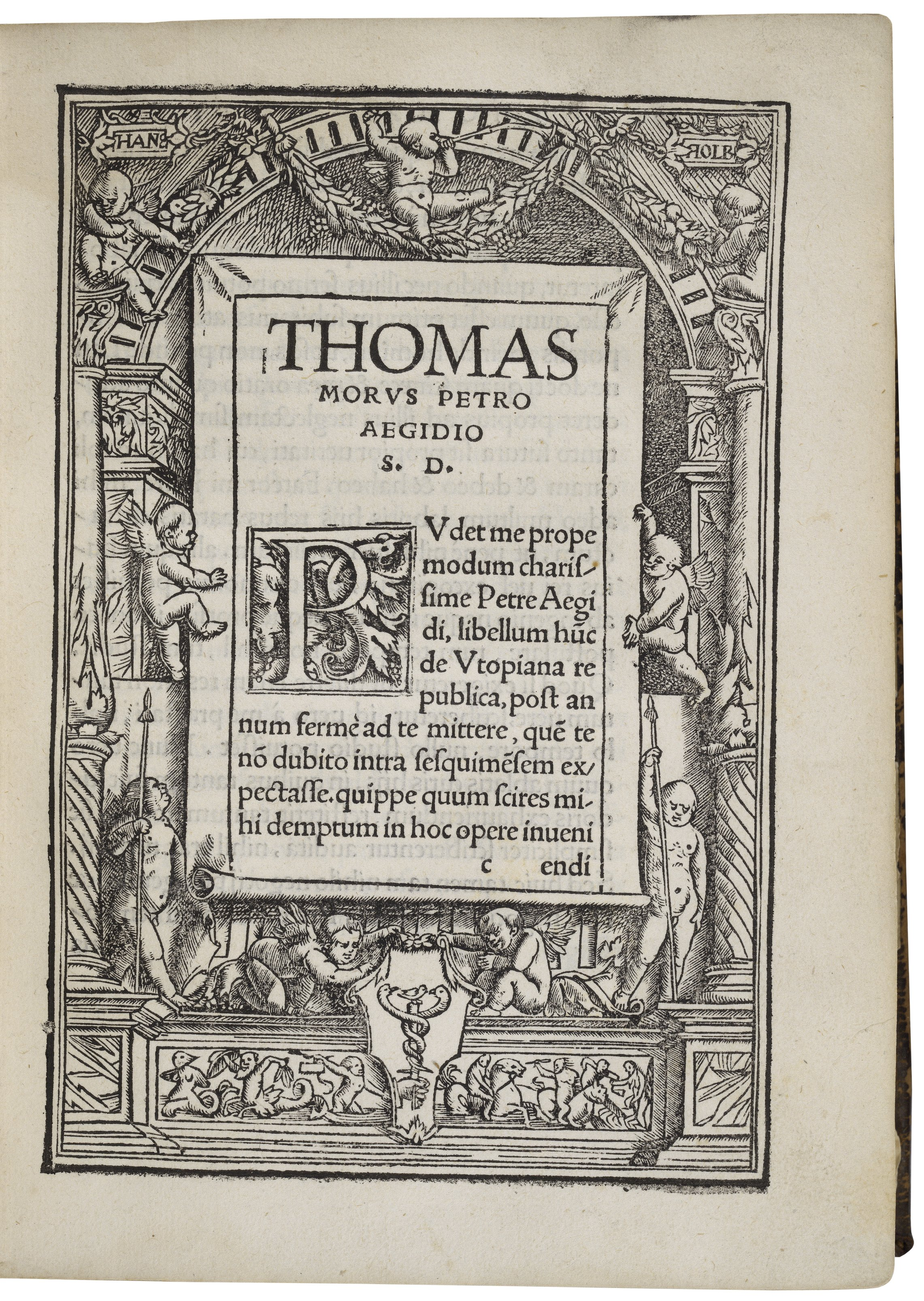
Page 17, première page de la « Lettre-Préface » de More à Pierre Gilles.

- « Petrus Ægidius ». Pierre Gilles est celui qui édita, sous la supervision d'Érasme, l'édition princeps de l'Utopie ; il est celui qui est de mèche avec More : c'est Pierre Gilles qui composa l'alphabet et le quatrain. Le dialogue ayant lieu à Anvers, qui mieux qu'un secrétaire de la ville d'Anvers pourrait attester de la véridicité des propos relatés par un marin portugais puis rapportés par un citoyen londonien. Son prénom, « Petrus », renvoie à l'apôtre Pierre, premier évêque de Rome[60]. Son nom de famille dans le texte latin, « Ægidius » (mis au datif « Ægidius »), évoque les mots grecs « ægèᾱdès » et « ægῑdès » qui signifient « Égéate, d'Égæ » et « fils ou descendant d'Égée »[61] ; aussi, suivant la traduction de Samuel Sorbière[62], ce nom pourrait renvoyer à l'Égide, un symbole de protection. Pour un lecteur latiniste, « -dio » et « -dius » peuvent évoquer « Dĭo » le tyran de Syracuse[63] et « divin, semblable aux dieux »[64] ;
- « Thomas Morus ». Comme le rappellent nombre d'éditeurs et commentateurs de l'Utopie[65],[66],[67],[68],[69],[70], il ne faut pas confondre l'homme Thomas More avec : l'auteur Thomas More, le narrateur Thomas More, le rapporteur Thomas More, l'interlocuteur Thomas More, bref, avec le personnage de « Thomas More » dans le texte de l'Utopie. Thomas More utilise son nom pour inscrire son propos dans la réalité, pour donner à son propos une véridicité et de l'autorité ; les traits d'ironie et les propos paradoxaux du texte, ainsi que les propos parfois contradictoires rapportés par le personnage « Thomas More » tout au long de l'Utopie sont là, entre autres, pour rappeler cet artifice. Son prénom, « Thomas », renvoie à l'apôtre Thomas, l'incrédule, qui est aussi surnommé « le sceptique ». Son nom de famille « More », dans le texte, est latinisé en « Morus » ; en latin, « morus » signifie « fou, extravagant »[71] ;
- « Raphaël Hythlodaeus ». Le marin philosophe est celui qui rapporte l'existence de l'île d'Utopie (d'Utopus, des Utopiens et des Utopiennes) en Europe ; c'est son discours, et le sien seulement, qui donne vie à Utopie. Il est appelé Raphaël Hythlodée. Son prénom renvoie à l'archange Raphaël, et précisément à cet épisode du récit biblique : dans le livre de Tobit, Raphaël est envoyé par Dieu pour guérir la cécité de Tobit, le père de Tobie, et l’aider à rencontrer Sarah afin d’assurer la descendance d’Abraham ; il accompagne également le jeune Tobie dans son voyage. Aussi, ce prénom « Raphaël » renvoie aux expéditions maritimes et aux découvertes de nouvelles contrées : lorsque Vasco de Gama ouvrit la Route des Indes en 1498, l'un des quatre navires s'appelait San Rafaël. Le nom de famille « Hythlodée » s'écrit en latin « Hythlodaeus » ; ce nom est formé de deux racines grecques, « uthlos », « balivernes, bavardages » et « daios », « expert, habile ». Ainsi, ce marin philosophe est un « expert en bavardages » ou un « conteur de sornettes[72] », ou encore un « archange diseur de non-sens[73] » sur le témoignage de qui va se fonder le récit.

À partir de la « Lettre-Préface », pour rappeler qu'ils sont des personnages et évoquer ces significations, Thomas More est nommé Morus, Pierre Gilles est nommé Ægidius (mis au datif Ægidio : pour Pierre Gilles) ; au Livre I, le marin philosophe est nommé Raphaël pour souligner l'atmosphère amicale de la discussion, il est nommé Hythlodée au Livre II afin de rappeler qu'il est un « expert en bavardages ».

## La meilleure forme de communauté politique et la nouvelle île d'Utopie (édition de novembre 1518)

### Frontispice

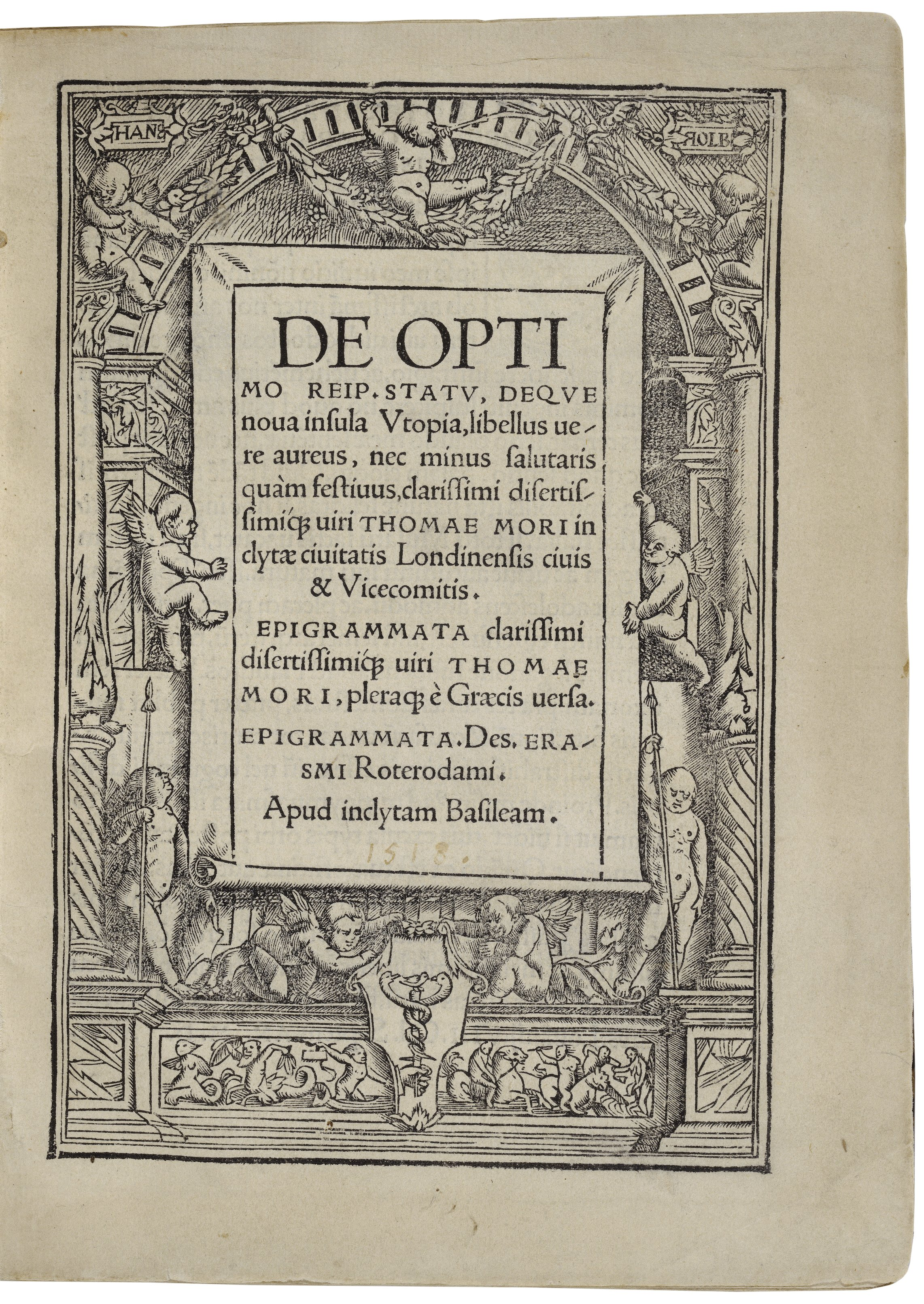
Page 1, frontispice, Hans Holbein le Jeune, 1518.

À l'ouverture de l'Utopie imprimée en novembre 1518 chez Johann Froben se trouve un frontispice qui déjà en mars 1518 « apparaissait plus loin, […], pour encadrer le début de la lettre de More à Pierre Gilles. » Celui-ci correspond plus au propos du livre : « La page de titre est encadrée par la composition au trait signée par Hans Holbein [le Jeune] dont le nom est gravé dans deux cartouches en haut du dessin, indique André Prévost. Le décor architectural, inspiré par les colonnes torses de la Renaissance italienne, est animé par les mouvements ailés de neuf amours. Débarrassés des flèches de Vénus, leurs ébats évoquent l'atmosphère de jeu, de bienveillance et de grâce dans laquelle baigne l'Utopie. » Aussi, précise André Prévost : « Dans le bas-relief figurant le combat de cavaliers et de tritons, apparaît la marque d'imprimeur de Froben, le caducée. » Dans cette édition de novembre 1518, ce frontispice est aussi réutilisé pour la « Lettre-Préface ».
Le titre du livre, modifié pour l'édition de mars 1518, est ici repris : « DE OPTIMO REIP. STATU, deque noua insula Vtopia. Libellus uere aureus, nec minus salutaris quam festiuus, clarissimi disertissimique uiri THOMAE MORI inclytae ciuitatis Londinensis ciuis & Vicecomitis. » Titre qui peut être traduit ainsi : La meilleure forme de communauté politique et la nouvelle île d'Utopie. Un vrai livre d'or non moins salutaire qu'agréable, par le très éloquent Thomas More citoyen et shérif de l'illustre cité de Londres,.
André Prévost apporte une précision : « Le "sheriff" est l'officier d'administration qui représente la Couronne dans chaque comté d'Angleterre et qui, en particulier, rend la justice au nom du souverain. Le titre de vicecomes donné à l'auteur de l'Utopie ne se justifie que par une courtoisie littéraire : rehausser les titres d'un écrivain pour en imposer au public. » Voici pourquoi : « Les archives de la Cité, au 3 septembre 1510, notent en effet l'élection de Thomas More non pas comme shérif, mais à l'une des deux charges de sous-shérif de la Cité de Londres. Il gardera cette office jusqu'au 23 juillet 1518, date où il remettra sa démission, considérant ce poste, incompatible avec les obligations de Conseiller du Roi,. »
La suite du titre annonce des épigrammes de l'auteur et d'Érasme (Epigrammata), ceux-ci sont joints à certaines éditions de Bâle (mars et novembre) et disposés après l'Utopie. Johann Froben signe la préface des épigrammes d'Érasme ; Beatus Rhenanus adresse une lettre à Willibald Pirckheimer qui fait office de préface aux épigrammes de Thomas More, dans cette lettre Beatus Rhenanus évoque brièvement l'Utopie. Selon André Prévost, Thomas More rédigea ces épigrammes entre 1497 et 1516 : « Les sujets choisis révèlent les idées qui retenaient alors l'attention de More : vingt-trois épigrammes prennent pour cible les rois et les gouvernements, treize évoquent la mort, onze visent les astrologues, cinq, enfin, critiquent les gens d'Église. »

### Lettre d'Érasme à Johann Froben

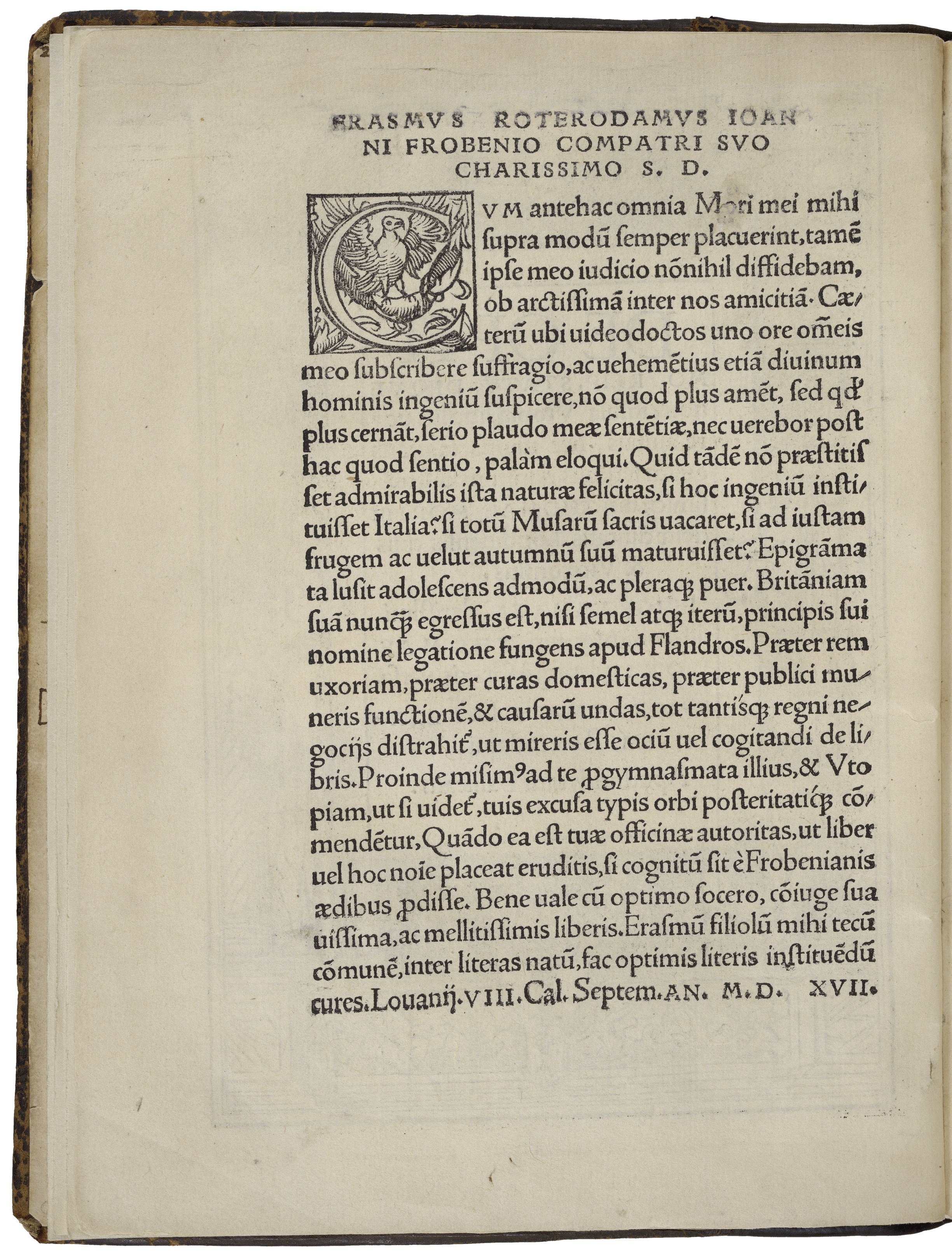
Page 2, lettre d'Érasme à Johann Froben.

La nouvelle édition de l'Utopie de mars 1518 s'ouvre par une courte lettre d'Érasme dont le destinataire n'est autre que l'imprimeur même du livre, Johann Froben. Cette lettre est reprise à la même place dans l'édition de novembre 1518, avec une nouvelle lettrine et une composition typographique légèrement modifiée.
C'est par ces mots que débute la lettre : « Tout ce qui a paru de mon illustre More a été de mon goût que je ne puis l'exprimer. » Érasme fait ici l'éloge de More, mais il n'est pas le seul : « tous les doctes pensent de même », « ils élèvent même beaucoup plus haut le génie de cet homme incomparable ». Ces jugements objectifs, plus louangeurs que celui d'Érasme, permettent d'apporter du crédit à la personne de More. En effet, lorsqu'il achète ou lit un livre, le lecteur ne connaît pas forcément son auteur. Aussi, Érasme inscrit More dans une lignée : « Que n'aurait point pu produire cet esprit admirablement heureux, si l'Italie lui avait donné l'éducation ? Que n'aurait-on point dû espérer de lui s'il s'était consacré tout à fait au culte des Muses ; s'il avait mûri jusqu'à la saison des fruits et jusqu'à son automne ? »
Johann Froben fut l'un des principaux imprimeurs et éditeurs de son temps, Érasme joue de cette célébrité pour asseoir l'autorité des propos rapportés par More. « Vous êtes libraire d'une réputation fameuse ; et c'est assez qu'un livre soit connu comme frobénien pour être recherché avec empressement de tous les connaisseurs. » Lui seul sera capable de donner à ce texte l'écrin qu'il mérite : « voyez si, par votre presse, vous voulez en faire présent au monde et, [...] rendre durables [ces Progymnasmata et l'Utopie] dans les siècles futurs,. »

### Lettre de Guillaume Budé à Thomas Lupset
Cette lettre de Guillaume Budé fut jointe à la deuxième édition du texte de l'Utopie en 1517, dont Thomas Lupset supervisa l'édition chez Gilles de Gourmont. Placée en ouverture du livre en 1517, elle est disposée après la lettre d'Érasme dans l'édition de mars 1518. Elle garde cette place dans l'édition de novembre 1518, la lettrine et la composition typographique sont identiques.
Au début de sa lettre Budé remercie Lupset de lui avoir procuré une traduction de Galien réalisée par Thomas Linacre, ainsi que l'Utopie. Il dit même avoir été touché par ce livre : « Tandis que j'étais aux champs et que j'avais ce livre en main, tout en allant et venant, prenant garde à tout, donnant des ordres aux ouvriers [...], j'ai été tellement affecté à la lecture de ce livre, quand j'eus connu et pesé les mœurs et institutions des Utopiens, que j'ai quasi interrompu et même délaissé le soin de mes affaires domestiques, voyant que tout l'art et toute l'industrie économiques, qui ne tendent qu'à augmenter le revenu, sont chose vaine. »

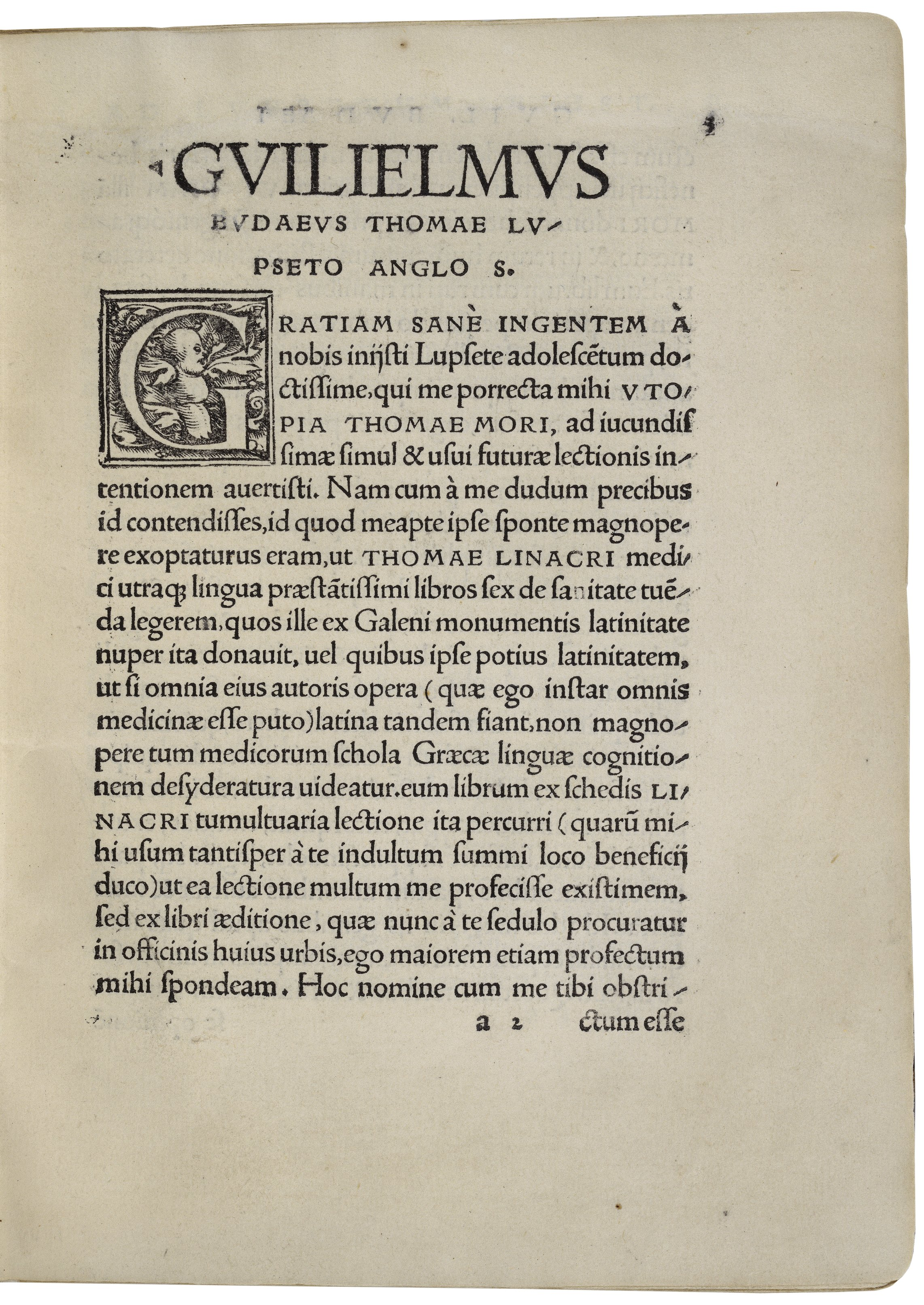
Lettre de Guillaume Budé à Thomas Lupset.

Budé poursuit sa réflexion en critiquant les « sciences juridiques et politiques » qui, sous couvert d'instituer une « communauté établie par le droit civique » ne font qu'exciter les passions des hommes ; quant aux « droits que l'on appelle civil et d'Église », sous couvert d'équité ces droits sont manipulés par les uns, détournés par les autres. Pour Budé, seul « Jésus Christ [lui] semble avoir abrogé, du moins entre les siens, tous ces volumes d'arguties qui composent nos droits civil et canonique, et que nous voyons aujourd'hui être tenus pour le refuge de la prudence et du gouvernement. » Est-il le seul ?
Budé ajoute aussitôt : « Pourtant l'île d'Utopie, que j'entends aussi être appelée Udépotie, a par un merveilleux hasard, si nous croyons ce qu'on nous en rapporte, adopté dans la vie tant publique que privée les coutumes vraiment chrétienne et même la vraie sapience, et les a gardées jusqu'à aujourd'hui sans y rien gâter ». Quelles sont ces coutumes ? D'abord, « l'égalité des biens ou des maux » entre ses citoyens ; ensuite, « un constant et persévérant amour de la paix et de la tranquillité » ; enfin, « le mépris de l'or et de l'argent. » Ces coutumes, « ces trois piliers des lois utopiennes », Budé aimerait les voir « fichés dans les sens de tous les hommes » afin de voir disparaître l'orgueil et la convoitise, mais aussi le « grand amas de volumes de droit ». Alors, invoquant Dieu, Budé espère le retour du « siècle doré de Saturne »,.
Après ces développements et ces louanges, Budé s'arrête sur un point délicat, abordé par Thomas More et Pierre Gilles dans leurs lettres (parues avec l'édition de 1516), un point qui le chagrine : « je trouve, en y prenant garde de près, qu'Utopie est située hors des bornes du monde connu, et qu'elle est certes une île fortunée, proche par aventure des Champs Élysées — car Hythlodée, comme témoigne More, n'a point encore donné la situation de cette île. » Et il poursuit : « Il a bien dit qu'elle était divisée en villes, lesquelles cependant tendent toutes à ne former qu'une seule cité, qui a pour nom Hagnopolis, se repose sur ses observances et ses biens, est heureuse par innocence, et mène une vie pour ainsi dire céleste ». Où trouver l'île d'Utopie ?
C'est une question légitime, puisque : « Nous devons [...] la connaissance de cette île à Thomas More ». Certes, cette île fut découverte par Hythlodée « auquel [More] attribue tout ce qu'il en a appris », pour autant : « À supposer que cet Hythlodée soit l'architecte qui a bâti la cité d'Utopie et composé les mœurs et les instituions », il n'en reste pas moins que « More a grandement enrichi de son style et de son éloquence l'île et ses saintes ordonnances, [...], et y a ajouté toutes les choses par lesquelles un ouvrage magnifique est décoré, embelli et autorisé ». Quand bien même Hythlodée « déciderait un jour d'écrire lui-même ses aventures », à qui attribuer la paternité de cette Utopie-ci ? Guillaume Budé confesse : « c'est le témoignage de Pierre Gilles d'Anvers, que j'aime, bien que je ne l'aie jamais vu » et le fait « qu'il est l'ami d'Érasme », qui font qu'il accorde sa foi à More.
Budé termine sa lettre par des formules de politesse et des recommandations, dont une pour More : « homme que je crois et dis depuis longtemps déjà être enrôlé au nombre des plus savants disciples de Minerve, et que cette Utopie, île du Nouveau Monde, me fait souverainement chérir et honorer ».

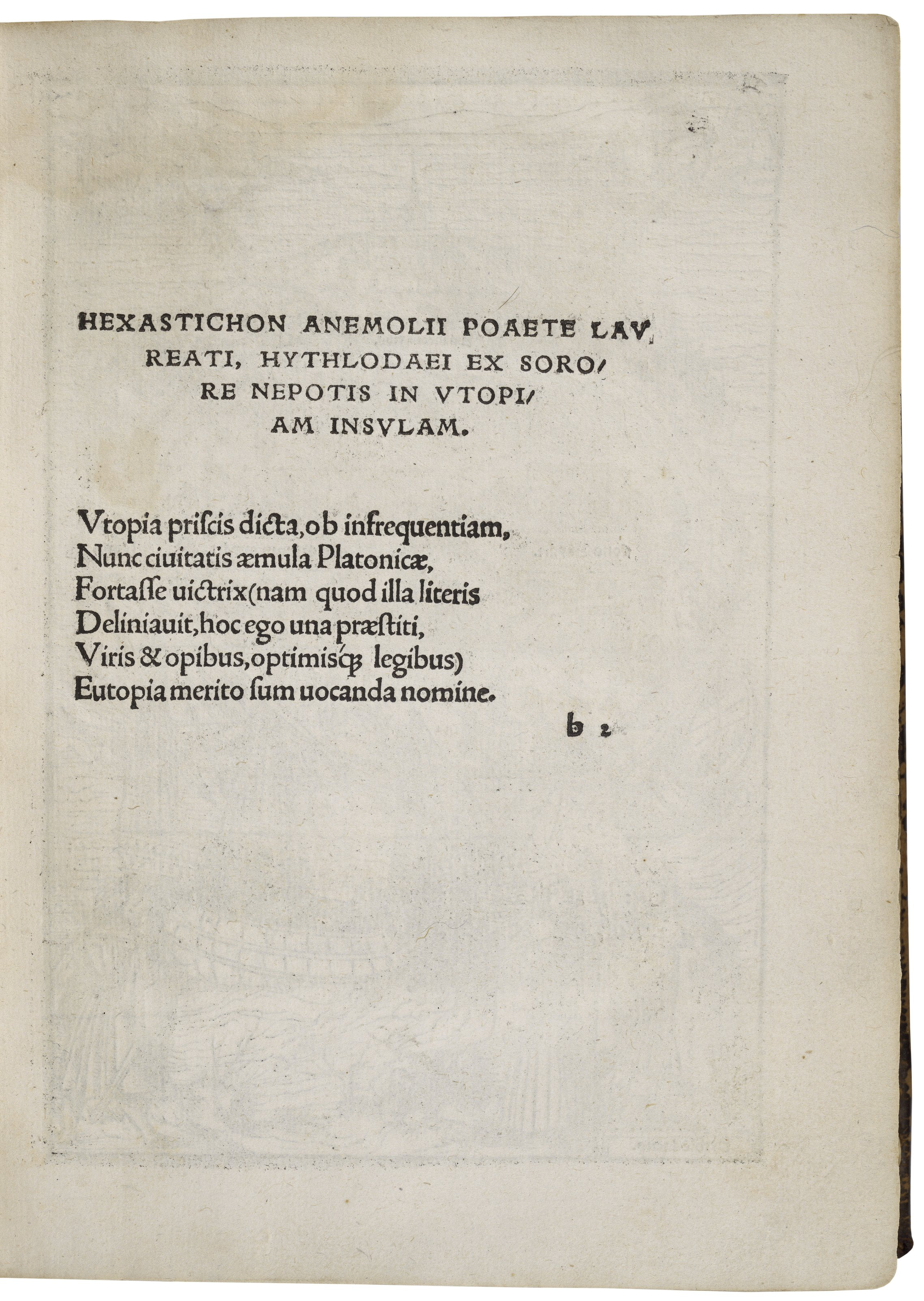
Sizain d'Anémolius, poète lauréat.

### Sizain d'Anemolius
Le sizain d'Anemolius, « poète lauréat et fils de la sœur d'Hythlodée », accompagne le texte de l'Utopie depuis l'édition princeps. Placé après la carte et après l'alphabet et le quatrain utopiens dans l'édition de 1516, le sizain est placé au verso de la page de titre dans l'édition de 1517 ; il est placé après la lettre de Guillaume Budé dans l'édition de mars 1518, précisément au recto de la carte de l'île d'Utopie. Le sizain conserve cette place dans l'édition de novembre 1518, il s'intitule toujours « L'île d'Utopie ».
« Utopie, je fus nommée par les Anciens à cause de mon isolement.

Aujourd'hui cependant je rivalise avec la cité platonicienne

Et peut-être la surpasse (la raison en est qu'avec des lettres

Il l'a dessinée tandis que moi, unique, je l'ai surpassée en montrant

Des hommes, des richesses et des lois excellentes).

Aussi bien Eutopie mériterais-je d'être appelée. »
Après le titre du livre qui annonce La meilleure forme de communauté politique et la nouvelle île d'Utopie ; après les nouvelles significations (« siècle doré de Saturne », « Hagnopolis »…) et le néologisme (« Udépotie ») imaginés par Guillaume Budé ; Anemolius forge un néologisme qui attribue une nouvelle signification au nom propre « Utopie » : « Eutopie ». Manifestement, le nom de cette île où prospère une république inconnue renferme des trésors de significations.

### Carte de l'île d'Utopie

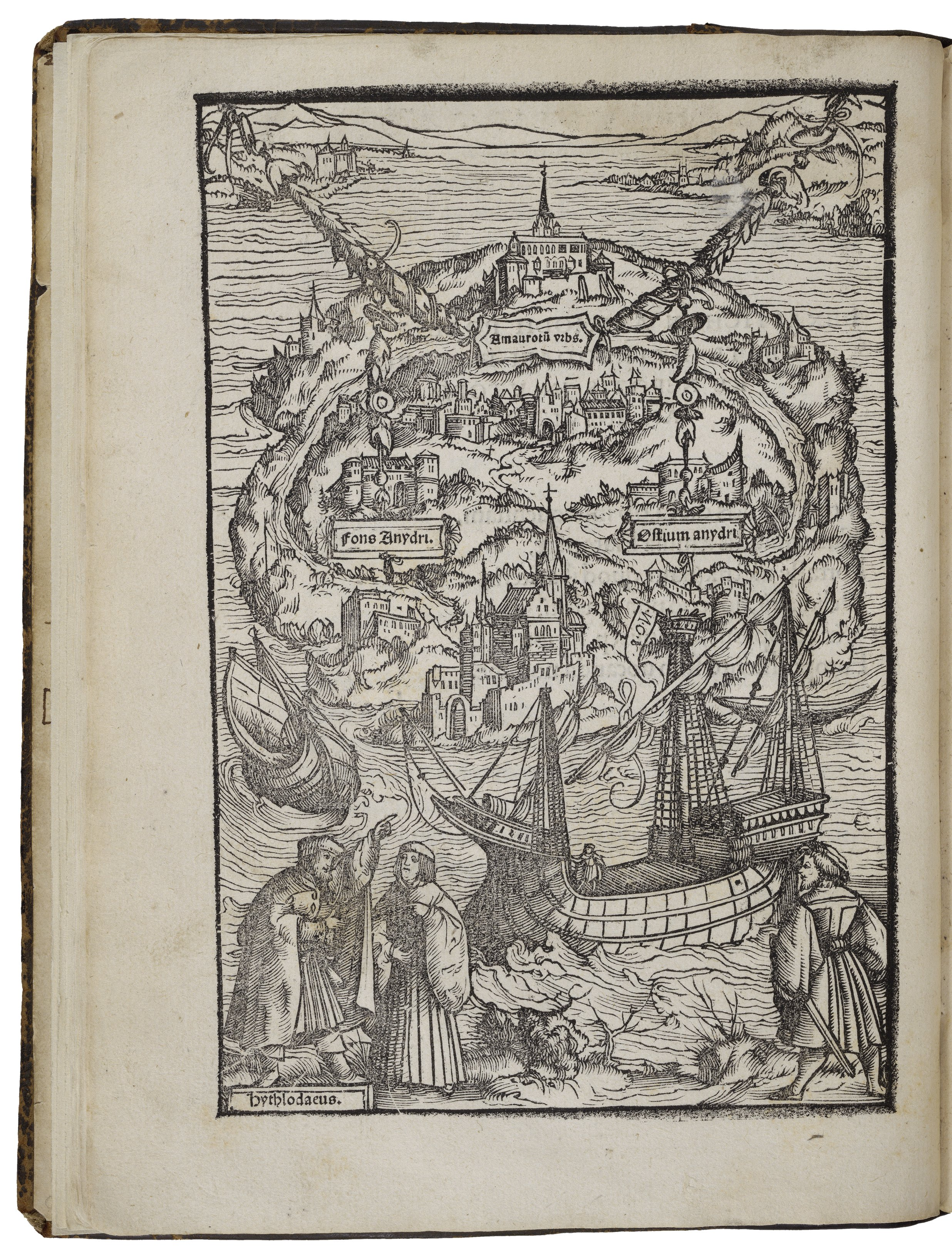
Carte de l'île d'Utopie, Ambrosius Holbein, 1518.

La carte de l'île d'Utopie présente dans l'édition de Bâle en novembre 1518 est l'œuvre d'Ambrosius Holbein, le frère d'Hans Holbein le Jeune. Cette carte remplace celle présente dans l'édition de 1516 et qui disparut de l'édition de 1517 chez Gilles de Gourmont, elle figure déjà dans l'édition de mars 1518 avec un titre qui est ici supprimé. Cette nouvelle carte reprend certaines composantes de la première : représentation des détails géographiques donnés au début du Livre II (isolement de l'île, difficultés d'accès, circularité du fleuve, situation de la capitale, répartition équidistante des villes, leurs défenses et leurs fortifications, etc.), reprise du symbolisme et des embarcations.
Les cartouches soutenus par la guirlande portent ces mentions : « Ville d'Amaurote » pour celui du haut (« Amaurotum urbs »), « Source du fleuve Anydre » pour celui de gauche (« Fons Anydri »), « Embouchure du fleuve Anydre » pour celui de droite (« Ostium anydri »). Il faut noter que, tel un motif répétitif, la guirlande apparaît plusieurs fois dans cette édition ne varietur de 1518 : dès l'ouverture sur le frontispice (un amour sonne le clairon assis dessus, un autre amour semble terminer de l'accrocher), sur la carte-ci-contre, au début de la « Lettre-Préface » qui reprend le frontispice, enfin, à l'ouverture du Livre I dans la gravure représentant la discussion au jardin.
En haut de la carte, deux villes semblent établies de part et d'autre du détroit. Peut-être s'agit-il des peuples voisins d'Utopie dont il est fait mention au Livre II ? Peut-être que ces villes et ces terres apparaissant au lointain symbolisent les rivages du vieux continent européen vus depuis le nouveau monde ?
Sur le rivage, nommément désigné dans le coin inférieur gauche, Raphaël « Hythlodaeus » pointe apparemment l'île d'Utopie à un personnage qui pourrait être Thomas More (ce personnage pourrait être aussi un contemporain d'Hythlodée. Peut-être est-ce un lecteur ?). Le personnage dans le coin inférieur droit est un soldat, qui ne semble pas perdre une miette de la conversation. Sur la caravelle au mouillage devant l'île d'Utopie, un homme d'équipage regarde vers le continent, l'autre bateau à voile latine semble voguer vers l'île. Sur le pavillon de la caravelle, il est inscrit « N.O.R. ».

### Alphabet utopien et quatrain en langue vernaculaire

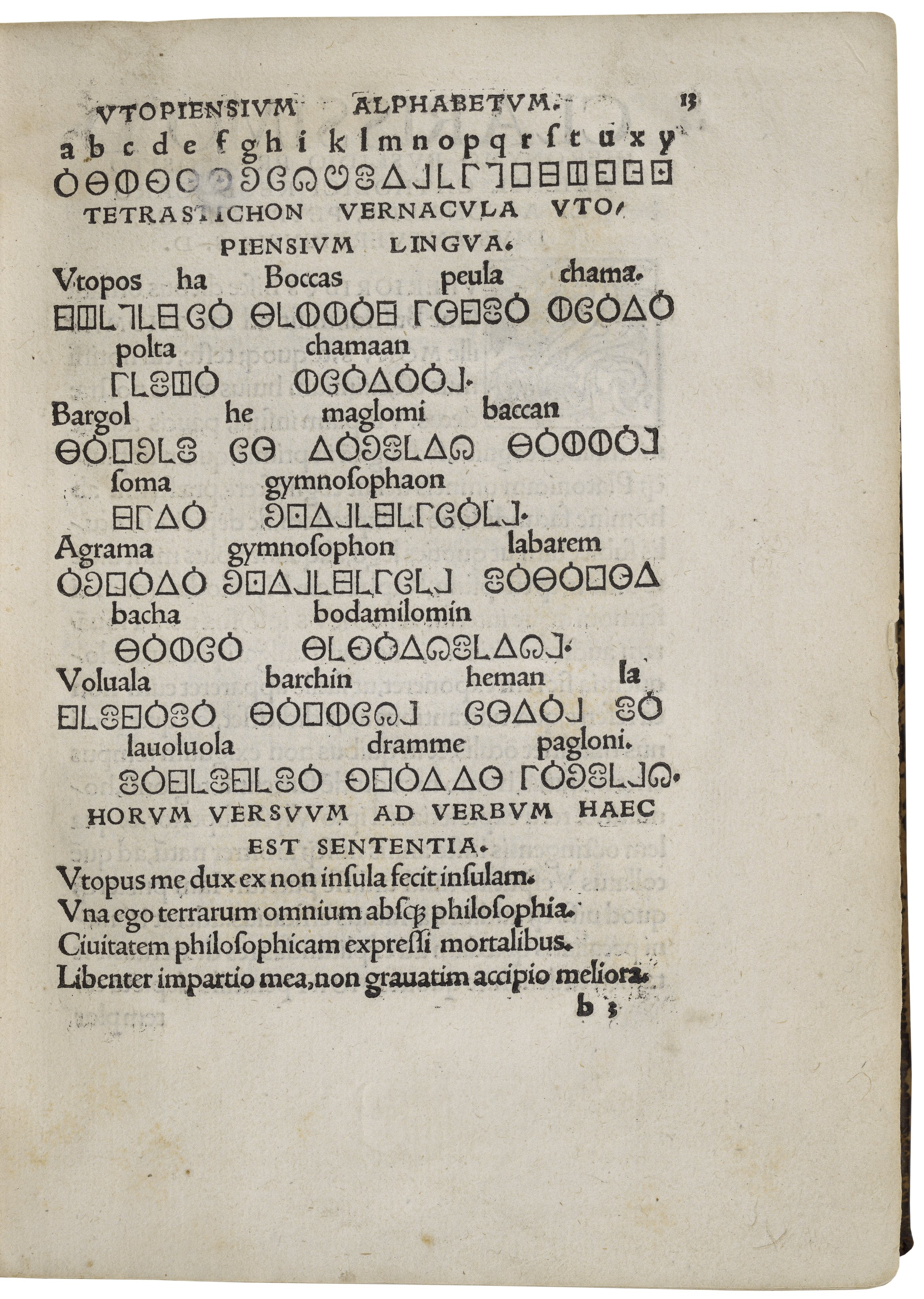
Utopiensium Alphabetum et Tetrastichon vernacula utopiensium lingua, 1518.

Dans l'édition princeps de l'Utopie, l'alphabet et le quatrain furent placés au tout début du livre, tous deux disparurent de l'édition de 1517 chez Gilles de Gourmont. Dans les éditions de Bâle, ils sont placés en regard de la carte de l'île d'Utopie ; aussi, l'alphabet des Utopiens est retouché : les lettres sont plus fines, mieux tracées et leur présentation est plus soignée. La page reprend la composition de 1516 : en haut de page, l'alphabet latin et sa correspondance en alphabet utopien ; en pleine page, le quatrain en langue vernaculaire transcrit en alphabet latin et légendé de son original en alphabet utopien ; en pied de page, le quatrain est traduit en latin.
Cet alphabet utopien « est une somme de formes géométriques simples, modulées par des segments de droites ou un point. » Comme le remarque Sébastien Hayez, « l'alphabet n'est pas bicaméral, c'est-à-dire qu'il ne comporte pas de différenciation entre les majuscules et les minuscules. »
Quant à la langue utopienne, des études menées sur sa morphologie indiquent une parenté avec le persan ; au Livre II, Hythlodée dit de la langue des Utopiens : « Leur langue en effet, très proche au surplus du persan, conserve quelques traces du grec dans les noms des villes et des magistratures. » Ce quatrain en langue utopienne n'a pas de titre.
« Vtopos ha Boccas peula chama polta chamaan

Bargol he maglomi bacaan foma gymnofophaon

Agrama gymnofophon labarem bacha bodamilomin

Voluala barchin heman la lauoluola dramme pagloni. »
Voici la traduction de ce quatrain en langue vernaculaire par Louis Marin :
« Utopus, mon prince, de la non-île que j'étais, a fait de moi une île.

Moi seule, parmi toutes les provinces du monde, non-philosophiquement

J'ai représenté pour les mortels la cité philosophique.

Libéralement, je partage ce que je possède ; sans difficulté, j'accepte [des autres] le meilleur. »

### Lettre de Pierre Gilles à Jérôme de Busleyden
Cette lettre de Pierre Gilles accompagne l'Utopie depuis l'édition princeps. Toujours placée avant le texte, cette lettre forme comme un couple avec celle de Jérôme de Busleyden adressée à Thomas More. Cette lettre, écrite après la rédaction de l'Utopie, contient beaucoup d'éléments. Pierre Gilles prend soin de distiller des indications au lecteur : lignée philosophique, véracité, approche politique et ancrage dans le monde contemporain. Par exemple, au début de sa lettre, Pierre Gilles accuse réception de l'Utopie et poursuit la filiation platonicienne : « Cette bienheureuse île [d'Utopie] est encore étrangère à la plupart des mortels ; mais elle mérite que tout le monde la recherche avec beaucoup plus d'empressement que la République de Platon. »

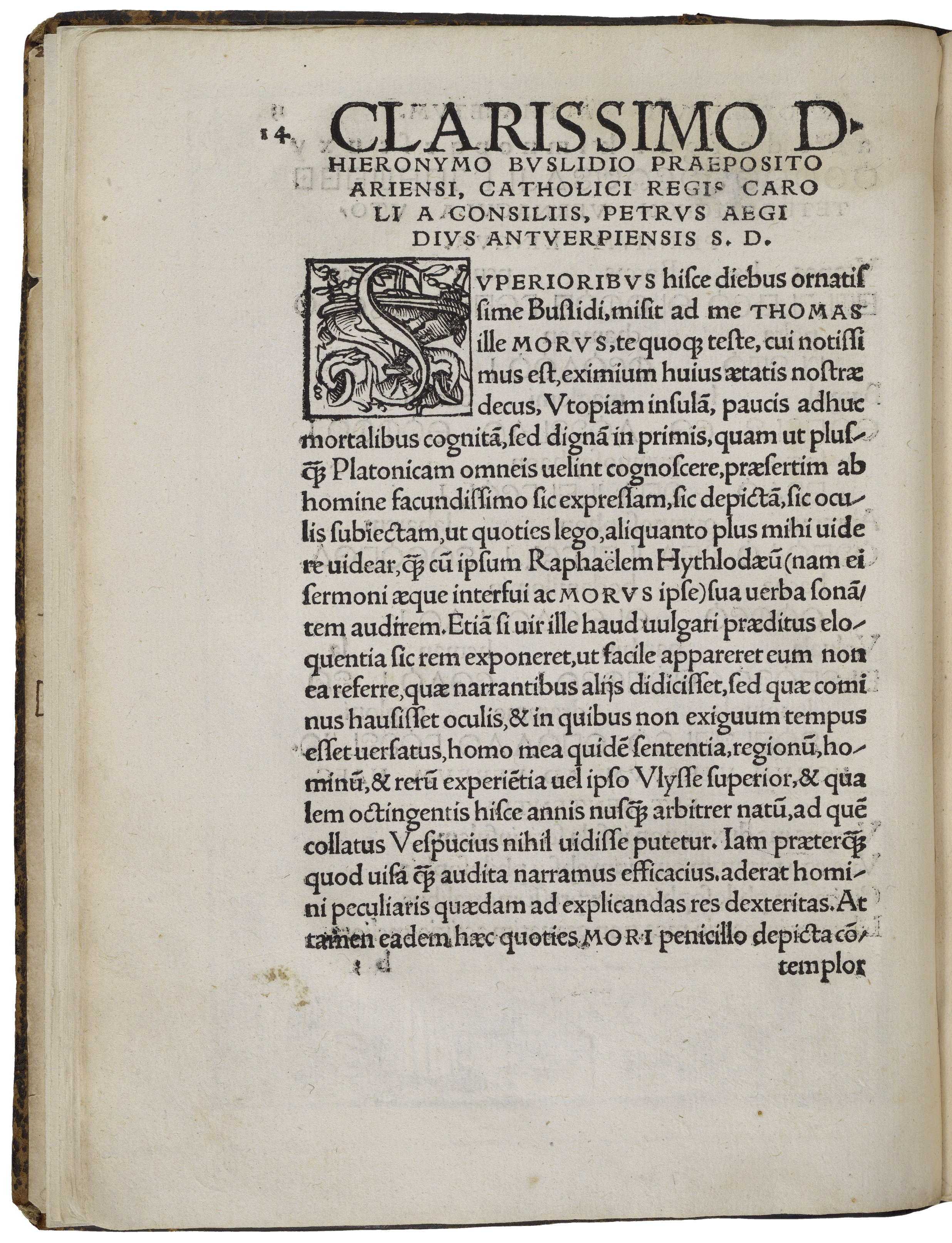
Lettre de Pierre Gilles à Jérôme de Busleyden.

Secrétaire de la ville d'Anvers au moment de la parution de l'Utopie, Pierre Gilles témoigne de l'existence de Raphaël Hythlodée tout au long de sa lettre. Il le présente comme un homme exceptionnel : « cet homme-là a une vaste connaissance — et connaissance expérimentale, qui plus est — des pays, des hommes et des choses », « Vespuce était un aveugle en comparaison d'Hythlodée. » Où rencontrer cet homme : « les uns disent qu'il est péri en chemin ; les autres prétendent qu'il est encore retourné dans son pays, mais qu'en partie dégoûté des mœurs de ses compatriotes, et en partie aussi ayant toujours l'Utopie bien avant dans le cœur, il était reparti pour y faire un nouveau voyage. »
Autre question de véracité : Pierre Gilles répond à une demande formulée par Thomas More dans sa « Lettre-Préface » (placée après cette lettre) quant à la position géographique de l'île d'Utopie. Contrairement au souvenir de Thomas More, Raphaël a bien mentionné sa position, « mais malheureusement, dit Pierre Gilles, quelqu'un de l'équipage, qui, à ce que je crois, s'était enrhumé sur l'eau, toussa d'une si grande force, que cela me fit perdre quelques-unes des précieuses paroles d'Hythlodée. » Et Thomas More, pourquoi n'a-t-il rien entendu ? Un de ses valets lui « disait je ne sais quoi à l'oreille », écrit Pierre Gilles. Mais pourquoi s'attarder sur ce détail, semble suggérer Pierre Gilles : « Si le nom de cette île fortunée ne se trouve point chez les cosmographes », cela ne prouve pas son inexistence ; il rapporte alors une réflexion de Raphaël : « N'a-t-il donc pas pu arriver, [dit Hythlodée], que par le cours du temps, ce pays-là ait perdu son premier nom ? » Pierre Gilles ajoute : « Il n'est pas non plus impossible que les Anciens aient ignoré cette île-là. » Ou encore : « Combien découvre-t-on tous les jours de nouvelles terres que les géographes de l'Antiquité n'ont pas connu ? »
Dès le début de sa lettre, Pierre Gilles joue avec cette question de la véracité des propos rapportés par Thomas More : « En vérité, toutes les fois que je la lis [l'Utopie], il me semble voir encore plus que je n'en entendais lorsque More et moi nous écoutions de toutes nos oreilles narrer et raisonner Raphaël Hythlodée » ; plus troublant encore dit Pierre Gilles : « je crois que Raphaël lui-même n'a pas tant vu de choses dans cette île-là pendant les cinq ans qu'il y a passé, qu'on en peut voir dans la description de More. » Au moment de conclure sa lettre il tranche : « Mais après tout, à quoi bon se fonder ici sur des raisonnements pour prouver l'existence de l'Utopie, puisque c'est More lui-même qui en est l'auteur, ? »
À la fin de sa lettre, Pierre Gilles informe Jérôme de Busleyden qu'il participa au livre en reproduisant le quatrain et l'alphabet utopiens que Raphaël Hythlodée lui montra à Anvers, ce après le départ de Thomas More ; aussi, il signale qu'il inscrivit quelques notes dans les marges. Enfin, il sollicite Jérôme de Busleyden : « Ce sera vous, Monsieur, qui contribuerez le plus à mettre ce petit livre en réputation. » En effet, « personne n'est plus propre que vous à soutenir par de sages conseils une République, vous qui, depuis plusieurs années, vous y consacrez, digne de tous les éloges qu'on doit donner à une prudence éclairée et à une vraie probité. »

### Lettre de Thomas More à Pierre Gilles
Thomas Morus écrit à son ami Petrus Ægidio pour l'informer qu'il a terminé la rédaction du livre relatant leur rencontre et leur discussion avec Raphaël Hythlodée : « je vous envoie ce petit livre sur la république d'Utopie ». Ce livre, que le lecteur tient entre ses mains, doit être soumis à relecture. Morus s'excuse du retard de son envoi, alors même qu'il n'avait qu'à retranscrire ce que Hythlodée lui dit un an plus tôt : « Vous saviez en effet que, pour rédiger, j'étais dispensé de tout effort d'invention et de composition, n'ayant qu'à répéter ce qu'en votre compagnie j'avais entendu exposer par Raphaël,. » Puis Morus, s'adressant toujours à Ægidio, précise : « Je n'avais pas davantage à soigner la forme, car ce discours ne pouvait avoir été travaillé, ayant été improvisé au dépourvu par un homme qui, au surplus, vous le savez également, connaît le latin moins bien que le grec,. »
Morus attribue ce retard à ses « affaires » et à ses charges, ceci lui permet de montrer ou de rappeler au lecteur qu'il est engagé dans les affaires du monde, un citoyen au service de la chose public et un homme politique,. « Quand arriver à écrire ? » S'exclame-t-il. Toutefois ajoute-t-il : « j'ai terminé L'Utopie et je vous l'envoie, cher Pierre ». Morus presse son ami Ægidio de demander à Raphaël Hythlodée de vérifier l'exactitude de la retranscription de leur discussion. En effet, John Clement émet des doutes sur la largeur du fleuve Anydre qui traverse la capitale de l'île d'Utopie Amaurote. Morus de préciser : « S'il subsiste un doute, je préférerai une erreur à un mensonge, tenant moins à être exact qu'à être loyal. » (Ci-contre en latin, page 20)
Autre embarras, autre malice, Morus ne se souvient plus où est située l'île d'Utopie. C'est un problème : « un homme pieux, de chez nous, un théologien de profession, brûle, et il n'est pas le seul, d'un vif désir d'aller en Utopie. » Morus relance alors Ægidio : « C'est pourquoi je vous requiers, mon cher Pierre, de presser Hythlodée, oralement si vous le pouvez aisément, sinon par lettres, afin d'obtenir de lui qu'il ne laisse subsister dans mon œuvre rien qui soit inexact, qu'il n'y laisse manquer rien qui soit véritable. Je me demande s'il ne faudrait pas mieux lui faire lire l'ouvrage. »
Morus doute même de vouloir publier ce livre, que le lecteur tient pourtant entre ses mains. « À vrai dire, je ne suis pas encore tout à fait décidé à entreprendre cette publication. » Pourquoi ? « Les hommes ont des goûts si différents ; leur humeur est parfois si fâcheuse, leur caractère si difficile, leurs jugements si faux qu'il est plus sage de s'en accommoder pour en rire que de se ronger de soucis à seule fin de publier un écrit capable de servir ou de plaire, alors qu'il sera mal reçu et lu avec ennui. » Morus brosse alors le portrait acide des lecteurs contemporains qui, pour la plupart, sont des lettrés. Une dernière fois, il s'adresse à Ægidio : « Entendez-vous avec Hythlodée, mon cher Pierre, au sujet de ma requête, après quoi je pourrai reprendre la question depuis le début. S'il donne son assentiment, puisque je n'ai vu clair qu'après avoir terminé ma rédaction, je suivrai en ce qui me concerne l'avis de mes amis et le vôtre en premier lieu,. »
Morus termine sa lettre par une formule de politesse.

### Livre I

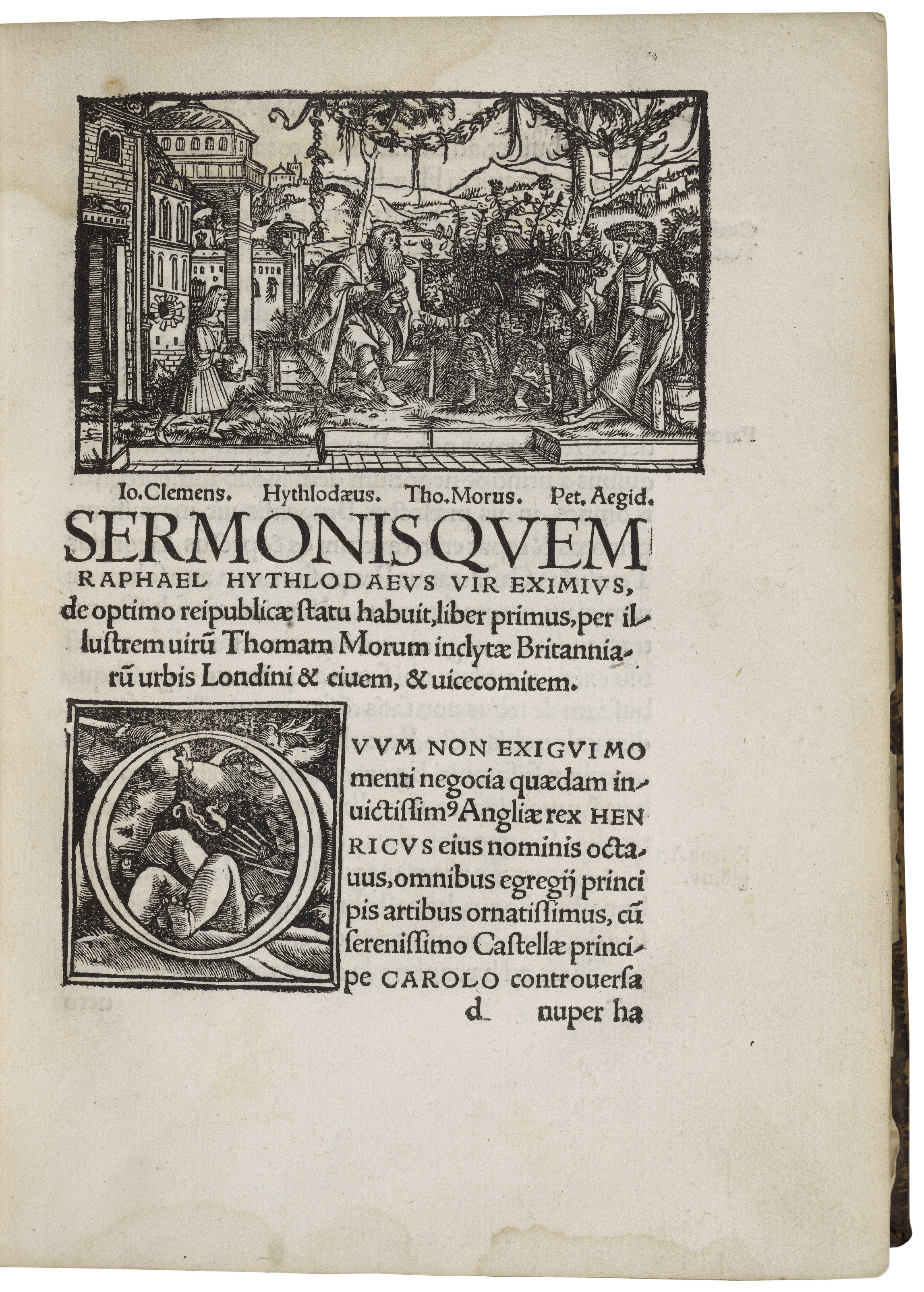
Raphaël Hythlodée, Thomas More et Pierre Gilles discutant dans un jardin.

#### Mission diplomatique
« L'invincible roi d'Angleterre, Henry, huitième du nom, remarquable par tous les dons qui distinguent un prince éminent, eut récemment avec le sérénissime prince Charles de Castille un différend portant sur des questions importantes. Il m'envoya en Flandre comme porte-parole, avec mission de traiter et de régler cette affaire. J'avais pour compagnon et pour collègue l'incomparable Cuthbert Tunstall, à qui le roi, au milieu de l'approbation générale, a récemment confié les archives de l'État. »
C'est par ces mots que débute l'Utopie. Accompagné de Cuthbert Tunstall, il rencontra le Préfet de Bruges et Georges de Temsecke, deux envoyés du Prince Charles,. Tandis que ces deux envoyés allèrent à Bruxelles « prendre l'avis du prince », Morus se rendit à Anvers pour ses « affaires ». Les tractations, qui eurent lieu « une ou deux fois », ne sont pas évoquées.

#### Rencontre avec Raphaël Hythlodée
Par hasard durant ce séjour il aperçoit Ægidio dans l'église Notre-Dame d'Anvers. Celui-ci converse avec « un étranger, un homme sur le retour de l'âge, au visage hâlé, à la barbe longue, un caban négligemment jeté sur l’épaule, sa figure et sa tenue me parurent celles d'un navigateur » dit Morus. Reconnaissant Morus Ægidio le rejoint et, à propos de cet étranger, il lui dit : « s'il a navigué ce ne fut pas comme Palinure, mais comme Ulysse, ou plutôt encore comme Platon. » Et Ægidio précise : il s'appelle Raphaël Hythlodée ; il connait bien le latin et surtout très bien le grec ; il est Portugais ; aussi, il « s'est joint à Améric Vespuce pour les trois derniers de ses quatre voyages, dont on lit aujourd'hui la relation un peu partout » ; « il parcourut quantité de pays » avant de rentrer au Portugal.
Après des salutations et un échange de « paroles qui conviennent à une première rencontre », Morus invite Ægidio et Raphaël Hythlodée à converser dans sa résidence anversoise.

#### Discussion au jardin
Ægidio pose la question suivante : « Je me demande vraiment, cher Raphaël, pourquoi vous ne vous attachez pas à la personne d'un roi, [...] vous auriez de quoi le charmer par votre savoir, votre expérience des pays et des hommes, et vous pourriez aussi l'instruire par des exemples, le soutenir par votre jugement. » Raphaël répond qu'il ne souhaite pas se « mettre en servage auprès des rois. » Ægidio précise alors sa question : « Je souhaitais vous voir rendre service au roi, et non vous mettre à leur service. » Raphaël réplique : « Petite différence. »
Raphaël pointe le fait que les princes « concentrent leurs pensées sur les arts de la guerre » et non sur ceux de la paix. Puis Raphaël éreinte les membres des conseils royaux, dans lesquels la nouveauté est mal vue et la tradition préférée aux améliorations. « C'est sur des préjugés de ce genre, dictés par l'orgueil, la sottise et l'entêtement, que je suis tombé souvent et, une fois, en Angleterre. »

#### À la table du cardinal Morton
« J'étais par hasard à [la] table [de Morton] le jour où s'y trouva aussi un laïque très ferré sur le droit anglais, lequel, à propos de je ne sais quoi, se mit à louer de tout son cœur l'inflexible justice que l'on exerçait chez vous [en Angleterre] à cette époque contre les voleurs », dit Raphaël. Puis il vilipende le moyen employé pour lutter contre ces voleurs, la pendaison ; il évoque ensuite différents motifs de vol, jusqu'à cette tirade :
« Vos moutons, […]. Normalement si doux, si facile à nourrir de peu de chose, les voici devenus, […], si voraces, si féroces, qu'ils dévorent jusqu'aux hommes, qu'ils ravagent et dépeuplent les champs, les fermes, les villages. »
Raphaël se tourne vers un peuple dont il loue la législation, les Polylérites : « ceux qui [...] sont convaincus de vol restituent l'objet dérobé à son propriétaire et non, comme cela se fait le plus souvent ailleurs, au prince, car ils estiment que celui-ci n'y a pas plus droit que le voleur lui-même. Si l'objet a cessé d'exister, les biens du voleur sont réalisés [c'est-à-dire convertis en argent liquide, par une vente], la valeur est restituée, le surplus est laissé à la femme et aux enfants. Quant aux voleurs, ils sont condamnés aux travaux forcés. »
Raphaël retient de cet échange avec le laïque le comportement des convives à la table du cardinal : chaque proposition et chaque exemple qu'il avance est soit moqué soit discrédité.

#### Reprise de la discussion au jardin
La discussion entre Raphaël, Ægidio et Morus reprend. Raphaël lance : « Mesurez par là le crédit que mes conseils trouveraient à la Cour. » Morus est persuadé que Raphaël ferait un excellent conseiller : « votre cher Platon estime que les États n'ont chance d'être heureux que si les philosophes sont rois ou si les rois se mettent à philosopher. »
Raphaël déplace la discussion, il la dépayse : il imagine qu'il siège au « Conseil » du roi de France et que, parmi d'autres, il conseille ce dernier au sujet des guerres qu'il mène en Italie. Contrairement aux autres conseillers, Raphaël propose au roi de rester en son royaume. Pour appuyer son argumentation, il prend exemple sur un peuple qui habite « au sud-est de l'île d'Utopie », les Achoriens : le roi fut forcé par son peuple d'arrêter les guerres de conquête ou de succession et de se préoccuper de son royaume.
Puis, revenu de France, Raphaël évoque d'autres conseils calamiteux prodigués à différents princes en divers temps et pays. De nouveau, pour appuyer son argumentation, il prend l'exemple d'un « autre peuple voisin de l'Utopie », les « Macariens » : « le roi, le jour de son avènement, s'interdit par serment, après avoir offert de grands sacrifices, de jamais tenir dans son trésor plus de mille pièces d'or ou l'équivalent en argent », ce afin d'empêcher une accumulation de ressources qui appauvrirait celles du peuple. Raphaël se tourne vers Morus et lui demande si donner cet exemple au sein d'un Conseil ne serait pas comme « conter une histoire à des sourds ? »

« À des sourds surdissimes, répond Morus, et cela n'aurait rien d'étonnant. » Morus poursuit en critiquant la façon dont Raphaël donne ses conseils. Il trouve que ceux-ci sont des considérations théoriques qui n'ont « aucune place dans les conseils des princes ». Mais Raphaël campe sur ses positions. Alors Morus objecte à Raphaël que c'est la philosophie telle qu'il la pratique qui ne peut avoir accès aux princes. Il existe une autre philosophie dont Morus dit qu'elle est « instruite de la vie, qui connaît son théâtre, qui s'adapte à lui et qui, dans la pièce qui se joue, sait exactement son rôle et s'y tient décemment. » Morus revient sur la façon dont Raphaël procède : au lieu d'être intransigeant, il faut savoir faire preuve d'à propos et de doigté. Aussi, Morus suggère une autre façon de procéder :
« Mieux vaut procéder de biais et vous efforcer, autant que vous le pouvez, de recourir à l'adresse, de façon que, si vous n'arrivez pas à obtenir une bonne solution, vous avez du moins acheminé la moins mauvaise possible. »
Raphaël rétorque : « C'est me conseiller là, [...], sous couleur de vouloir remédier à la folie des autres, de délirer en leur compagnie. » Plus loin, Raphaël semble vouloir livrer le fond de sa pensée : « Mais en toute vérité, mon cher More, à ne vous rien cacher de ce que j'ai dans l'esprit, il me semble que là où existent les propriétés privées, là où tout le monde mesure toutes choses par rapport à l'argent, il est à peine possible d'établir dans les affaires publiques un régime qui soit à la fois juste et prospère ». Cette vision, il la tient de son voyage autour du monde :
« C'est pourquoi je réfléchis à la Constitution si sage, si moralement irréprochable des Utopiens, chez qui, avec un minimum de lois, tout est réglé pour le bien de tous, de telle sorte que le mérite soit récompensé et qu'avec une répartition dont personne n'est exclu, chacun cependant ait une large part. »
Tandis qu'en Europe : les lois se succèdent sans que les pays soit mieux gouvernés et les questions de propriété donnent lieu à des contestations interminables. De la sorte, mettant en regard l'île d'Utopie et l'Europe, Raphaël donne raison à Platon : « ce grand sage avait fort bien vu d'avance qu'un seul et unique chemin conduit au salut public, à savoir, l'égale répartition des ressources. »
Alors que Morus rétorque : « il me semble au contraire impossible d'imaginer une vie satisfaisante là où les biens seraient mis en commun » ; Ægidio manifeste son scepticisme à l'égard des propos de Raphaël : existe-t-il « dans le nouveau monde des peuples mieux gouvernés que dans celui qui nous est connu » ? Ægidio ajoute que les hommes ne sont pas « moins intelligents » en Europe qu'en Utopie et que les États européens sont sans doute « plus anciens que les leurs ». D'autre part, les savoirs accumulés en Europe, « sans compter les inventions dues au hasard », sont sans pareil dans le reste du monde.
Raphaël réplique que selon « les annales de ce nouveau monde » leurs États sont vraisemblablement plus anciens, dont celui de l'île d'Utopie ; « il y avait chez eux des cités avant qu'il y eût des hommes chez nous. » Quant aux savoirs accumulés et aux inventions, Raphaël objecte à Ægidio que « le génie humain » est commun à tous les hommes. Pour preuve, il y a 1200 ans quelques « Romains » et quelques « Égyptiens » échouèrent sur l'île d'Utopie, les Utopiens surent tirer parti des savoirs transmis par ceux-ci : après cette unique rencontre « ils s'assimilèrent nos meilleures découvertes. » En revanche note Raphaël : « Si par un hasard semblable, un Utopien a jamais débarqué chez nous, ce fait est tombé dans un oubli total. » Et il conclut avec pessimisme :
« Il faudra longtemps au contraire, je le crains, avant que nous n'accueillions la moindre des choses par lesquelles ils nous sont supérieurs. Voilà précisément pourquoi, alors que notre intelligence et nos ressources valent les leurs, leur État cependant est administré plus sagement que le nôtre ; et il est plus florissant. »
Sur ces mots, Morus prie Raphaël de décrire « cette île » ; il le presse de faire un « tableau complet » des cultures, des fleuves, des villes, des hommes, des mœurs, des institutions et des lois, « enfin de tout ce qu'à votre avis nous désirons connaître. » Puis Morus déclare : « sachez que nous désirons connaître tout ce que nous ignorons. » Raphaël se dit prêt : « tout cela m'est présent à l'esprit. » Morus invite alors Raphaël et Ægidio à rentrer dans sa résidence pour manger. La discussion du Livre I s'arrête là.
Morus écrit qu'une fois le repas de midi terminé, ils revinrent s'asseoir « au même endroit, sur le même banc. » Il précise qu'il demanda aux domestiques de ne pas les interrompre. « [Raphaël] resta un instant silencieux à réfléchir, puis, nous voyant attentifs et avides de l'entendre, il dit ce qui suit. »
Le Livre I se clôt.

### Livre II

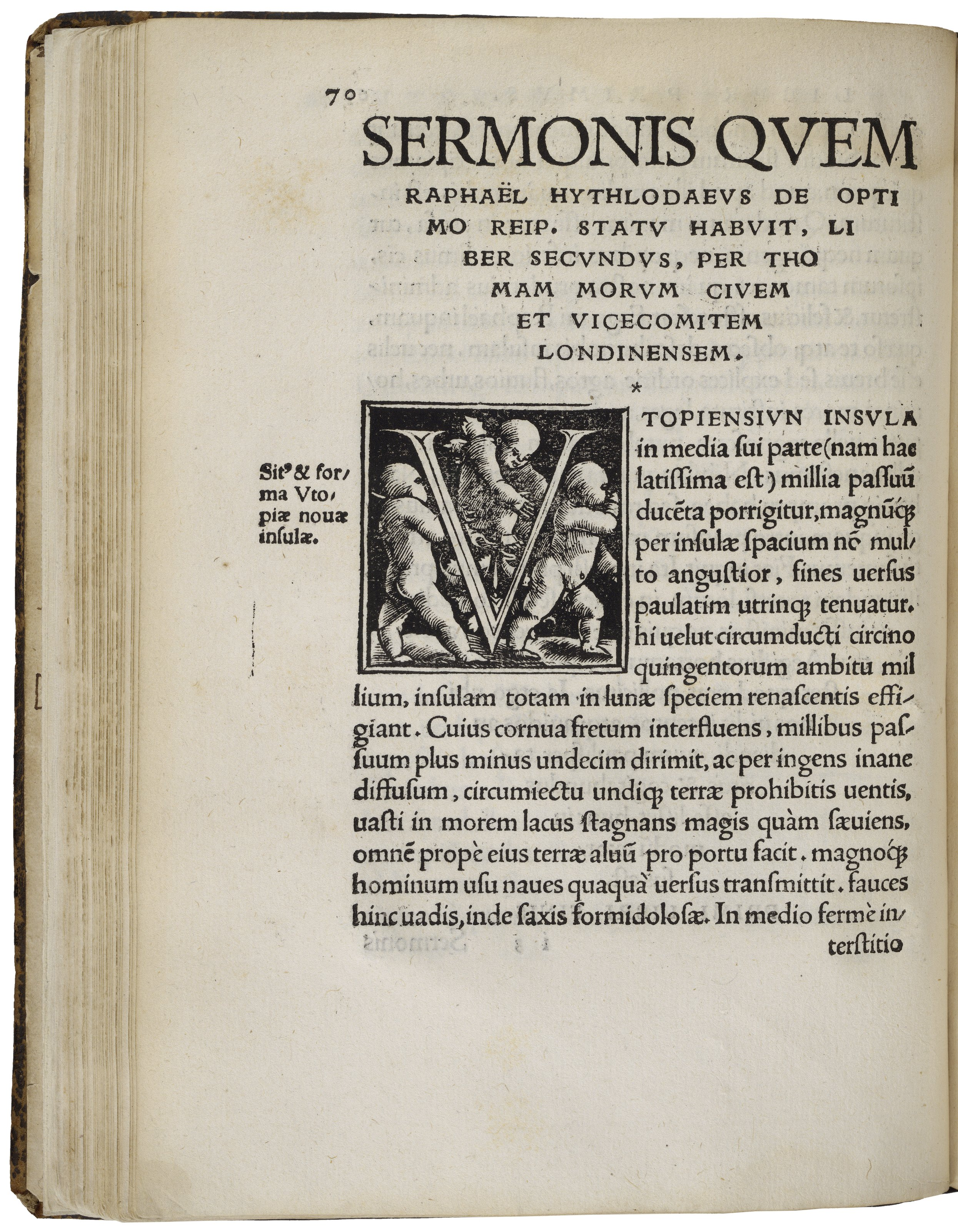
Livre II.

« L'île d'Utopie, en sa partie moyenne, et c'est là qu'elle est la plus large, s'étend sur deux cent milles, puis se rétrécit progressivement et symétriquement pour finir en pointe aux deux bouts. Ceux-ci, qui ont l'air tracés au compas sur une longueur de cinq cent milles, donnent à toute l'île l'aspect d'un croissant de lune. »
C'est sur ces mots que débute le Livre II de l'Utopie. Hythlodée poursuit en décrivant le bras de mer qui sépare les deux cornes d'environ « onze milles ». Le golfe formé par ce croissant « est comme un seul et vaste port accessible aux navires sur tous les points. » Mais « l'entrée du port est périlleuse, à cause des bancs de sable d'un côté et des écueils de l'autre. » D'après les traditions confirmées par la topographie du terrain, Utopie ne fut pas toujours une île : « Elle s’appelait auparavant Abraxa. » Après avoir vaincu les Abraxanéens, « Utopus décida de couper un isthme de quinze milles qui rattachait la terre au continent et fit en sorte que la mer l'entourât de tous côtés. » Utopus devint son roi et l'île prit son nom.

#### Occupation de l'île
L’île d’Utopie a cinquante-quatre villes spacieuses et magnifiques. Le langage, les mœurs, les institutions, les lois y sont parfaitement identiques. Les cinquante-quatre villes sont bâties sur le même plan, et possèdent les mêmes établissements, les mêmes édifices publics, modifiés suivant les exigences des localités ; à l'extérieur se trouvent : les abattoirs et les hôpitaux ; les temples des prêtres sont en nombre plus réduit. « La distance de l'une à l'autre est au minimum de vingt-quatre milles ; elle n'est jamais si grande qu'elle ne puisse être franchie en une journée de marche. » Les champs sont répartis entre les cités.
Connaître l'une des villes d'Utopie, c'est les connaître toutes, « tant elles sont semblables ». Les Utopiens attribuent à Utopus le plan de leurs cités. Chaque maison possède un jardin, les portes n'ont pas de verrou et, « par tirage au sort », les habitants changent de maison tous les dix ans. « Située comme à l'ombilic de l'île », Amaurote est considérée comme la capitale de l’île ; sa position centrale favorisant un accès rapide à tous les délégués, c'est là que siège le « Sénat » de l'île d'Utopie. Les délégués de chaque ville se rendent dans la capitale pour traiter des affaires communes. Les citoyens désirant se rendre dans une autre cité que celle où ils résident doivent obtenir « l'autorisation des syphograntes et des tranibores. »

#### Politique
La plus grande égalité règne entre tous les citoyens, les magistrats et les prêtres (tous élus par le peuple) n'ont que très peu d'avantages. Les charges politiques sont : au plus bas niveau, les syphograntes ou philarques (des « délégués de quartier ») ; au niveau médian, les tranibores ou protophylarques (des « gouverneurs ») ; au niveau supérieur les princes (des « maires ») ; au sommet le roi de l'île d'Utopie ; sans oublier les prêtres, qui peuvent intervenir ou être sollicités à tous les niveaux. L'organisation politique commence au quartier (ou « pâté de maisons »), l'échelon supérieur est un « sénat » pour chaque ville et son territoire, le tout est couronné par le « Sénat » d'Amaurote ou « conseil général » et par le Prince dit Barzanès ou Adèmus (le « roi » de l'île d'Utopie).
Les tranibores, les prêtres, les ambassadeurs et le Prince sont choisis et élus parmi les lettrés. Les syphograntes sont dispensés de travail, néanmoins ils travaillent pour donner l'exemple. Les lois sont peu nombreuses et compréhensibles par tous, ainsi chaque citoyen peut se défendre sans avocat ; ces lois ne prescrivent pas de peine, c'est le sénat qui, dans chaque ville, s'en charge pour chaque cas.
Trente familles élisent chaque année le magistrat de leur quartier, le syphogrante. Dix syphograntes et les familles qui dépendent d'eux obéissent à un tranibore. « Les tranibores sont soumis chaque année à réélection ; leur mandat est souvent renouvelé. Toutes les autres charges sont annuelles. » Les procédures électives des syphograntes et des tranibores ne sont pas relatées par Hythlodée.
À l'échelon « communal » : dans chaque cité se trouve un sénat, où siègent les tranibores, ; pour élire le prince dans chaque cité : « Chacun des quatre quartiers de la ville propose un nom au choix du sénat » (la procédure pour choisir ce nom n'est pas relatée par Hythlodée) ; ensuite : « Les deux cents syphograntes […], après avoir juré de fixer leur choix sur le plus capable, élisent le prince [ou "maire"] au suffrage secret, sur une liste de quatre noms désignés par le peuple. » « Le principat est accordé à vie, à moins que l'élu ne paraisse aspirer à la tyrannie, »
À l'échelon « insulaire », la procédure est moins claire. Il semblerait que tout se passe à Amaurote, où siège le « Sénat » ou « conseil général » de l'île d'Utopie. Le roi de l'île d'Utopie serait élu, mais cette procédure élective n'est pas relatée par Hythlodée.
Dans chaque sénat de chaque ville « tous les trois jours », en présence de deux syphograntes « convoqués par roulement à chaque séance du sénat », les tranibores débattent avec le prince (ou « maire »), ensemble ils délibèrent sur les affaires publiques et règlent les différends entre citoyens. Discuter des affaires publiques, en dehors du sénat et des assemblées, est passible de la peine capitale ; ceci pour éviter qu'un prince et des tranibores n'établissent une tyrannie ou renverse le régime établi. Par ailleurs, dans chaque cité : « toute question considérée comme importante est déférée à l'assemblée des syphograntes qui en donnent connaissance aux familles dont ils sont mandataires, en délibèrent entre eux, puis déclarent leur avis au sénat. » Aussi : « Il arrive que le problème soit soumis au conseil général de l'île. »

#### Société
De type patriarcale, chaque famille comprend les grands-parents, les parents, les ménages des fils mariés,. Les prêtres donnent aux enfants leur première éducation. Le mariage a lieu à vingt-deux ans pour les filles et vingt-six ans pour les garçons ; les amours avant le mariage sont punis ; les futurs conjoints doivent se montrer nus devant témoin avant de se marier. Le mariage est indissoluble, sauf en cas d'adultères ; avec l'autorisation des sénateurs, le divorce par consentement mutuel est possible. À l'organisation familiale se superpose une politique démographique : « Aucune cité ne doit voir diminuer excessivement sa population, ni davantage se trouver surpeuplée. »
« La cité se compose de familles » et « chaque cité doit se composer de six mille familles. » Chaque cité « se partage en quatre quartiers égaux », dans chaque quartier est construit un « hôtel » où loge un syphogrante. Les six mille familles sont réparties en « trente familles », celles-ci forment alors une syphograntie dépendant d'un hôtel attitré.
Chaque citoyen doit passer deux ans à la campagne. Les habitants se considèrent comme des fermiers plutôt que comme des propriétaires. Les repas sont pris en commun, à heure fixe et au son du « clairon ». Chaque famille confectionne ses vêtements : ils sont identiques et ne diffèrent que pour distinguer les hommes des femmes, « les gens mariés des célibataires. » Tous les citoyens peuvent suivre des cours le matin avant le travail et se distraire le soir après le repas. L'or est employé à faire « des vases de nuit », des chaînes pour les esclaves et « des anneaux » d'or pour certains condamnés. Les esclaves sont des Utopiens condamnés, des étrangers achetés parmi les condamnés, des « soldats capturés lors d'une guerre où Utopie fut attaquée » ou des émigrés venus travailler volontairement et temporairement. Les Utopiens condamnés et devenus esclaves peuvent être libérés par les magistrats, ceux qui se révoltent sont tués.

#### Économie
L'économie s'organise principalement autour d'une ville et du territoire qui la nourrit ; la production artisanale se fait dans les familles, chacune spécialisée dans un métier. La journée de travail est limitée à six heures. Tout le monde travaille, sauf les malades et les personnes âgées. Des esclaves accomplissent les travaux les plus pénibles et les plus repoussants,,. Les paysans cultivent la terre, élèvent des bestiaux, procurent du bois, ils élèvent des volailles ainsi que des chevaux mais « uniquement pour faire apprendre l'équitation aux jeunes gens. » « L'ensemble du labourage et des transports est exécuté entièrement par des bœufs. » Le grain récolté est utilisé pour faire du pain. Les Utopiens boivent « du vin de raisin, du cidre, du poiré et de l'eau, souvent pure, parfois aussi mêlée à une décoction de miel et de réglisse qu'ils ont en abondance. » Les produits, déposés d’abord dans des entrepôts, sont ensuite classés dans des magasins suivant leur espèce. Des marchés procurent tout ce qu'il faut aux Utopiens. Il y a des provisions pour « deux années ». L'abondance des produits permet de constituer des réserves pour l'exportation. Aussi, ils sèment et élèvent du bétail plus que nécessaire « afin d'avoir un surplus à donner à leurs voisins. »
Les premières séances au Sénat d'Amaurote, où chaque année se rendent des déléguées de chaque cité, sont consacrées à dresser la statistique économique des diverses parties de l’île ; dès que sont identifiés les régions où il y a trop et celles où il n’y a pas assez, telle région « compense par ses surplus la pénurie d'une autre. » Et cette compensation est gratuite. Il n'existe pas de monnaie sur l'île d'Utopie,. L'or et les pierres précieuses, obtenues par la vente de production agricole ou par tribut, servent de réserve en cas de guerre ou pour commercer avec des États voisins. Les Utopiens n'hésitent pas à envahir les pays limitrophes qui laisseraient leurs terres inexploitées. En effet, selon les lois utopiennes, la population de l'île ne doit pas excéder un certain seuil, dès que ce seuil est franchi des Utopiens sont envoyés à l'étranger fonder des « colonies », gouvernées « d'après les lois utopiennes », et ils « chassent du territoire » les « indigènes qui refusent d'accepter leurs lois », s'il le faut « ils luttent à main armée contre ceux qui leur résistent. »

#### Guerre
Les Utopiens détestent la guerre, ils l'évitent autant que possible. Pour autant, hommes et femmes pratiquent des exercices militaires régulièrement pour pouvoir se défendre si le pays est attaqué et si un pays allié est envahi ; mais parfois, par pitié envers un peuple tyrannisé, « et c'est pour l'amour de l'humanité qu'ils agissent dans ce cas », les Utopiens n'hésitent pas à aller à la guerre. Aussi, ils n'hésitent pas à engager des mercenaires, les Zapolètes ; parfois ils font assassiner les princes ennemis ou sèment la discorde parmi ses proches. Les Utopiens se montrent humains envers les prisonniers ; dès que le prince ennemi est tué à la bataille le combat cesse, des prêtres utopiens présents (au nombre de sept) sur les champs de bataille s'assurent de l'arrêt du combat.

#### Tradition, culture et religion
Les citoyens utopiens pratiquent et adhèrent à différentes religions, mais ils partagent tous la même vertu fondamentale. Cette vertu est une vie conforme à la nature qui remplit l'âme de majesté divine et incline au plaisir en même temps qu'à aider les autres à l'obtenir. En quelque sorte, les Utopiens ont une morale épicurienne, elle est fondée sur un calcul des plaisirs qui élimine tous les excès car ceux-ci causent les plus grands maux. À côté des plaisirs de l'âme, à savoir : de l'intelligence et de la connaissance,, les Utopiens reconnaissent l'importance des plaisirs physiques comme la bonne chère et l'exercice corporel. « Les Utopiens ignorent complètement les dés et les jeux de ce genre, absurdes et dangereux. Mais ils pratiquent deux divertissements qui ne sont pas sans ressemblance avec les échecs. »
Les Utopiens croient en un Dieu (qu'ils nomment Mythra) bon et créateur de toute chose, en l'immortalité de l'âme, aux châtiments et aux récompenses après la mort,. Ceux qui ne partagent pas ces croyances sont exclus du vote et des magistratures ; ils ne peuvent partager leurs idées avec leurs concitoyens, sauf avec les prêtres. C'est Utopus qui décréta la liberté de religion. Certains « Utopiens adorent le soleil, d'autres la lune ou quelques planètes » ; d'autres ont comme dieu suprême « un homme qui a brillé » ; d'autres encore un « dieu unique, inconnu, éternel, incommensurable, impénétrable, inaccessible à la raison humaine » et ils n'accordent « d'honneurs divins qu'à lui seul. » Chaque Utopien est libre de célébrer les rites de sa religion dans sa maison. Étant donné la variété des religions, il n'y a aucune image de Dieu dans les temples présents dans chaque ville. Les prêtres, appelés Buthresques, président aux cérémonies religieuses. Voyant que le Christ « avait conseillé aux siens de mettre toutes leurs ressources en commun », beaucoup d'Utopiens commencent à adopter le christianisme.

#### Fin du discours
« Je vous ai décrit le plus exactement possible la structure de cette république où je vois non seulement la meilleure, mais la seule qui mérite ce nom. Toutes les autres parlent de l'intérêt public et ne veillent qu'aux intérêts privés. Rien ici n'est privé, et ce qui compte est le bien public. »
C'est sur ces mots que Raphaël reprend la discussion au jardin. De suite, il compare la situation en Utopie et celle en Europe : « Quand je reconsidère ou que j'observe les États aujourd'hui florissants, je n'y vois, Dieu me pardonne, qu'une sorte de conspiration des riches pour soigner leurs intérêts personnels sous couleur de gérer l'État. » Raphaël revient une dernière fois sur l'île d'Utopie : « je suis heureux de voir aux Utopiens la forme de Constitution que je souhaiterais à tous les peuples. » Morus couche sur le papier les réflexions qui l'assaillirent : « Bien des choses me revenaient à l'esprit qui, dans les coutumes et les lois de ce peuple, me semblaient des plus absurdes, dans leur façon de faire la guerre, de concevoir le culte et la religion ». Par-dessus tout, il y a un point qui lui sembla plus absurde que tous les autres : « le principe fondamental de leur Constitution, la communauté de la vie et des ressources, sans aucune circulation d'argent, ce qui équivaut à l'écroulement de tout ce qui est brillant, magnifique, grandiose, majestueux, tout ce qui, d'après le sentiment généralement admis, constitue la parure d'un État. » Morus laisse entendre qu'il aurait voulu poser des questions et débattre avec Raphaël ; mais ce dernier était fatigué et Morus ne sait pas si Raphaël aurait admis « la contradiction ». Morus écrit qu'il se contenta de « louer les lois des Utopiens et l'exposé » de Raphaël et, « le prenant par le bras », il l'amena dans la salle à manger. 

« Espérons que ce moment arrivera [de nous entretenir plus longuement avec Raphaël Hythlodée]. Entre-temps, sans pouvoir donner mon adhésion à tout ce qu'a dit cet homme [Raphaël Hythtlodée], très savant sans contredit et riche d'une particulière expérience des choses humaines, je reconnais bien volontiers qu'il y a dans cette république utopienne bien des choses que je souhaiterais voir dans nos cités. Je le souhaite, plutôt que je ne l'espère. »

Ces mots forment le dernier paragraphe par lequel Morus rapporte la description de l'île d'Utopie par Raphaël Hythlodée.

### Lettre de Jérôme de Busleyden à Thomas More
Placée juste avant le texte de l'Utopie dans l'édition princeps chez Thierry Martens, cette lettre de Jérôme de Busleyden sera placée à la suite du texte dans l'édition de 1517 chez Gilles de Gourmont ; elle conserve cette place dans les éditions de 1518 chez Johann Froben.

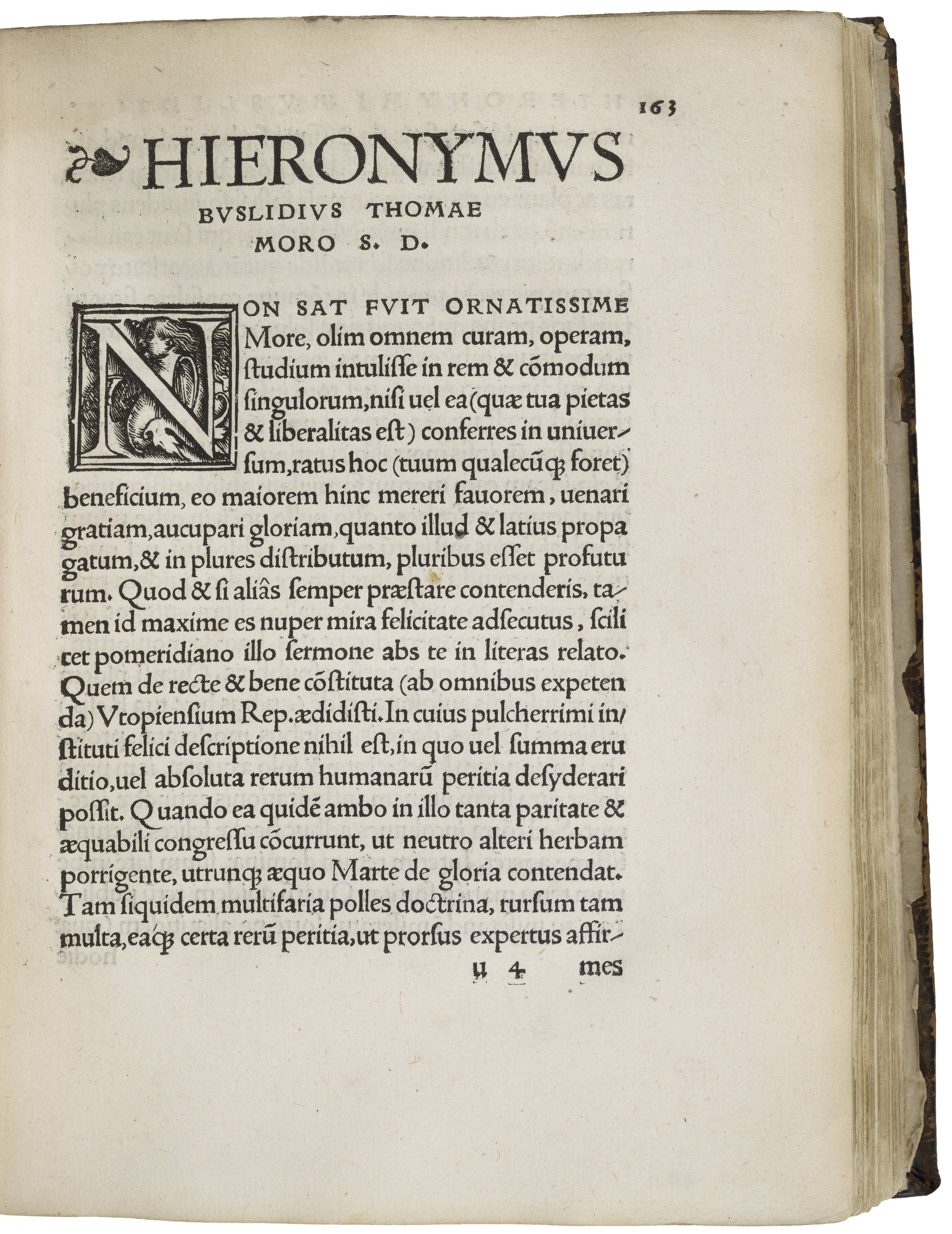
Lettre de Jérôme de Busleyden à Thomas More.

Après avoir rendu hommage à Thomas More pour son écrit, Jérôme de Busleyden inscrit la République d'Utopie dans une lignée fameuse, et même plus : « Il ne s'est jamais vu plan de politique ni si salutaire, ni plus achevé, ni plus souhaitable. Ce dessein-là l'emporte infiniment au-dessus de ces anciennes Républiques qu'on a tant vantées ; une Lacédémone, une Athènes, une Rome, ce dessein, dis-je, les laisse bien loin derrière soi. » Du reste, si ces Républiques avaient suivi les mêmes principes, elles seraient toujours debout et l'on n'en verrait pas les ruines.
Puis, de Busleyden aborde deux points qui lui semblent importants pour une République. Le premier est qu'il ne s'agit pas tant de faire des lois « qu'à travailler principalement à former les meilleurs magistrats possibles. » S'appuyant sur Platon, il ajoute : « C'est avant tout sur l'image de tel magistrats, sur l'exemple de leur probité, de leur justice et de leurs bonnes mœurs, que doit se modeler tout l'État et le gouvernement de toute République parfaite. »
Le second point revient sur le principe politique cardinal de l'île d'Utopie : « toute propriété est abolie, et avec elle tout litige sur ce que chacun possède. Dans votre État tout généralement est commun, en vue du bien commun lui-même. » Et de Busleyden d'insister : « N'est-ce pas la possession en propre, la soif brûlante d'avoir, et surtout cette ambition qui est dans le fond le plus misérable chose qu'il y ait chez les hommes, n'est-ce pas tout cela qui entraîne les mortels, même malgré eux, dans l'abîme d'un malheur inexprimable ? » Pour étayer et conclure sur ce point, il rappelle l'exemple des Républiques citées plus haut : « Que sont-ils devenus, ces ouvrages des hommes ? Hélas ! À peine en voit-on aujourd'hui quelques matériaux, quelques vestiges ; disons plus : l'histoire la plus ancienne ne saurait en certifier les noms. »
Pour finir, Jérôme de Busleyden espère : « Il ne tiendrait qu'à nos Républiques (si on peut donner ce beau titre-là à aucun État) de prévenir ces pertes, ces désolations, ces ruines, et toutes les horreurs de la guerre : elles n'ont qu'à embrasser le gouvernement des Utopiens, et qu'à s'y attacher avec l'exactitude la plus scrupuleuse. »

### Poème de Gerhard Geldenhauer
Apparaissant avant le texte de l'Utopie dans l'édition princeps, ce poème de Gerhard Geldenhauer sera placé après le texte dans l'édition suivante de 1517, à la suite de la lettre de Jérôme de Busleyden ; il conserve cette place dans les éditions de 1518. Le titre de ce poème est : « L'Utopie ».
« Aimes-tu, lecteur, les choses agréables ? — Toutes les plus agréables sont ici.

Si c'est l'utile que tu recherches, rien ne peut lire de plus utile.

Si l'un et l'autre tu désires, les deux en cette île abondent,

De quoi parfaire la langue, de quoi instruire l'esprit.

Ici les sources du bien et du mal sont révélées par l'éloquence

De More, gloire suprême de son Londres natal. »

### Poème de Cornelis de Schrijver
Disposé avant le texte de l'Utopie dans l'édition princeps, ce poème de Cornelis de Schrijver sera placé après le texte dans l'édition suivante de 1517, à la suite de la lettre de Jérôme de Busleyden ; il conserve cette place dans les éditions de 1518. Le titre de ce poème est en fait une adresse au lecteur : « Au lecteur ».
« Veux-tu voir des prodiges nouveaux, maintenant qu'un nouveau monde vient d'être découvert ?

Veux-tu connaître des façons de vivre de nature différente ?

Veux-tu savoir quelles sont les sources des vertus ? Veux-tu savoir d'où viennent de nos maux

Les principes ? et déceler l'inanité cachée au fond des choses ?

Lis tout cela qu'en différentes couleurs More nous a donné,

More, l'honneur de la noblesse de Londres. »

### Marque d'imprimeur de Johann Froben
La marque d'imprimeur de Johann Froben fut apposée aux deux éditions du texte de l'Utopie que son atelier imprima en mars puis en novembre 1518. Ici, elle apparaît en arrière-plan des colonnes.

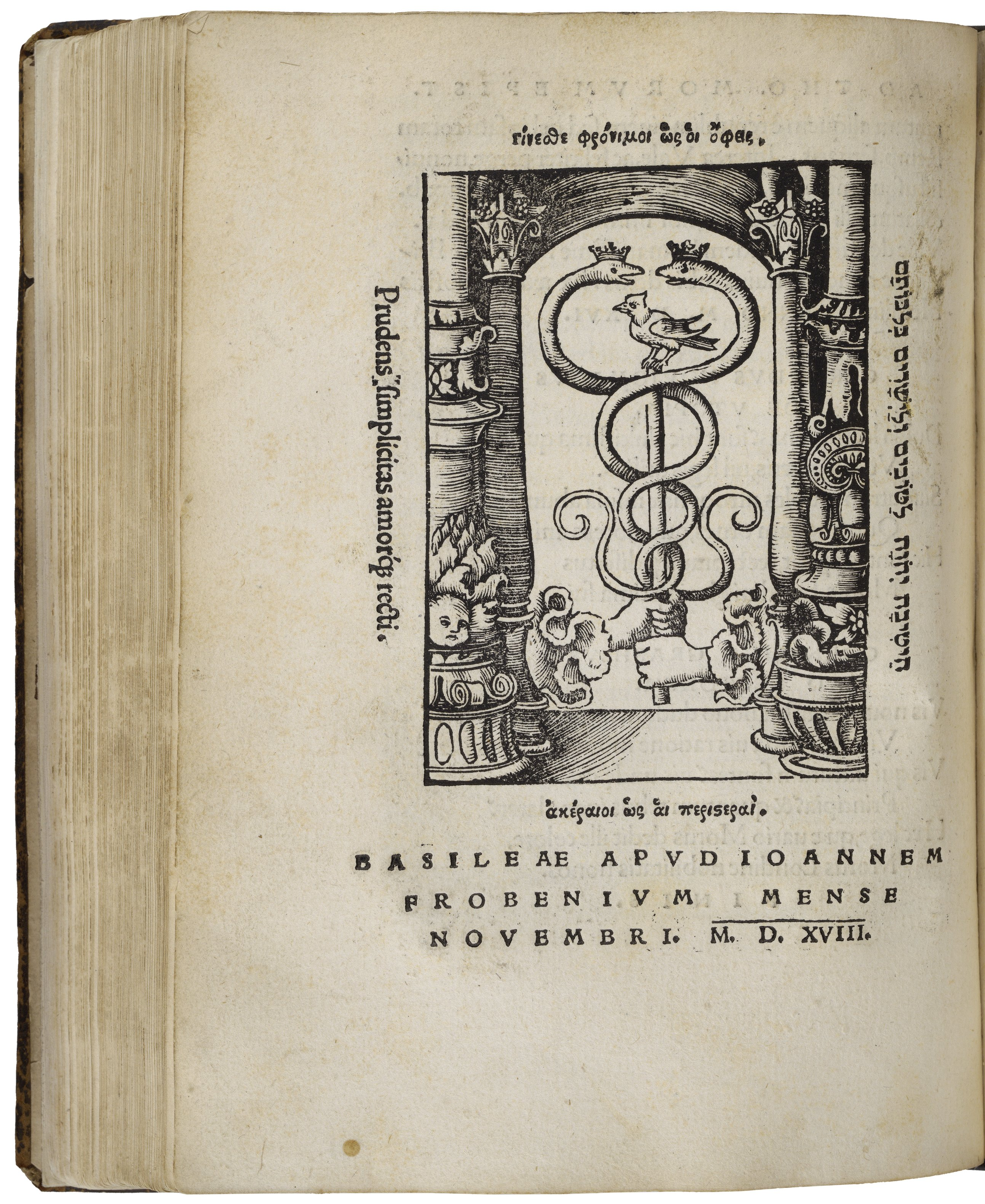
Marque d'imprimeur de Johann Froben, 1518.

Pour Suzanne Gély, la marque de Johann Froben témoigne « d'un ésotérisme dérivé de symbolismes antiques, métamorphosés sous l'influence de la méditation de textes bibliques ». De fait, les maximes ou adages qui entourent « l'image d'inspiration hermétique, sont empruntés on le voit à l'Ancien et au Nouveau Testament dans les trois langues, hébraïque, grecque et latine par lesquelles ils ont été transmis. » Elle rappelle au lecteur d'aujourd'hui : « La présence d'éléments ou de connotations ésotériques ne devrait pas trop surprendre dans une œuvre pourtant marquée au coin du bon sens le plus pragmatique lors même qu'elle s'élève au-dessus du monde comme il va. »
En grec, au-dessus et en dessous de l'emblème de Johann Froben : « Soyez avisés comme les serpents, simples comme des colombes. » La phrase latine, à gauche, se traduit : « Prudente simplicité, et amour de ce qui est droit. » L'hébreu, à droite, se traduit : « Fais du bien, Seigneur, aux gens de bien et à ceux qui ont au cœur la droiture. »
André Prévost apporte quelques précisions sur la phrase grecque. Concernant le mot « avisés » : la « traduction traditionnelle » par « prudence » correspond à la « prudentia » latine, « une vertu cardinale que Thomas d'Aquin définit : la vertu à la fois intellectuelle et pratique qui dirige l'action vers sa fin. ». La « traduction mystique », poursuit André Prévost, insiste sur la connotation de « contemplation » et se traduit par sagesse. « Avisé est donc celui qui voit à l'avance et devant soi et qui prend les moyens d'atteindre son but. » Concernant le mot « simple » : « Simple » dans le sens « qui n'est pas mélangé » est une âme simple, « celle qui a gardé sa vertu originelle », « intègre, intacte ».
Sinon, plus généralement : « L'observation de la gravure révèle que le caducée de Mercure a été transformé, remarque André Prévost. Pour avoir séparé deux serpents qui se battaient, la verge devint l'emblème de la concorde. Fait de bois d'olivier ou de laurier, le caducée rendait inviolable ceux qui le portaient : ambassadeurs, héraults, ici, Froben, porte-parole de la connaissance par le livre. » Et Prévost ajoute : « La couronne royale qui coiffe les serpents symbolise la ville royale "basilea", Bâle. »

## Interprétations

### Le livre de Thomas More cinq siècles plus tard

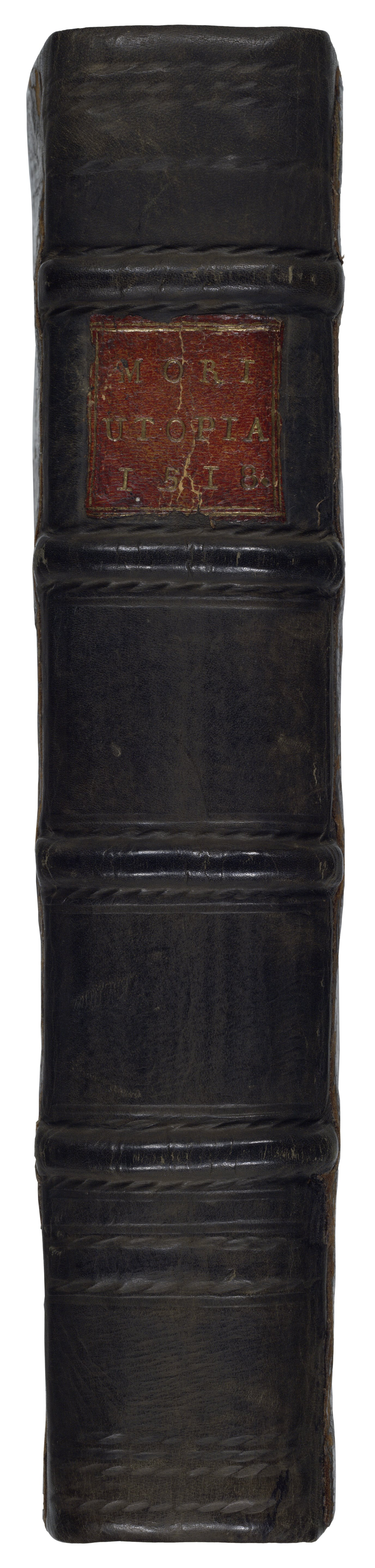
Tranche. Sur la pièce de titre ; « MORI UTOPIA 1518 ».

Interpréter La meilleure communauté politique et la nouvelle île d'Utopie de Thomas More, au XXIe siècle, c'est rencontrer deux difficultés. D'abord, la variété et la stratification des interprétations passées (pour ne pas dire leur empilement ,,), sans oublier les interprétations contemporaines : « Il n'est pas un colloque sur le sujet sans que surgissent des interprétations nouvelles, des études inédites, des interrogations contradictoires, et bien sûr des comparaisons audacieuses avec telle ou telle entreprise utopique, tel plan de ville inspiré de L'Utopie. » La seconde difficulté, outre l'éloignement temporel et culturel, réside dans ces quelques faits : le manuscrit de Thomas More est manquant, les jugements de More sur son œuvre sont difficiles à jauger, ses prises de positions et ses actions politiques semblent parfois entrer en contradiction avec le texte de l'Utopie.
Première difficulté : la variété et la profusion des interprétations de l'Utopie, qui résultent de sa réception (c'est-à-dire : des personnes par qui elle fut lue et des époques où elle fut lue), ne peuvent être présentées ni résumées ni mêmes esquissées ici. Par exemple, dès sa parution la réception de l'Utopie ne fut pas la même dans le cercle des humanistes proche de Thomas More et dans le cercle élargi des humanistes. Cette réception fut différente en France aux XVIe siècle, XVIIe siècle, XVIIIe siècle et au XIXe siècle. Autre exemple, cette réception est contrastée au sein du marxisme : à la fin du XIXe siècle, distinguant le communisme de Thomas More de celui de Platon, l'allemand Karl Kautsky réserve une place d'honneur à l'auteur anglais dans l'histoire du socialisme ; en 1918 à Moscou, le nom de Thomas More est inscrit sur l'Obélisque dédié aux penseurs désignés comme précurseurs de l'idéologie socialiste ; en pleine vogue marxiste en France au milieu du XXe siècle, les Éditions sociales rééditèrent l'Utopie précédée d'une introduction réaffirmant le socialisme de More ; au début du XXIe siècle, Ellen Meiksins Wood biffa cet auteur de la lignée. Dernier exemple, la réception et la lecture de l'Utopie sont loin d'être uniformes au sein de la communauté catholique (les croyants, le clergé, la curie et les papes, les penseurs, les critiques et les commentateurs),.
Concernant la seconde difficulté, la découverte et l'établissement de la correspondance de Thomas More et de celle d'Érasme (ou d'autres humanistes) offrent parfois un substitut à l'absence du manuscrit, parfois cette correspondance garde les traces des jugements de More sur son Utopie : à Antonio Bonvisi il écrit « C'est par amitié que vous me dites du bien de l'Utopie : ce livre n'aurait pas dû quitter son île » ; à William Warham il écrit « c'était un ouvrage qui m'a échappé avant qu'il n'eût été vraiment retravaillé ». Quant aux opinions de More et à ses agissements au cours de sa carrière politique, ceux-ci sont diversement interprétés par les commentateurs lorsqu'ils sont comparés au texte de l'Utopie. Pour n'évoquer qu'une controverse qui divise toujours la critique : l'instauration par Utopus d'une certaine tolérance religieuse sur l'île d'Utopie mise en regard avec l'intransigeance de More dans les faits. Deux exemples : lors de l'« affaire Hunne » à Londres en 1514, More assista au déroulement du procès et approuva le verdict ; après la publication des 95 thèses de Martin Luther, More lutta avec acharnement contre le protestantisme et les hérétiques, dont plusieurs furent brûlés vifs lorsqu'il était chancelier.
Enfin, comme le rappelle Edward L. Surtz, il ne faut pas oublier l'originalité de cette œuvre : « Utopia, as a typical product of the English Renaissance, strives not only to profit readers by its teaching, but also to amuse them by its humor, irony, and cleverness. The fact that it is a subtle and imaginative piece of literature and not a mere sober political, social, or economic treatise must never be forgotten. » (« Utopia, en tant que produit typique de la renaissance anglaise, s'efforce non seulement de faire profiter les lecteurs de son enseignement, mais aussi de les amuser par son humour, son ironie, et son intelligence. Le fait que ce soit un texte subtil et imaginatif et non un sobre traité politique, social, ou économique ne devra jamais être oublié. »). Pour James Colin Davis, toutes ces difficultés expliquent en partie pourquoi « controversy has raged unabated about the correct interpretation of the text and, for many, Utopia has come to seem a question without an answer. » (« [pourquoi] la controverse a fait rage sans relâche à propos de l'interprétation correcte du texte et, pour beaucoup, Utopia est devenu une question sans réponse. »). En ce début de XXIe siècle, cette phrase de Davis résume la position majoritaire des critiques et des commentateurs après avoir lu La meilleure communauté politique et la nouvelle île d'Utopie ; néanmoins, même pour ces critiques, ces commentateurs et ces spécialistes, cette position ne clôt nullement les supputations sur le livre. Ci-après, sont exclusivement citées et mentionnées des interprétations de l'Utopie formulées au XXe siècle et au XXIe siècle : certaines sont devenues incontournables, certaines tentèrent de renouveler la lecture du livre et certaines, bien que contestées, marquent toujours la réception de ce texte au XXIe siècle.

### Exégèses religieuses
Thomas More fut un fervent chrétien. Il est vénéré comme saint par l'Église catholique (saint Thomas More), béatifié, en 1886, par le pape Léon XIII et canonisé, en 1935, par le pape Pie XI. Dans le calendrier liturgique, à partir de 1970, son culte et sa fête sont étendus à l'Église universelle par le pape Paul VI. En l'an 2000, le pape Jean-Paul II le fait saint patron des responsables de gouvernement et des hommes politiques,. Parmi ses écrits et ses ouvrages qui témoignent d'une spiritualité profonde, on peut citer son Dialogue du réconfort dans les tribulations.
L'Utopie, sans être un écrit proprement religieux, est un texte qui fourmille de référence aux écrits religieux, notamment à la Bible. Dans son édition de l'Utopie, André Prévost recense toutes ces références, et il propose une exégèse religieuse du texte de Thomas More dans son introduction au texte.

### Lectures politiques

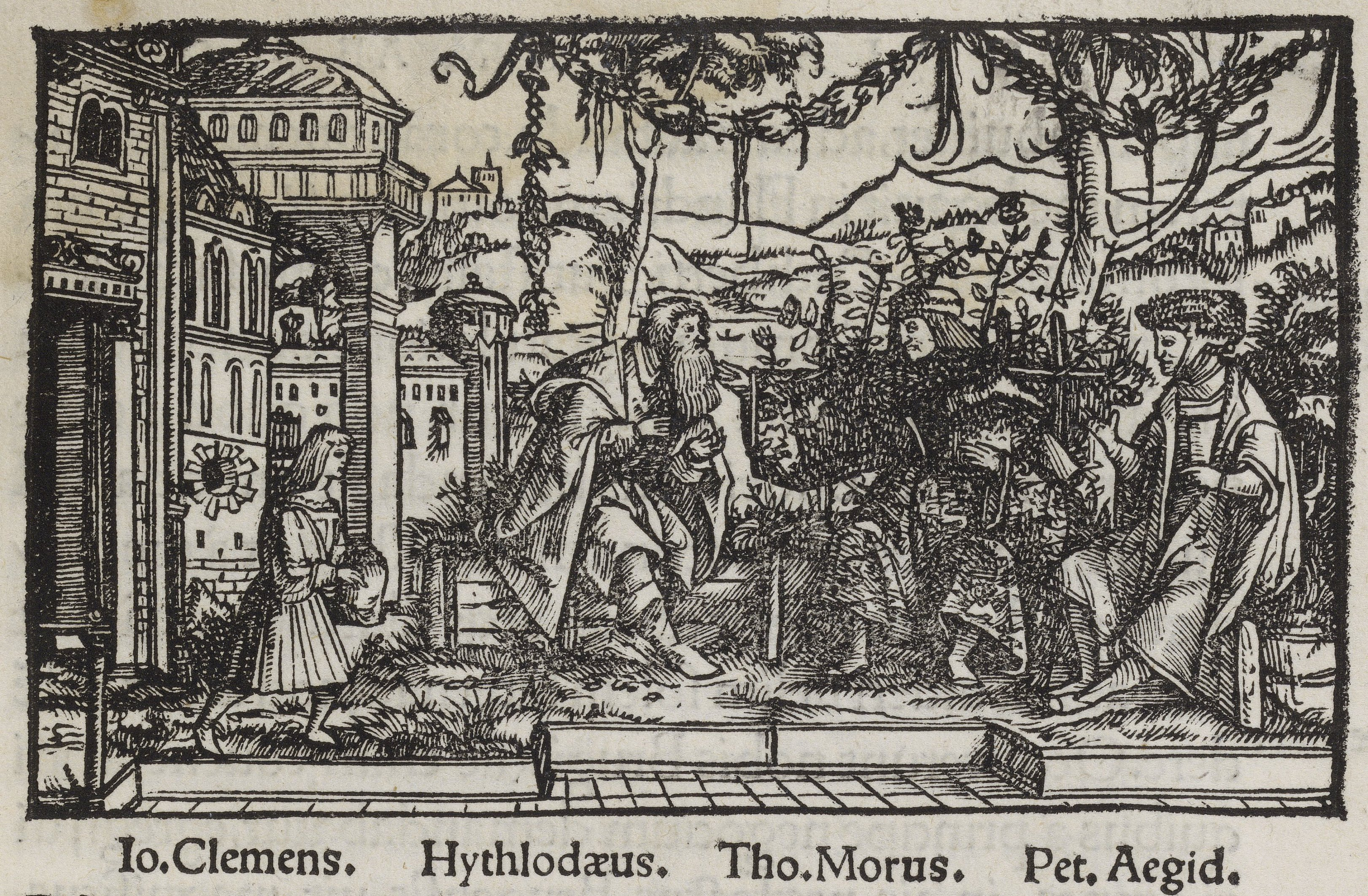
La discussion au jardin.

Quelle est la politique, quelle est la visée politique ou quel est le propos politique de Thomas More ? Peut-on réellement y voir les prémices du socialisme ou du communisme ? S'adressait-il directement au peuple ? Les lectures politiques faites de l'Utopie se sont attardées sur l'une ou plusieurs de ces questions, certains commentateurs ne s'attardèrent que sur le Livre I ou sur le Livre II, certains commentateurs s'attardèrent sur un point politique précis traversant tout l'Utopie, quand d'autres commentateurs s'attardèrent à la manière dont l'Utopie fut rédigée et présentée au lecteur. Schématiquement, il y a deux façons d'aborder politiquement l'Utopie : la présentation des propos et des propositions politiques (écriture, éditions, formulations, etc.) ; les propos, les propositions et les réalisations politiques en elle-même (leurs principes, leurs contenus, leurs faisabilités, etc).

#### Une écriture politique
Pour commencer, il faut peut-être s'attarder sur la rhétorique qui innerve ce livre. Selon Laurent Cantagrel : 

« Si le lettré de la Renaissance, homme du livre et de l'écrit autant, sinon davantage, qu'homme du discours public, continue à considérer son travail d'écriture comme une variante de l'art oratoire, c'est parce qu'il le pense comme destiné à un public sur lequel il veut exercer une action (et non pas seulement une émotion esthétique). Rappelons que les débats de l'époque sur la rhétorique et l'éloquence impliquent la question de savoir si le philosophe doit participer activement à la vie de la cité. »

Pour Miguel Abensour, c'est l'écriture même de l'Utopie qui est politique, pas simplement sa forme ni la tradition dans laquelle elle s'inscrit.

#### Des propositions politiques
Dans l'Utopie, les personnages Thomas More et Raphaël Hythlodée tiennent un grand nombre de propos politiques et ils exposent un nombre impressionnant de réalisations politiques. Tout ou partie de ces propos et réalisations politiques furent questionnés par les commentateurs.

### Observations philosophiques
Thomas More étudia à Oxford, il y eut comme maîtres William Grocyn et Thomas Linacre. Ce dernier forma le Cercle d'Oxford, une brillante coterie de lettrés qui comptait parmi ses membres John Colet, William Latimer et Grocyn. Auprès de ce dernier, More reçut des leçons de philologie, de critique et d'exégèse ; tandis que Linacre lui enseigna et lui expliqua Aristote. Le clin d'œil à Platon dans le « Sizain d'Anémolius » signale que More fut familier de ses écrits, et quelques allusions dans L'Utopie signalent que More lut les écrits d'Augustin. Sans être un écrit proprement philosophique, il y a de la philosophie dans le texte de l'Utopie, certains interprètes de ce texte firent quelques observations philosophiques à ce sujet (Marie Delcourt, Simone Goyard-Fabre, Jean-Yves Lacroix).

### Approches littéraires
L'Utopie a donné naissance à un genre littéraire à part entière, le genre utopique. Ce genre naquit de l'essor de la littérature au XVIe siècle, au XVIIe siècle et au XVIIIe siècle, un essor permis, entre autres, par le développement de l'imprimerie et l'augmentation progressive de la diffusion des livres dans les différentes couches de la société. Par ses caractères singuliers et pluriels (au croisement des récits de voyage, des propos et propositions politiques, de la vérité et de la fausseté, du sérieux et du futile), le genre utopique, l'Utopie, sont étudiés aujourd'hui sous le genre littéraire narratif. L'Utopie est alors abordée comme une fiction : l'épopée d'Utopus qui conquiert Abraxa ou le récit de voyage de Raphaël Hythlodée.
Toutefois, la composition et l'écriture de l'Utopie emprunte à d'autres genres littéraires : épistolaire (la simple correspondance exemplifiée par la lettre d'Érasme à Johann Froben, le genre épistolaire avec l'échange entre Pierre Gilles et Jérôme de Busleyden, enfin l'épître avec la lettre-préface de Guillaume Budé), poétique (les épigrammes conclusifs de l'édition de 1518), argumentatif (nombre de paraboles sont présentes dans l'Utopie, l'influence des fabliaux ne peut être exclue). Pour finir, une autre branche des études littéraires s'est penchée sur une composante importante de l'Utopie : la rhétorique. Et il ne faut pas oublier la satire ou le dialogue philosophique.

#### Traditions et inspirations
Lorsqu'il rédige lUtopie, Thomas More emprunte et singe de nombreuses forme d'écrits dont il avait connaissance, par exemple : l'épopée, le fabliau, le récit de voyage, le dialogue philosophique ou la satire. Il met à profit toutes les dimensions de l'art rhétorique : sa tradition, ses composantes et la façon dont il est enseigné dans les écoles d'alors. Une dimension essentielle de l'art rhétorique est présente dans l'Utopie : l'oralité. À l'époque les livres sont lus à voix haute, ainsi chaque lecteur de l'Utopie lisait ce texte à voix haute.

#### Novations
L'Utopie est un livre fondateur pour la pensée utopiste. Cette œuvre, ce livre, sont devenus la matrice littéraire d'un genre littéraire : l'utopie. Différentes formes d'écrits sont articulés différemment et créent ainsi une nouvelle forme d'écrit. C'est cette articulation qui fait le noyau d'un écrit utopique : la description d'un pays autre et la discussion de ses institutions. Rétrospectivement, ce sont ces deux éléments qui forment le genre utopique, ces deux éléments qui font d'une fiction littéraire : une utopie.
Ainsi, Raymond Trousson dans son Voyages au pays de nulle part, sous-titré : Histoire littéraire de la pensée utopique.

### Abords de l'imagination et de l'imaginaire
Dans l'Utopie, Thomas More semble faire preuve d'une inventivité sans limite. Mais il ne fut pas le seul auteur à décrire une cité idéale, d'autres le firent avant lui et d'autres après lui. Aussi, certains interprètes ont vu dans cette récurrence des descriptions de cités idéales (certes fort diverses) une constante de l'imagination, une sorte de schème réflexif (Claude Gilbert Dubois, Jean-Jacques Wunenburger).
D'autres interprètes se sont attachés à étudier cet imaginaire à l'œuvre dans l'Utopie (Louis Marin).

## Influence

### Perspective générale
Pour le dire vite, esquisser l'histoire des œuvres influencées par l'Utopie au cours des siècles, c'est retracer l'histoire de différentes interprétations et réceptions des quatre éditions de La meilleure forme de communauté politique et la nouvelle île d'Utopie réalisées par Thomas More en compagnie d'un groupe d'humanistes de 1516 à 1518. Aussi faut-il rappeler quelques faits : imprimée après l'affichage des 95 thèses de Martin Luther dans un contexte social, politique et religieux européen totalement différent, l'édition ne varietur de l'Utopie vit la réception et l'interprétation de son message chrétien irrémédiablement altérées (la décapitation de son auteur fit le reste) ; diffusé hors des cercles humanistes proches des centres de pouvoir, le texte de l'Utopie tomba dans les mains d'un lectorat auquel il ne fut pas adressé (les siècles suivants accentuèrent cet écart) ; enfin, traduit dès le XVIe siècle dans plusieurs langues vernaculaires, les qualités et les singularités du texte latin de l'Utopie furent inévitablement perdues, sans parler des motivations des traducteurs successifs ni de la composition des éditions dans lesquelles ces traductions furent publiées (avec tout ou partie des Livres I et II, avec ou sans les parerga et les paratextes originels).
L'Utopie de More influença un grand nombre d'auteurs : certains mentionnèrent l'île d'Utopie dans leurs textes ou rendirent grâce à son auteur ; d'autres s'en inspirèrent librement, ne retenant qu'une idée ou qu'un détail de l'Utopie ; d'autres encore imitèrent tout ou partie de la composition de l'Utopie ; d'autres enfin prirent l'Utopie à la lettre et tentèrent de passer du texte à l'action. Depuis notre XXIe siècle, il est possible de distinguer deux sortes d'œuvres influencées par l'Utopie de Thomas More : celles qui sont listées dans les histoires ou les dictionnaires de l'utopie et les autres.
Quelques dernières précisions en forme de chronologie synthétique : avec le temps, l'influence du texte et du livre La meilleure forme de communauté politique et la nouvelle île d'Utopie diminue jusqu'à presque disparaître au XXIe siècle ; depuis le XVIIe siècle l'influence de l'utopie comme genre littéraire prend le relais ; depuis le XVIIIe siècle le concept philosophique d'utopie ne cesse d'être raffiné et critiqué ; enfin, depuis le XVIIIe siècle l'idée sociale-politique d'utopie ne cesse de se répandre et d'influencer nombre d'auteurs, de penseurs et de citoyens.
Sinon, le texte et les personnages d'Utopie ont inspiré de nombreuses créations et improvisations, non seulement cinématographiques (ou télévisées), mais aussi musicales et théâtrales ; enfin, de nombreuses œuvres homonymes ont repris son nom paradoxal.

### L'Utopieen France auXVIesiècle

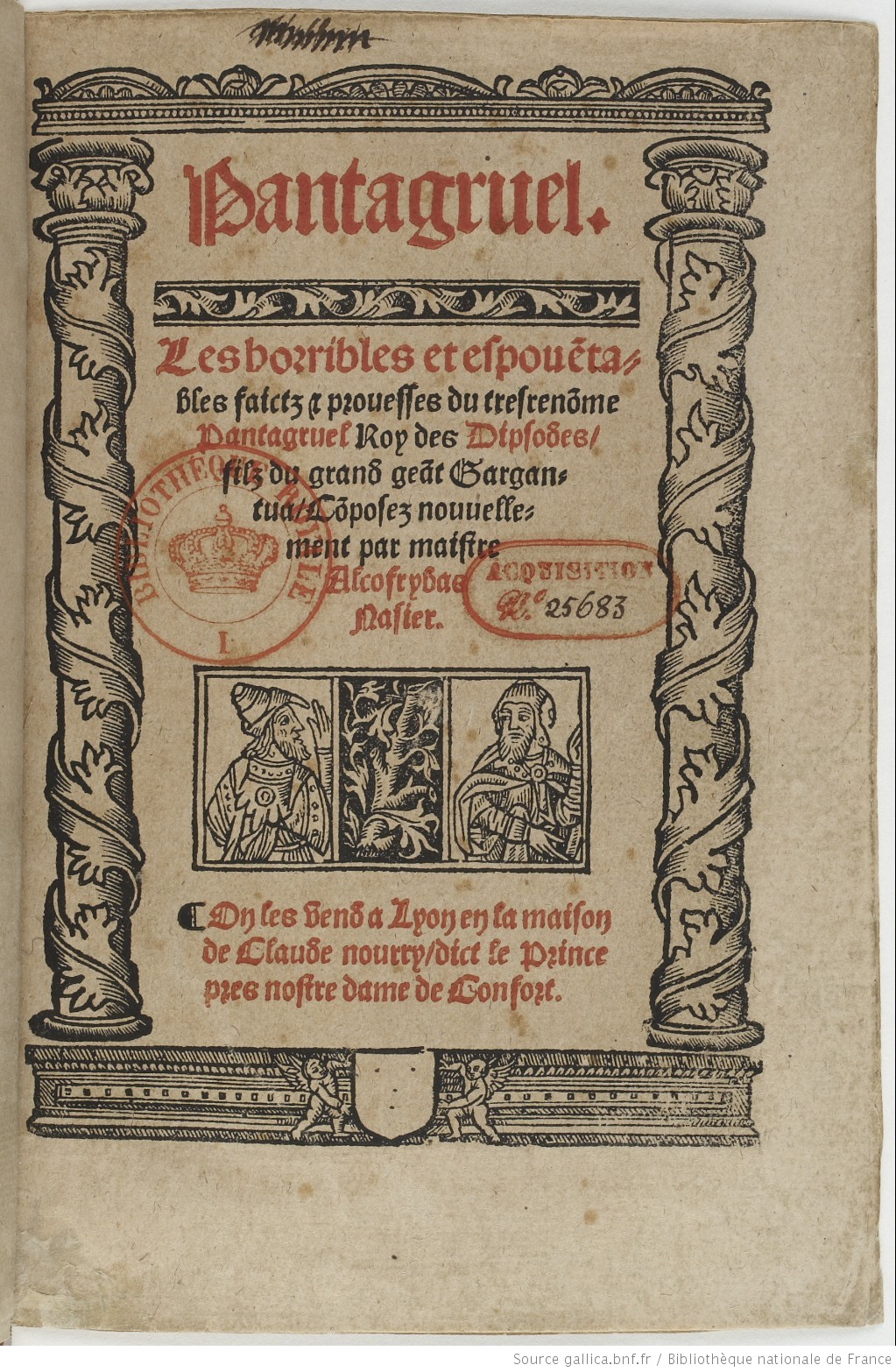
Pantagruel, Rabelais.

Pour faire court, Thomas More est connu en France au XVIe siècle. Claire Pierrot rappelle que « More [eut] maille à partir avec un érudit, Germain de Brie, qui publi[a] l'Antimorus, libelle qui s'attaque à la fois au goût de More pour le comique, son maniement libre du latin et sa façon de concevoir le genre de l'éloge. » Mais, comme l'indique Jean Céard, « c'est au chancelier d'Angleterre, martyr de la foi, que vont la plupart des mentions. » Il ajoute : « fugitives ou détaillées, ces mentions sont le plus souvent silencieuses sur l'Utopie. »
Toutefois, quelques livres montrent que l'Utopie est connu et lu. Ainsi, un pamphlet contre les théologiens de la Sorbonne publié aux alentours de 1526 est intitulé Misocacus ciuis utopiensis Philaletis ex sorore nepotis Dialogi tres, l'adresse de l'imprimeur est Apud Utopiæ Aurotum et « l'explicit précise : Amauroti in metropoli Utopiæ. » Jean Céard souligne : « Pour que l'on ait choisi d'accumuler ainsi les références à l'Utopie de More dans un texte polémique, on devait être bien certain qu'elles seraient tout de suite perçues des lecteurs et qu'ils étaient assez bien informés du livre pour en saisir la portée. » Dans l'article qu'il consacre aux premiers lecteurs français de l'Utopie au XVIe siècle, Jean Céard observe que le livre de Thomas More rencontra « un certain intérêt en France et [que] l’ouvrage y a été vraiment lu. » Parmi les noms relevés par Jean Céard, on trouve : Guillaume Budé, Jean Le Blond, Barthélemy Aneau, Jean Bodin, Guillaume de La Perrière, Loys Le Roy et Jean de Serres, ainsi que Gratien du Pont et Théodore Agrippa d'Aubigné. De son côté, Claire Pierrot note : « C'est Rabelais qui favoris[a] la vulgarisation de l'Utopie par le succès de ses romans et des productions autour de la geste gargantuine. »

En effet, dans son livre intitulé Pantagruel (1532), François Rabelais fait deux clins d'œil à l'ouvrage de Thomas More : la mère de Pantagruel est « fille du roi des Amaurotes en Utopie » ; aussi, Gargantua signe sa fameuse lettre dressant un programme éducatif idéal, qu'il adresse à Pantagruel, depuis « Utopie ». Pour Verdun-Louis Saulnier : « On a le droit de penser que l'Utopie fut parmi les livres qui stimulèrent la pensée de Rabelais. Il n'en est que plus remarquable que Morus ne soit jamais cité dans son œuvre, accueillante aux noms de ses maîtres. » Parfois, un lieu du livre Gargantua est considéré comme une utopie (une micro-société utopique), il s'agit de l'abbaye de Thélème.

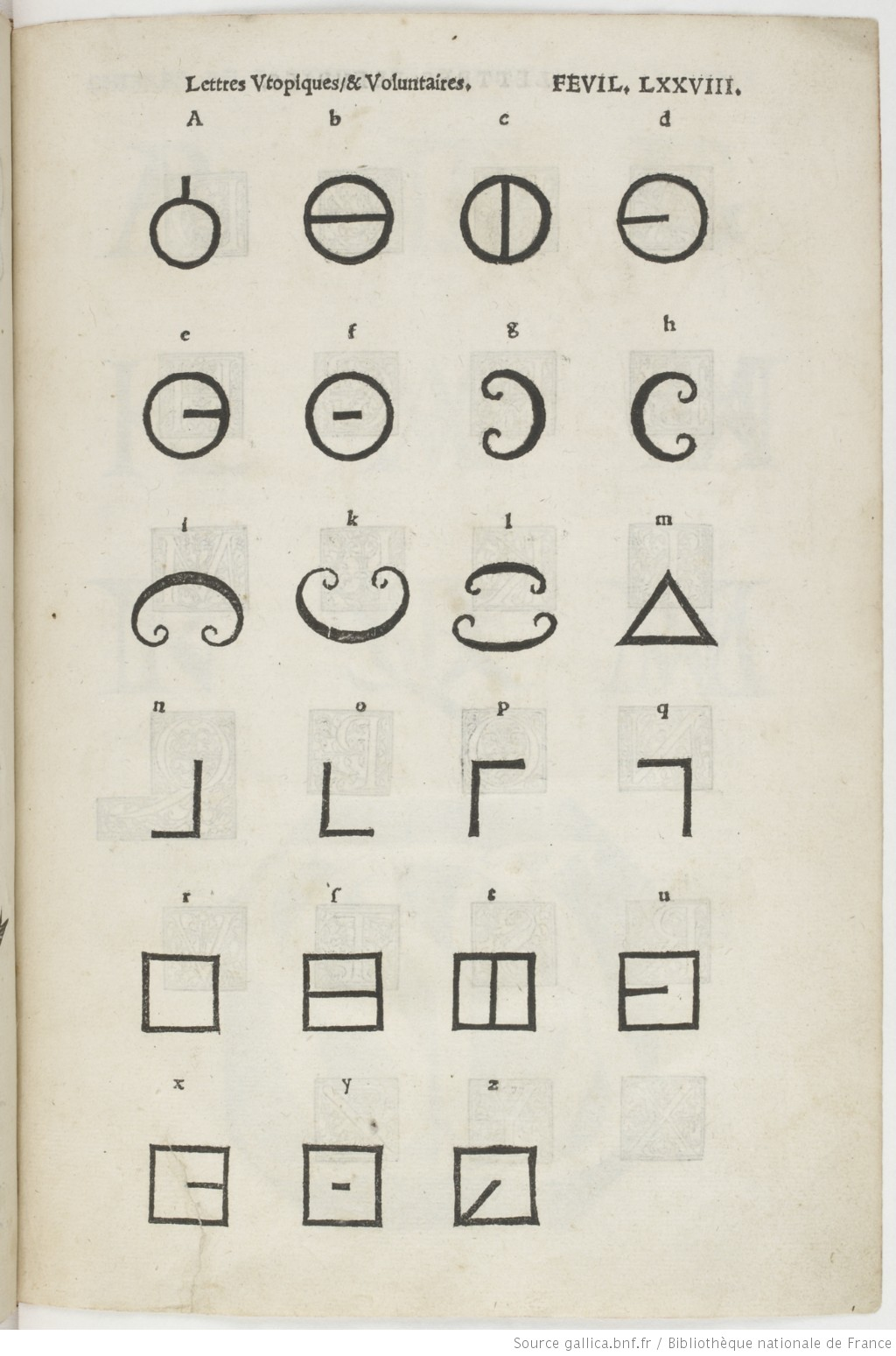
Lettres Vtopiques & Voluntaires, Geoffroy Tory, 1529.

À comparer les dates, c'est l'imprimeur et libraire Geoffroy Tory qui fit entrer le premier dérivé du mot latin Utopia dans la langue française en 1529 dans son traité de dessin de caractères intitulé Champ fleury. Au quel est contenu L'art & Science de la deue & vraye Proportion des Lettres Attiques, qu'on dit autrement Lettres Antiques, & vulgairement Lettres Romaines proportionnées selon le Corps & Visage humain (graphie légèrement modernisée). En hommage à Thomas More, Tory publia sur une page entière le dessin des lettres de l'alphabet utopien légèrement reprises et nommées « Lettres Utopiques & Voluntaires ». Tory rajouta même une lettre à cet alphabet utopien : le « z ». En guise de présentation de ces lettres, Tory écrit : « j'appelle Utopiques pource que Morus L'anglois les a baillées & figurées en son Livre qu'il a faict & intitule Insula Vtopia, L'isle Utopique. Ce sont Lettres que nous pouvons appeller Lettres volutnaires /& faictes à plaisir » (Feuil. LXXIII, verso ; graphie légèrement modernisée).
Sinon, un autre livre publié en France au XVIe siècle comporte une utopie (un passage utopique), il s'agit d'un « roman fort peu connu » de Barthélemy Aneau intitulé Alector. Kirsti Sellevold remarque qu'Aneau rédigea Alector alors qu'il fut en pleine révision et correction de la première traduction française de l'Utopie réalisée par Jean Le Blond. Verdun-Louis Saulnier observe : « Si le XVIe siècle français a peu connu, à la suite de More, de créations authentiquement utopiques, c'est qu'il préfère ordinairement le voyage imaginaire, et à l'occasion le contraire de l'utopie, à savoir la position satirique positive, procédant par une représentation allégorique et critique du réel (là où l'utopie donne un négatif flatteur). »
Pour finir, un avocat du Parlement de Paris, René Choppin, loua Thomas More et son Utopie dans son ouvrage intitulé De Privilegiis Rusticorum Libri Tres. C'est au sud de Paris dans sa propriété de Cachan que René Choppin tenta d'appliquer une loi utopienne qu'il affectionnait tout particulièrement : celle selon laquelle tout Utopien et Utopienne doit tous les deux ans travailler aux champs. Cependant, comme le résume Natalie Zemon Davies : « One lawyer dreamed of a society in which peasants would be more effectively exploited than before ; the other of a society in which both peasants and exploiters had disappeared. » Le premier fut René Choppin, le second Thomas More. Zemon Davies écrit : « More described a society in which the separation between rural and urban life was broken down for everyone and in which agricultural tasks were not despised. Choppin intended a society in which the separation between rural and urban life was broken down for wealthy townsmen, lawyers and magistrates and in which agricultural administration was taken more seriously. » Il n'en reste pas moins que René Choppin appliqua la loi utopienne dans sa propriété ; malheureusement, lorsqu'il s'absentait les serfs et les contremaîtres songeaient plus à le voler qu'à travailler pour lui.

### Première traduction en langue française
En 1550 paraît la première traduction de l'Utopie en langue française qui est due à l'humaniste normand Jean Le Blond, voici son titre : La description de l'isle d'Utopie, où est comprins le miroer des républicques du monde, & l'exemplaire de vie heureuse (à Paris, édition de Charles L'Angelier, un in-8 de 112 feuillets). Cette traduction est précédée de l'épître de Guillaume Budé parue dans l'édition de 1517 chez Gilles de Gourmont (les autres parerga et paratextes ne furent pas repris), un portrait gravé de Thomas More suit la page de titre et le traducteur joint un poème de sa main, la « Lettre-Préface » de Thomas More adressée à Pierre Gilles a disparu et est remplacée par une présentation de Raphaël Hythlodée.

### Paratextes et parerga éliminés
Le livre résumé dans cet article correspond à la dernière édition de l'Utopie à laquelle participa Thomas More. Aujourd'hui, cette édition est considérée comme celle qui fixe, pour toujours, à la fois le texte définitif et la présentation définitive du livre intitulé La meilleure forme de communauté politique et la nouvelle île d'Utopie. Comme il est expliqué plus haut (« Quatre éditions »), les première et deuxième éditions du texte Utopie publiées en 1516 et en 1517 ne furent pas présentées de la sorte, ni composées des mêmes parerga et paratextes. Ci-dessous, les paratextes et les parerga qui furent publiés dans ces deux éditions mais non reproduits par la suite sont brièvement présentés et résumés.
Après ces paratextes et parerga, un passage d'une lettre de Beatus Rhenanus adressée à Willibald Pirckheimer est résumé en quelques mots ; des noms de lieux et de personnages de l'Utopie sont succinctement explicités ; enfin, l'extrait d'une lettre de Thomas More envoyée à Érasme, dans laquelle il se rêve en prince d'Utopie, est rapporté.

#### Page de titre de 1516
Dans l'édition princeps supervisée par Érasme et Pierre Gilles chez Thierry Martens, la page de titre est une longue phrase présentant le titre de l'œuvre, le nom de son auteur, le nom de l'éditeur, celui de l'imprimeur et celui du lieu d'édition. La composition typographique met en avant les premiers mots de cette phrase (« Libellus vere aureus… ») qui, telle une formule liminaire, sont peut-être destinés « à solliciter chalands curieux ou lecteurs décidés. » Voici la traduction de cette page de titre :
« Un vrai Livre d'Or,

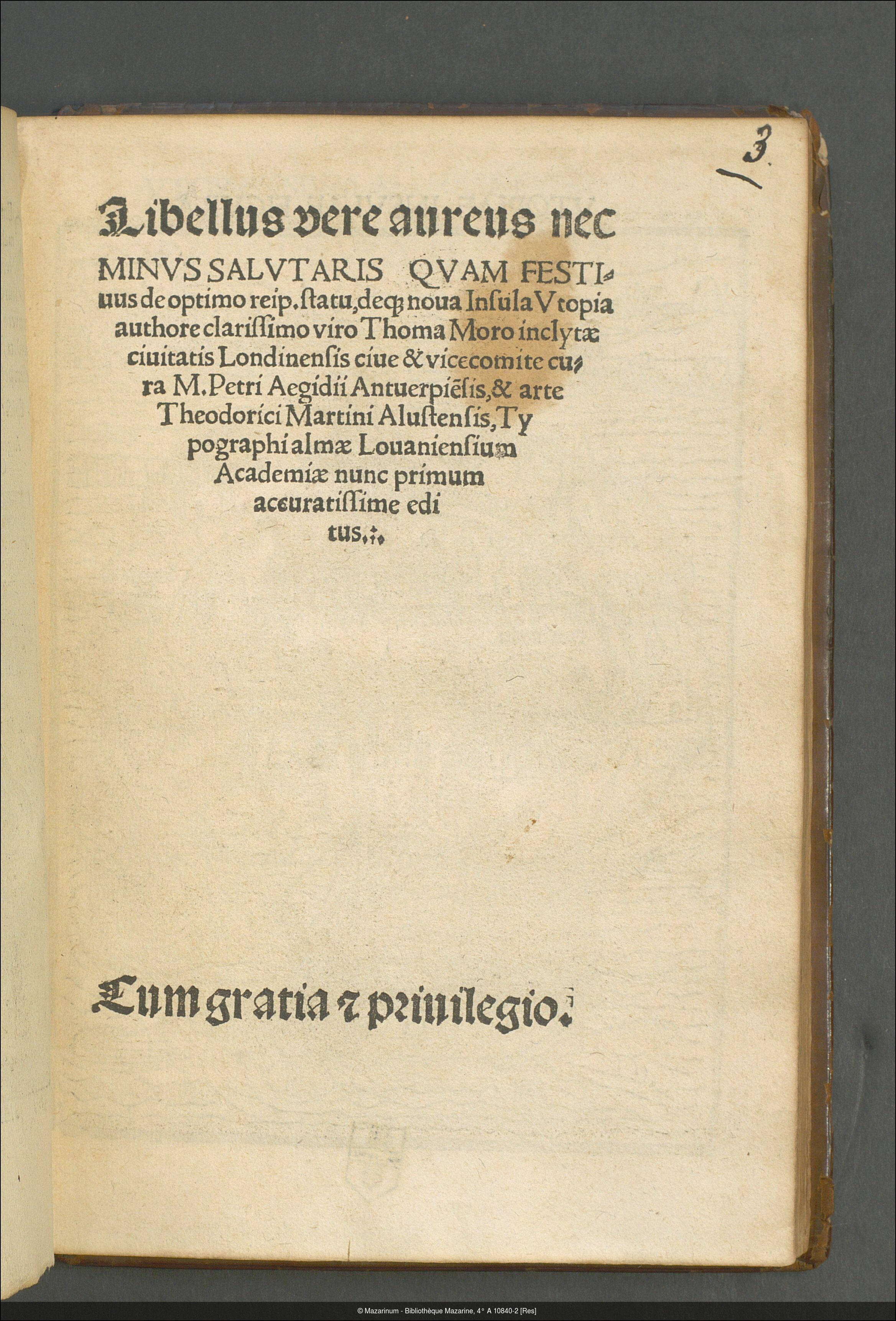
Page de titre de la première édition, 1516, Thierry Martens.

UN PETIT OUVRAGE, NON MOINS SALUTAIRE QU'AGRÉABLE,

relatif à la meilleure forme de communauté politique et à la nouvelle île d'Utopie.

L'auteur est le très illustre Thomas More, citoyen

et shérif de l'illustre cité de Londres. Édité

par les soins de Maître Pierre Gilles d'Anvers,

sur les presses de Théodore Martens d'Alost,

Imprimeur de la souveraine Académie de Louvain,

il paraît aujourd'hui pour la première fois

et avec la plus scrupuleuse

exactitude. 

Avec permission et privilège. »
Ainsi, la formule « libellus uere aureus » occupe « la première ligne en belles grasses gothiques ». Suzanne Gély rappelle la définition de « Libellus » : c'est un petit livre, « de dimensions, voire de prétentions modestes » ; mais ce peut être aussi un « bref écrit de combat », un « libelle ».
De son côté, Jean-François Vallée relève une coïncidence qui n'est sans doute pas fortuite : « Le début de l’édition Froben de 1515 de L’Éloge de la folie (Moria encomium) se lit comme suit : Stulticiaelaus, libellus vere aureus, nec minus eruditus, & salutaris, quam festivus. Tandis que le titre de l’édition de Louvain de L’Utopie commence ainsi : Libellus vere aureus nec minus salutaris quam festivus. Seule l’absence de l'érudition distingue donc le livre de More de celui de son ami Érasme… » Par ailleurs, Il faut noter que ce frontispice de 1515 est utilisé comme frontispice aux Epigrammata de Thomas More dans l'édition de l'Utopie de novembre 1518

#### Page de titre de 1517
Imprimée à Paris chez Gilles de Gourmont en 1517, la deuxième édition de l'Utopie supervisée par Thomas Lupset (en suivant les instructions d'Érasme) propose une nouvelle page de titre. La phrase est devenue un paragraphe, outre le nom de l'auteur deux nouveaux noms apparaissent : Érasme (à qui des annotations son attribuées), Budé (dont une lettre est ajoutée à cette édition). Ce nom de Guillaume Budé figurant sur la page de titre : « quel meilleur garant pour un public français de la République des Lettres ? »
Mais il n'y a pas que la page de titre qui est modifiée, c'est la composition même du livre qui est revue : « Les deux amis [More et Érasme] décidèrent de donner à l'édition de Paris un ton plus sévère, écrit André Prévost. Le mot festivus du titre de Louvain serait remplacé par celui d'elegans ; les jeux de l'alphabet utopien, du poème en langue utopienne, de la carte disparaîtraient. » En sus, Thomas More ajouterait une seconde lettre annoncée à la fin de cette nouvelle page de titre. Voici la traduction de cette page de tire :
« Au lecteur.

VOICI, AMI LECTEUR,

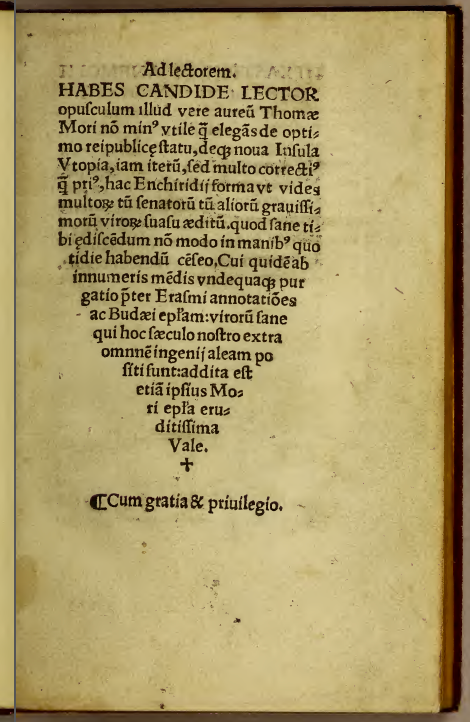
Page de titre de la deuxième édition, 1517, Gilles de Gourmont.

ce fameux opuscule de Thomas More, un vrai livre

d'or, non moins remarquable par son utilité que par son

style, relatif à la meilleure forme de communauté poli-

tique et à la nouvelle Île d'Utopie, imprimé de nouveau

mais beaucoup plus correctement que la première

fois ; comme tu le vois, il est édité sous forme de manuel,

à l'instigation de nombreux notables et de personnes

d'excellent conseil ; je pense, en effet, que tu dois vrai-

ment l'apprendre par cœur et non pas seulement le

prendre en main chaque jour. En plus de la correction

d'innombrables fautes en maints endroits, on y

trouve des annotations d'Érasme et une

lettre de Budé, érudits de notre temps,

dont le talent ne doit rien au hasard.

S'y ajoute également une

lettre fort savante de

More lui- même.

Porte-toi

bien.

+

₵ Avec permission et privilège. »
Dans cette nouvelle formulation, Suzanne Gély remarque ceci : « Libellus, s'est ici neutralisé en opusculum, en troisième ligne et en minuscules, cependant toujours accompagné de l'épithète qui lui attribue l'éclat d'or. » Peut-être faudrait-il rapprocher cette remarque de celle d'André Prévost : « L'édition a été faite sous forme de manuel. Budé est l'un de ces notables qui ont recommandé le format maniable. » En latin, « opusculum » signifie « petit ouvrage ».

#### Frontispice de mars 1518

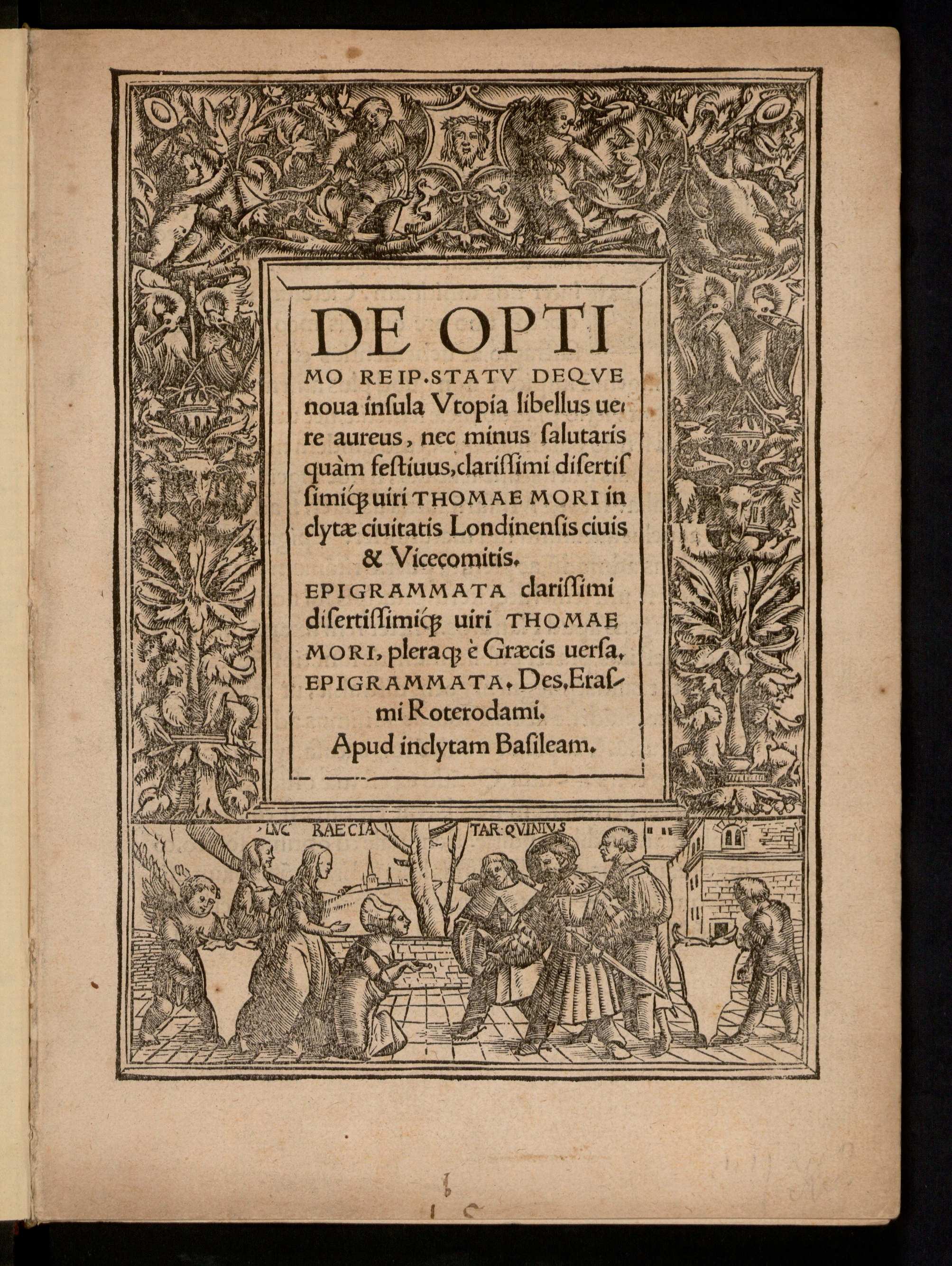
Frontispice de la troisième édition, 1518, Johann Froben.

Les éditions de l'Utopie imprimées chez Johann Froben sont regardées par les critiques et les commentateurs contemporains comme les plus abouties, l'édition de mars 1518 fut utilisée par Edward L. Surtz et Jack H. Hexter pour établir l'édition de référence anglaise, tandis que l'édition de novembre 1518 fut utilisée par André Prévost pour établir l'édition de référence française. La supervision de ces deux éditions fut confiée par Érasme à Beatus Rhenanus : l'ordonnancement des paratextes et des parerga fut revu pour l'édition de mars puis conservé dans celle de novembre ; de nouvelles lettrines font leur apparition, la mise en page du texte n'est pas identique dans l'édition de mars et celle de novembre ; Thomas More eut l'occasion de revoir son texte et d'effectuer quelques corrections pour les deux impressions. Quant à la présentation extérieure du livre, « elle fait entrer l'Utopie dans la classe des éditions de luxe, écrit André Prévost. Grâce à la présence d'Ambrosius Holbein et de Hans Holbein [le Jeune] à Bâle, Froben fait exécuter pour les titres et les grandes divisions du texte : frontispices, illustrations de scènes typiques, initiales, des gravures sur bois qui rehaussent singulièrement le charme de l'œuvre. »
Ainsi, dans l'édition de mars 1518 un frontispice remplace les pages de titre des précédentes éditions. Ce frontispice, remarque André Prévost, n'a « aucun rapport avec le texte. » En fait, ce frontispice dessiné par Hans Holbein le Jeune « avait déjà servi de page de titre à d'autres œuvres d'Érasme publiées l'année précédente. » André Prévost décrit brièvement ce frontispice : dans le haut, « une "Véronique" » avec, au sommet, « une tête de Christ couronné d'épines » ; dans le bas, « une scène tragique, le suicide de Lucrèce », le tout « encadré d'amours et de grotesques divers. »
En mars 1518, le titre de l'ouvrage change de nouveau. Suzanne Gély relève que « le terme libellus qui figurait en première place dans le titre de l'édition de Louvain » passe définitivement au second plan. En effet, voici le nouveau titre : DE OPTIMO REIP. STATU, deque noua insula Vtopia. Libellus uere aureus, nec minus salutaris quam festiuus, clarissimi disertissimique uiri THOMAE MORI inclytae ciuitatis Londinensis ciuis & Vicecomitis. Ce titre est repris tel quel dans l'édition de novembre 1518.

#### 1516: Première carte de l'île d'Utopie
La gravure de la carte présente dans l'édition princeps est attribuée à un « peintre éminent » par Gerhard Geldenhauer dans une lettre à Érasme datée du 12 novembre 1516 ; André Prévost, suivant en cela Edward L. Surtz, attribue le dessin de la carte à Gerhard Geldenhauer lui-même. Selon Edward L. Surtz, les lettres « NO » inscrites sur le pavillon de la caravelle sont celles de l'alias que Gerhard Geldenhauer utilise pour signer sa correspondance : « No. », soit « Noviomagus »,. Dès la première édition, la carte est placée en regard de l'alphabet utopien ; plus exactement : la carte de l'île d'Utopie, l'alphabet et le poème utopien forment une double-page ; cette composition est voulue et recherchée, elle est reprise dans les deux éditions de 1518.

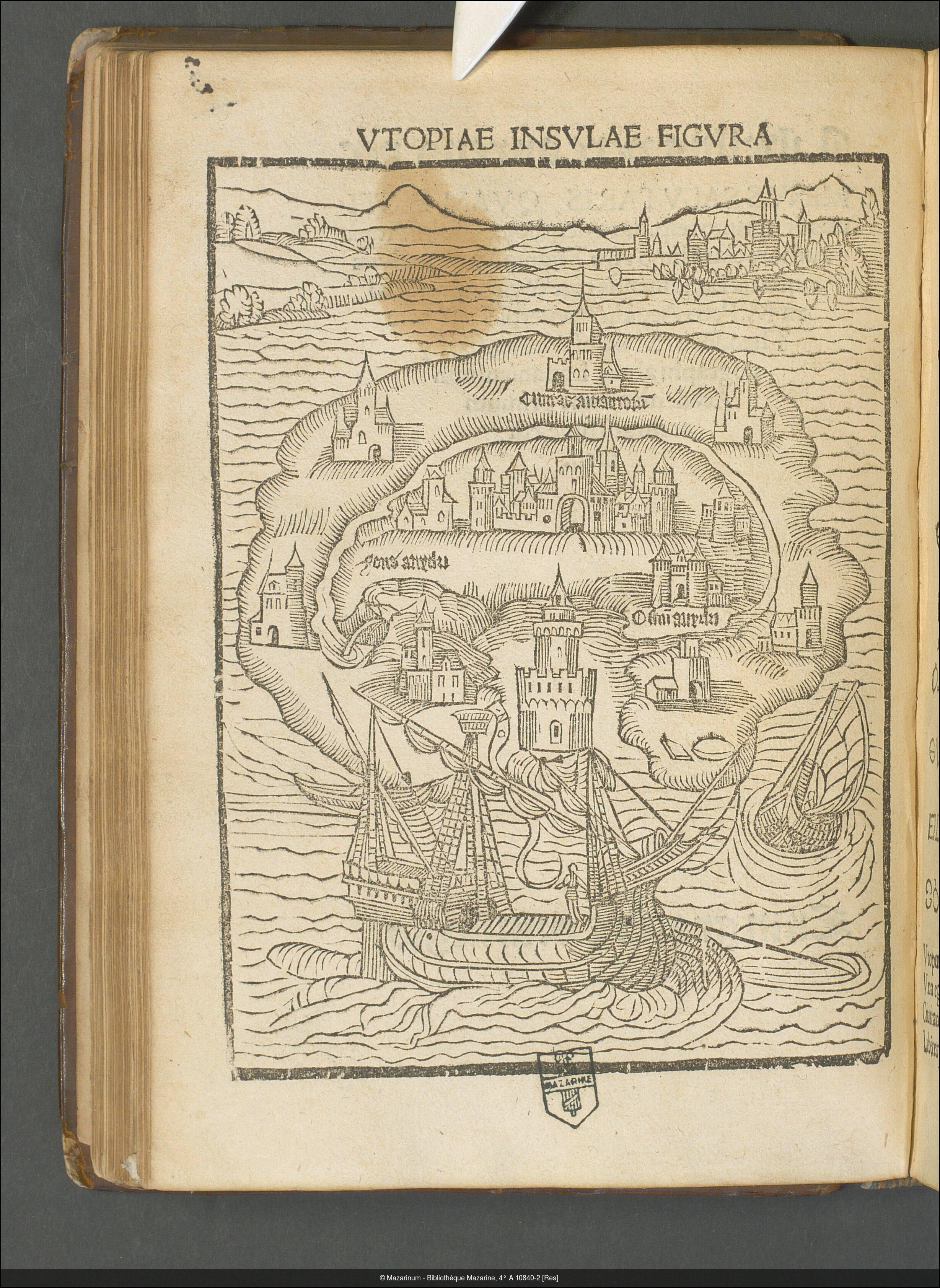
Carte de l'île d'Utopie, 1516, titrée « VTOPIAE INSVLAE FIGVRA ».

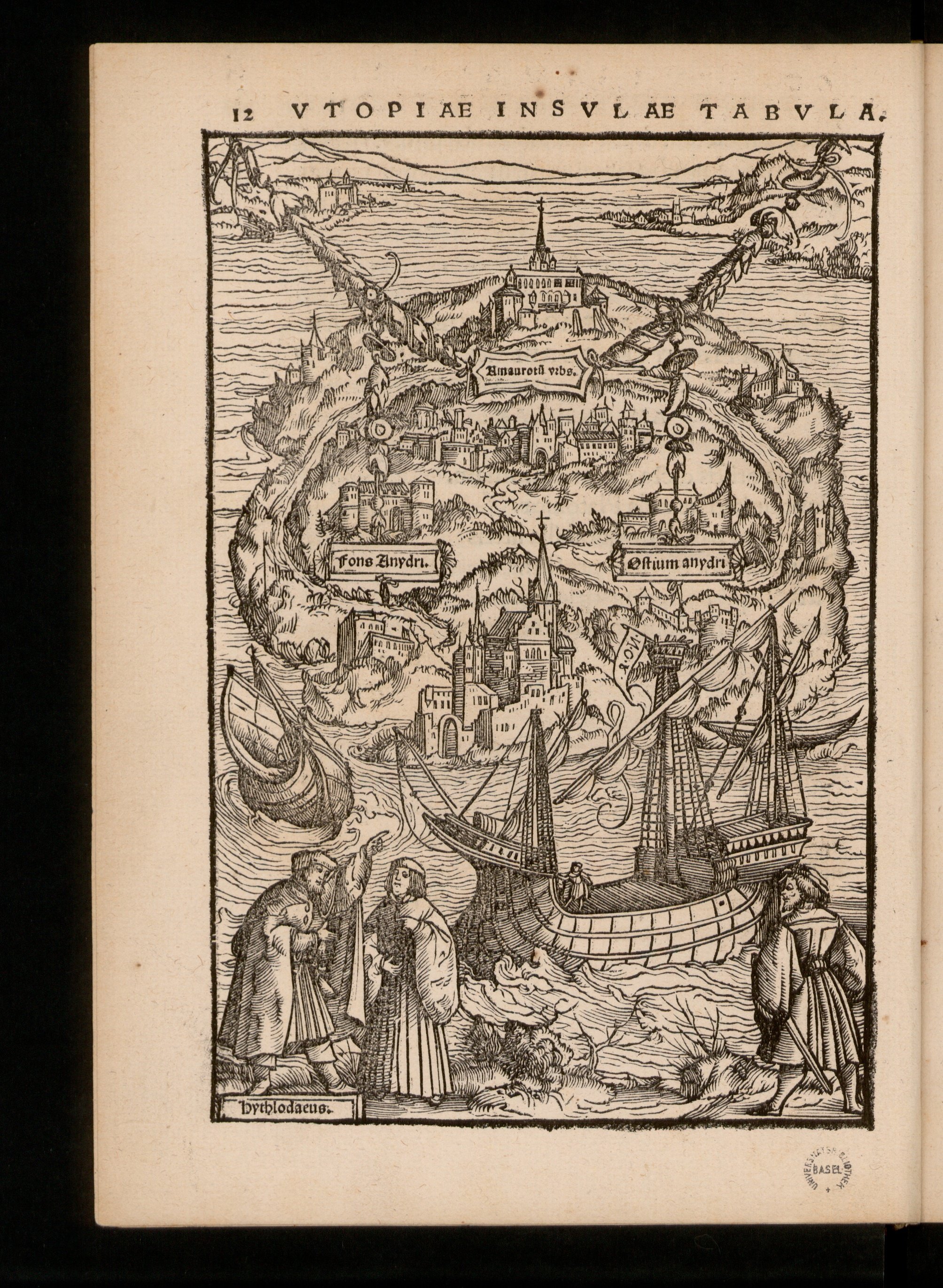
Carte de l'île d'Utopie, 1518, titrée également « VTOPIAE INSVLAE TABVLA ».

Concernant la gravure (ci-contre à gauche), la carte représente certains des détails rapportés au début du Livre II de l'Utopie : l'isolement de l'île est représenté (l'isthme est déjà creusé), la forme de croissant est suggérée, les difficultés d'accès sont indiquées (le rocher qui se dresse à l'entrée de la baie), la circularité du fleuve est respectée, la répartition équidistante des villes est symbolisée, la capitale est située au centre de l'île (bien que son nom soit écrit juste au-dessus), les défenses et les fortifications sont représentées (la tour de défense qui se dresse sur le rocher, les murailles de la capitale), le commerce maritime est rappelé (un bateau est au mouillage, un autre arrive ou quitte l'île, tandis qu'on aperçoit des voiles à l'horizon en haut à droite de la carte). La composition et la représentation de cette première carte sont plus ou moins reprises dans la carte de 1518.
Quelques brèves remarques sur les différences entre ces deux cartes : les trois bateaux présents sur la carte de 1516 (la caravelle, le bateau à voile latine et la barque masquée par la caravelle) sont reproduits comme en miroir sur celle de 1518 (sur la caravelle le personnage fait désormais face au lecteur, alors qu'en 1516 il semblait regarder l'île d'Utopie) ; sur la carte de 1518, des personnages sont présents sur le rivage (Hythlodée, possiblement Thomas More, un soldat) ; la ville imposante visible en arrière-plan sur la carte de 1516 a disparu de celle de 1518 ; comme accrochée au cadre qui ceint la gravure, une guirlande passe au devant de l'île d'Utopie sur la gravure de 1518 ; dernière remarque : des croix sont visibles sur les clochers des églises sur la carte de 1518. Quant à l'image de l'île d'Utopie, est-elle véritablement inversée ? Les noms de la source et de l'embouchure du fleuve Anydre n'ont pas changé de place, mais leurs sites oui. Sinon, l'entrée de la mer intérieure semble désormais s'effectuer par l'Ouest, où se dirige le bateau à voile latine, et non plus par l'Est.

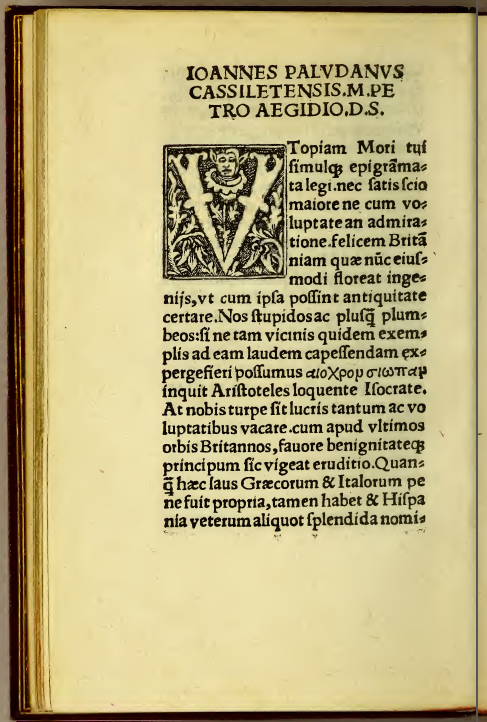
Lettre de Jean Desmarais.

#### 1516: Lettre et poème de Jean Desmarais
Cette lettre et ce poème de Jean Desmarais figurent dans les deux premières éditions de l'Utopie, la princeps de 1516 chez Thierry Martens et celle de 1517 chez Gilles de Gourmont ; ces deux parerga seront supprimées des éditions de Bâle en 1518. Jean Desmarais, originaire de Cassel, fut « rhéteur et secrétaire général de l'Académie de Louvain. »
Dans sa lettre adressée à Pierre Gilles, Desmarais tisse des liens entre les cultures passées et présentes en évoquant de grands écrivains du passé et ceux du présent. Ainsi, « les Grecs et les Romains n'ont pas eu tout l'honneur. L'érudition a brillé aussi dans d'autres régions. L’Espagne a quelques noms célèbres desquels elle s’enorgueillit. La sauvage Scythie a son Anacharsis. Le Danemark a son Saxo. La France a son Budé. L’Allemagne aussi a nombre d’hommes célébrés pour leurs écrits, l’Angleterre également, et des notables. » Alors, Desmarais s'attache à louer les mérites de Thomas More et à le distinguer : « Mais est-il besoin de parler des autres ? Tenons-nous en à More, car c'est lui qui excelle au suprême degré. Toujours dans la fleur de l'âge, et alors même qu'il fut distrait par les affaires publiques aussi bien que domestiques, il achève tout ce qu'il entreprend plus facilement que ses écrits. »
Ensuite, Desmarais prend du recul, puis il se met en retrait face au talent de Thomas More ; aussi, il évoque les mécènes Charles de Castille et Jean le Sauvage. Pour finir, Desmarais s'adresse directement à Pierre Gilles et le presse de publier l'Utopie rapidement : « je vous demande, savantissime Pierre Gilles, de veiller, dès que possible, à ce que l'Utopie soit publiée. Car dans ce travail, comme dans un miroir, on y verra tout ce qui sera nécessaire pour fonder une République parfaitement ordonnée. Daignât vouloir le Ciel que comme les Utopiens ont commencé d'embrasser notre religion, nous pussions, en échange, emprunter d'eux la forme d'un bon et heureux Gouvernement ! » Dans le poème (sans titre) qui suit sa lettre, Jean Desmarais s'intéresse aux vertus, un aspect essentiel de l'éthique des Utopiens.

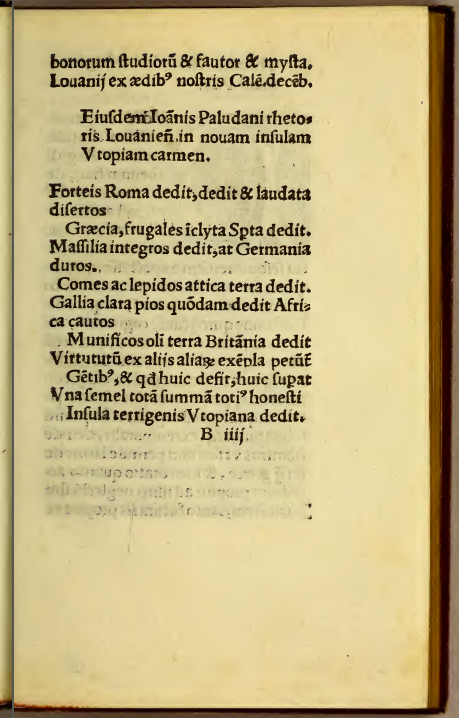
Poème de Jean Desmarais.

« Rome donna des hommes courageux, et l'honorable Grèce donna des hommes éloquents,

Des hommes stricts donnèrent la renommée Sparte.

Marseille donna des hommes honnêtes, et l’Allemagne, elle, des hommes robustes.

Des hommes courtois et charmants, l'Attique donna.

L'illustre France, un temps, donna des hommes pieux, l’Afrique des hommes prudents.

Des hommes munificents, autrefois, les Britanniques donnèrent.

Des exemples d’autres vertus sont recherchés chez différents peuples,

et ce qui est absent chez l’un, abonde chez l’autre.

Une seule région du monde donna la totalité des vertus aux hommes, l’île d’Utopie. »

#### 1517: Seconde lettre de Thomas More à Pierre Gilles
La seconde lettre de Thomas More, aussi nommée « Impendio », fut jointe à l'édition imprimée en 1517 chez Gilles de Gourmont et supervisée par Thomas Lupset. Tandis que furent retirés de cette édition la carte de l'île d'Utopie, l'alphabet des Utopiens et le quatrain en langue vernaculaire, la lettre de Guillaume Budé adressée à Thomas Lupset fit son apparition ; quant au texte de l'Utopie, il prit place au centre de la publication (la lettre de Jérôme de Busleyden, le poème de Gerhard Geldenhauer et celui de Cornelis de Schrijver furent déplacés après le texte de l'Utopie).
Cette seconde lettre fut placée juste après la fin du Livre II. Sur la forme : après avoir lu l'Utopie un lecteur (non nommé) a formulé des critiques, Pierre Gilles (Ægidio) les a faites parvenir à Thomas More (Morus) qui prend la plume pour y répondre. Sur le fond : nombre de passages font échos à la « Lettre-Préface », ainsi au sortir du texte de l'Utopie Thomas More prend soin d'accompagner le lecteur. Voici, cité par Morus, ce qu'a écrit le lecteur anonyme : « Si la chose est rapportée comme vraie, j'y vois quelques absurdités ; mais si elle est fictive, alors je regrette en certains endroits de ne pas y retrouver toute l'exactitude du jugement de More. » À cette critique, Morus répond d'abord qu'il ne voit pas en quoi « on devrait s'estimer clairvoyant en découvrant qu'il y a quelques absurdités dans les institutions des Utopiens, ou qu'en façonnant [sa] République [il n'a] pas toujours inventé les solutions les plus expédiantes : ne voit-on rien d'absurde nulle part ailleurs dans le monde ? Et quel philosophe a-t-il jamais organisé une République, gouverné un prince ou dirigée une maisonnée sans qu'il y ait rien à améliorer dans ses institutions ? »

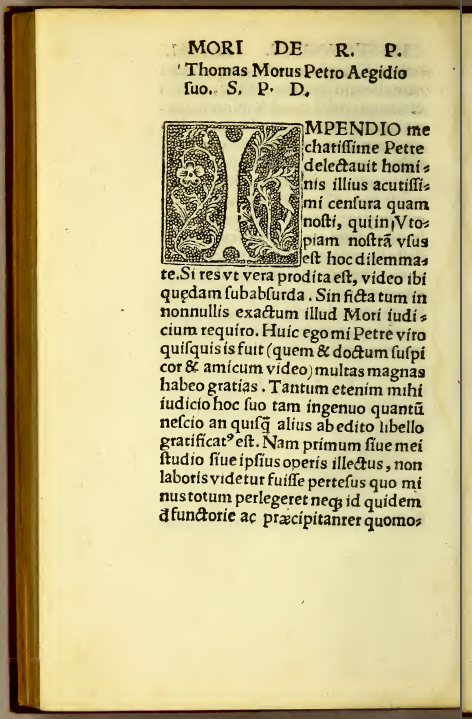
Lettre de Thomas More à Pierre Gilles.

Puis, Morus poursuit sa défense sur le terrain de l'écriture : « si j'avais pris la décision d'écrire sur la République, et qu'une telle fable me fût venue à l'esprit, je n'aurais peut-être pas répugné à cette fiction qui, enveloppant le vrai comme du miel, lui permet de s'insinuer un peu plus suavement dans les esprits. » N'est-ce pas, justement, ce qu'il fit ? Ensuite, Morus devient plus explicite quant à l'invention et à la fabulation qui parcourt le texte de l'Utopie : « j'aurais […] semé pour les plus lettrés quelques indices qu'il eût été aisé de suivre à la trace pour percer mon dessein. » Quels types d'indices ? Par exemple, il aurait donné au prince, au fleuve, à la ville et à l'île des noms singuliers. « Cela n'aurait pas été difficile à faire, et aurait été bien plus spirituel que ce que j'ai fait ; car, si je n'y avais pas été contraint par la fidélité historique, je n'aurais pas poussé la stupidité jusqu'à choisir d'employer ces noms barbares et qui ne signifient rien : Utopie, Anydre, Amaurote, Adèmus. » N'est-ce pas, précisément, ce qu'il fit ?
Enfin, Morus termine sa défense en parlant de Raphaël Hythlodée. D'abord, il répète ce qu'il écrivit dans sa « Lettre-Préface » : « je n'ai fait que reproduire par écrit, en homme simple et crédule que je suis ». Après, il déclare que Raphaël raconta son histoire à « beaucoup d'hommes d'une extrême honnêteté et du plus grand sérieux ». Pour finir, Morus affirme que des voyageurs tout juste revenus du Portugal ont croisé Raphaël et qu'il était « aussi vivant et en bonne santé qu'il fut jamais. » Ainsi : « Que [les incrédules] aillent donc s'enquérir de la vérité auprès de lui en personne, ou qu'ils aillent la lui arracher en le soumettant, s'il leur plaît, à un interrogatoire serré — pourvu qu'ils comprennent que je ne saurais répondre que de mon œuvre, et non de la bonne foi d'un autre. »

#### 1518: Lettre de Beatus Rhenanus à Willibald Pirckheimer (extrait)
Cette lettre de Beatus Rhenanus apparaît pour la première fois dans l'édition de mars 1518 chez Johann Froben, elle fut reprise dans l'édition de novembre 1518. Adressée à Willibald Pirckheimer, cette lettre fait office de préface aux Epigrammata de Thomas More ; de fait, elle n'apparaît que dans les éditions de 1518 auxquelles furent reliés ces Epigrammata. Dans les éditions de référence de l'Utopie en langue anglaise, un extrait de cette lettre évoquant le livre de Thomas More est souvent proposé car Beatus Rhenanus y rapporte la réception du texte Utopie par certains lecteurs contemporains. Cet extrait est brièvement résumé ci-dessous.

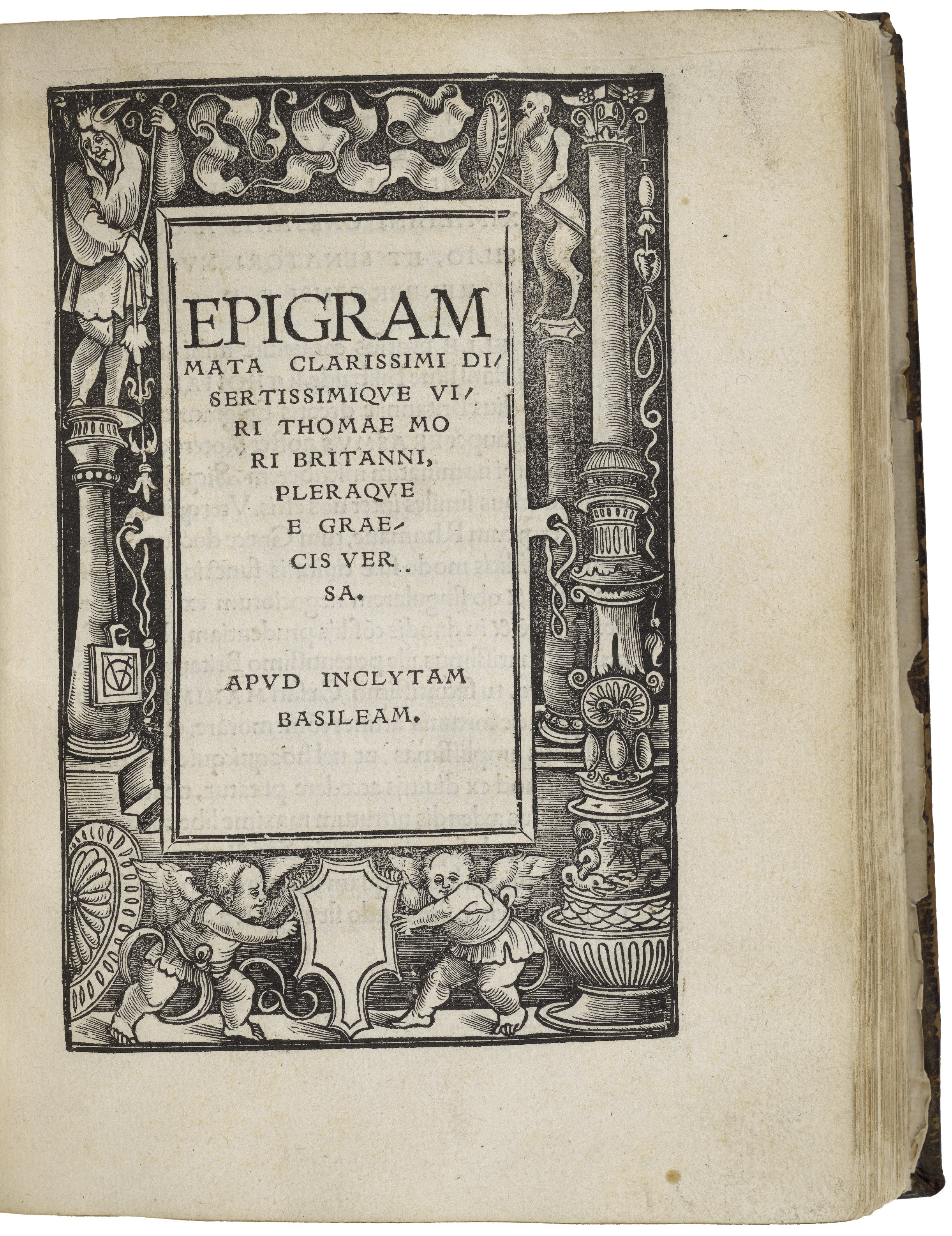
Epigrammata de Thomas More.

Rhenanus introduit les propos qu'il va rapporter en comparant les Epigrammata qu'il préface avec le texte de l'Utopie : « tout comme ces [épigrammes] permettent de montrer l’esprit de More et sa noble érudition, ainsi la vivacité de son jugement dans les affaires pratiques devient lumineuse dans l'Utopie. » Rhenanus ne s'étend point sur le sujet, il rappelle que Budé a déjà salué ce livre « dans une splendide préface » et il écrit : « Le livre de More contient des principes tels qu'on ne les trouve pas dans Platon, ni Aristote, ni même dans les Pandectes de Justinien. Son enseignement est peut-être moins philosophique que ces derniers, mais il est plus chrétien. »
Sur ces brèves remarques, Rhenanus rapporte « une bonne histoire » qui eut lieu lorsque l'Utopie « fut mentionnée lors d'un rassemblement de divers hommes importants ». Au cours d'une discussion, alors que Rhenanus louait l'Utopie, « un fou dit que More ne méritait pas plus de crédit qu’un scribe, qui écrit simplement ce que les autres disent tel un gratte-papier […], qui peut assister à une réunion, mais qui n’exprime pas ses propres idées. » Ce « fou » ajouta : « Dans le livre tout vient de la bouche d'Hythlodée ; More ne fit que l’écrire. À ce titre More ne mérite pas plus de crédit que celui accordé à une bonne retranscription. »
Ensuite Rhenanus rapporte que, parmi les hommes présents, « nombreux sont ceux qui donnèrent leur approbation au jugement de cet homme comme s’il eut parlé le plus correctement. » Rhenanus termine sa « bonne histoire » par ces mots écrits en grec : « N’admirez-vous pas à présent l’esprit rusé de More qui conduit ces hommes égarés, pas seulement des imbéciles ordinaires mais des hommes importants, et des théologiens à ces jugements ? »

### Les noms en Utopie
Par antiphrase, dans sa seconde lettre adressée à Pierre Gilles, Thomas More reconnaît qu'il a semé « pour les plus lettrés quelques indices » dans son texte. Ainsi, outre les références littéraires et historiques, More a forgé des « noms barbares et qui ne signifient rien ». Ci-dessous, ces noms sont très brièvement présentés,.

### Thomas More se rêve en prince d'Utopie
Lors des mois qui précédèrent la publication de l'édition princeps de l'Utopie, Thomas More n'était pas sûr de la qualité de son texte, ainsi ouvre-t-il une lettre qu'il envoie à Érasme : « Je t'envoie notre Nulle-part, qui n'est nulle part bien écrite, je la fais précéder d'une lettre à mon cher Peter. » Pour le rassurer, Érasme lui écrit : « Pierre Gillis est vraiment épris de toi. Tu es constamment en notre présence. C'est fou, l'intérêt qu'il porte à ta Nusquama et il t'envoie mille salutations ainsi qu'à tous les tiens. » Thomas More lui répond : « Je me réjouis d'apprendre que notre Nusquama, mon cher Pierre l'approuve ; si elle plaît à des gens de cette qualité, elle va commencer à me plaire à moi aussi. »
Ses soucis écartés, Thomas More raconte à Érasme un étrange rêve dans une lettre datée du 4 décembre 1516 : « Je ne saurais dire combien j'exulte à présent, à quel point je me sens grandi, à quel point je me fais de moi-même une plus haute idée. J'ai constamment devant les yeux la preuve que le premier rang m'est à jamais réservé par mes Utopiens ; bien plus, j'ai déjà aujourd'hui l'impression de m'avancer, couronné de cet insigne diadème de froment, attirant les regards par ma bure franciscaine, tenant en guise de spectre auguste la gerbe de blé, entouré d'une insigne escorte d'Amaurates. » Et il poursuit : « en grande pompe je marche au-devant des ambassadeurs et des princes des autres nations, qui nous font vraiment pitié avec leur sot orgueil, j'entends, de s'en venir parés comme des gamins, alourdis de toilettes efféminées, enchaînés avec cet or méprisable, et prêtant à rire avec leur pourpre, leurs pierres précieuses et autres babioles creuses. »
Arrivé à la fin de sa lettre Thomas More écrit : « J'allais poursuivre plus longtemps ce très doux rêve, mais l'aurore qui se lève, hélas ! a dissipé mon rêve et m'a dépouillé de ma souveraineté et me ramène à mon pétrin, c'est-à-dire au tribunal. Une chose me console pourtant : c'est que les royaumes réels, je le constate, ne durent pas beaucoup plus longtemps. Porte-toi bien, très cher Érasme. »

### Les quatre éditions latines de l'Utopie
Ci-dessous sont présentées en détail les quatre compositions de l'Utopie. L'édition princeps de 1516 imprimée à Louvain fut supervisée par Érasme assisté de Pierre Gilles ; Érasme prépara l'édition de 1517 qui fut supervisée par Thomas Lupset à Paris ; pour les éditions de mars et de novembre 1518 à Bâle, Érasme après avoir préparé les deux éditions délégua leur supervision à Beatus Rhenanus. Il est parfois fait mention d'une cinquième édition chez Johann Froben datée de décembre 1518, en réalité il s'agit d'une nouvelle mise sous presse de l'édition de novembre 1518. D'après Reginald Walter Gibson, au moins cent exemplaires des quatre premières éditions revues par More ou ses collaborateurs directs sont parvenus jusqu'à nous. Certains de ses exemplaires appartiennent à des collectionneurs privés ou à des fondations, la majeure partie se trouve dans des bibliothèques nationales, municipales et universitaires ou dans des bibliothèques rattachées à des institutions publiques. À titre d'exemple : la Bibliothèque nationale de France et la Bibliothèque Sainte-Geneviève possèdent chacune un exemplaire de l'édition princeps et un exemplaire de l'édition de novembre 1518, tandis que la Bibliothèque Diderot de Lyon possède un exemplaire de l'édition de 1517.

#### Chronologie des traductions et des éditions de l'Utopieen langue française

##### XVIesiècle
- Thomas More (trad. Jean Le Blond), La description de l'isle d'Utopie, ou est comprins le miroer des republicques du monde, & l'exemplaire de vie heureuse, Paris, L'Angelier, 1550 (lire en ligne).
- Thomas More (trad. Jean Le Blond, revue par Barthélémy Aneau), La republique d'Utopie, Lyon, Jean Saugrain, 1559 (lire en ligne).
- Thomas More (trad. Gabriel Chappuys), De la Republique d'Utopie. Estat & Gouvernement d'icelle, Paris, Regnault Chaudiere, 1598 (1re éd. 1585) (lire en ligne). , il s'agit du « Livre XXIIII », débutant p. 298, de l'ouvrage de Gabriel Chappuys intitulé L'Estat, Description et Gouvernement des royaumes et republiques du monde, tant anciennes que modernes

##### XVIIesiècle
- Thomas More (trad. F.N.D.), Du Gouvernement et administration de la Republique d'Utopie, Paris, Jean Milot, 1616 (lire en ligne). , il s'agit du « Livre vingt et deuxième » (f. 159) de l'ouvrage de Francesco Tatti da Sansovino intitulé Du Gouvernement et administration de divers estats, Royaume & Republiques, tant anciennes que modernes
- Thomas More (trad. Samuel Sorbière), L'Utopie, Amsterdam, Jean Blaeu, 1643 (lire en ligne).

##### XVIIIesiècle
- Thomas More (trad. Nicolas Gueudeville), L'Utopie, Leide, Pierre Vander Aa, 1715 (lire en ligne).
- Thomas More (trad. Nicolas Gueudeville), L'Utopie, Amsterdam, R. & G. Wetstein, 1717 (lire en ligne)
- Thomas More (trad. Nicolas Gueudeville), Idée d'une république heureuse ou l'Utopie, Amsterdam, François l'Honoré, 1730 (lire en ligne)
- Thomas More (trad. Thomas Rousseau), Tableau du meilleur gouvernement possible, ou L'Utopie, Paris, L. Cellot, 1780 (lire en ligne).
- Thomas More (trad. Thomas Rousseau revue par Jacques-Pierre Brissot de Warville), Fragmens de l'Utopie, Berlin, 1782 (lire en ligne). , ces « Fragmens… » sont édités par Jacques-Pierre Brissot de Warville dans le tome IX (p. 2-66) d'une série de livres intitulés Bibliothèque philosophique du législateur, du politique, du jurisconsulte
- Thomas More (trad. Thomas Rousseau), Du meilleur gouvernement possible, ou La nouvelle isle d'Utopie, Paris, J. Blanchon, 1789 (lire en ligne)

##### XIXesiècle
- Thomas More (trad. Victor Stouvenel), L'Utopie, Paris, Paulin, 1842 (lire en ligne).
- Thomas More (trad. Thomas Rousseau, revue par Eugène Muller), Voyage à l'île d'Utopie, Paris, Charles Delagrave, 1888 (lire en ligne).

##### XXesiècle
- Thomas More (trad. Victor Stouvenel), L'Utopie, Paris, L'Enseigne du Pot Cassé, 1927.
- Thomas More (trad. Paul Grunebaum-Ballin), Le Planisme au XVIe siècle. L'Ile d'Utopie ou la Meilleure des républiques, Paris, Albin Michel, 1935.
- Thomas More (trad. Victor Stouvenel), L'Utopie, Bruxelles, Éditions Terres latines, 1944.
- Thomas More (trad. Victor Stouvenel), L'Utopie, Paris, Nouvel office d'édition, coll. « Poche Club », 1965.
- Thomas More (trad. Marie Delcourt), L'Utopie, Paris, La Renaissance du livre, 1966a.
- Thomas More (trad. Victor Stouvenel, revue par Marcelle Bottigelli-Tisserand), L'Utopie : Discours du très excellent homme Raphaël Hythloday sur la meilleure constitution d'une république, Paris, Éditions sociales, coll. « Les classiques du peuple », 1966b. , nouvelle édition en 1982
- Thomas More (trad. Jean Le Blond), La description de l'isle d'Utopie, Yorkshire / New York / Paris / The Hague, S. R. Publishers / Johnson Reprint Corporation / Mouton & Co, 1970. , fac similé de l'édition de 1550
- Thomas More (trad. André Prévost), La meilleure forme de communauté politique et la nouvelle île d'Utopie, Lille, Mame, 1978
- Thomas More (trad. Marie Delcourt), L'Utopie ou Le traité de la meilleure forme de gouvernement, Paris, Renaissance du livre, 1983b
- Thomas More (trad. Marie Delcourt), L'Utopie ou Le traité de la meilleure forme de gouvernement, Genève, Droz, coll. « Les Classiques de la pensée politique », 1983a
- Thomas More (trad. Marie Delcourt), L'Utopie ou Le traité de la meilleure forme de gouvernement, Paris, Flammarion, coll. « GF », 1987
- Thomas More (trad. Victor Stouvenel), L'Utopie, dans Francis Lacassin (éd.), Voyages aux pays de nulle part, Paris, Robert Laffont, coll. « Bouquins », 1990.
- Thomas More (trad. Victor Stouvenel), L'Utopie, Paris, Librio, coll. « Philosophie », 1999

##### XXIesiècle
- Érasme et Thomas More (trad. Pierre de Nolhac / Marie Delcourt), Éloge de la folie / L'Utopie, Paris, Flammarion, coll. « Le Monde de la Philosophie », 2008
- Thomas More (trad. Jean Leblond, revue par Barthélémy Aneau, révisée et modernisée par Guillaume Navaud) L'Utopie, Paris, Gallimard, coll. « Folio classique », 2012
- Thomas More (trad. Victor Stouvenel, revue par Marcelle Bottigelli-Tisserand), L'Utopie, Bruxelles, Aden, 2016